# Csongrád-Csanád vármegye
Csongrád-Csanád vármegye, 1950 és 2020 között Csongrád megye, 2020 és 2022 között Csongrád-Csanád megye (németül: Komitat Tschongrad-Tschanad, latinul: Comitatus Chongradiensis-Chanadiensis, szerbül: Čongradska-Čanadska županija) közigazgatási egység Magyarországon, az Alföldön, az Dél-Alföld régióban és Kelet-Magyarország déli részén, a szerb-román-magyar hármashatáron. 4261,74 km2-es területével hazánk 12. legnagyobb vármegyéje, amely Magyarország teljes területének mintegy 4,58%-át adja. Illetve közel 390 ezer fős lakosságával a 8. legnépesebb vármegyénk, ezzel hazánk népességének csupán 4,07%-ával rendelkezik, népsűrűsége az országos átlag alatt van.
Északról Jász-Nagykun-Szolnok vármegye, keletről Békés vármegye, délről Románia és Szerbia, nyugatról pedig Bács-Kiskun vármegye határolja. Székhelye egyben az Dél-Alföld legnagyobb és az ország 3. legnépesebb települése, a páratlan szépségéről, húsiparáról és fűszerpaprikájáról híres, illetve "a napfény városának" is nevezett Szeged. Területét kettészeli az itt északról délre folyó Tisza. De nevezetesebb települései közé tartozik a kerámiaművészetéről és a hagyományos paraszti kultúráról híres Hódmezővásárhely, a hungarikumnak számító hagymatermesztéséről nevezetes Makó, illetve a történelmi jelentőségű, a vármegye korábbi székhelyeként szolgáló Szentes.
Teljesen sík vidék a napsütéses órák magas száma és kiváló talaja miatt az ország legfontosabb mezőgazdasági területe. Legismertebb termékei a szegedi paprika és a makói hagyma, de jelentős a gabona-, zöldség- és gyümölcstermesztés is. A Magyarországon megtermelt hagyma, paprika és zöldségfélék fele innen származik. A terület olaj- és földgázkincsekben is gazdag. Legmagasabb pontja Ásotthalomnál (125 m), legalacsonyabb pontja Gyálarétnél található (78 m), amely hazánk legalacsonyabb pontja is egyben.
A vármegye történetét az oszmán hódoltság erőteljesen befolyásolta, amelynek 1715-ös megszűnése után szinte teljesen elnéptelenedett, népsűrűsége alig érte el az 5 fő/km²-t. A 18–19. században intenzív betelepítés zajlott, főként a Magyar Királyság túlnépesedett északi és nyugati megyéiből érkező magyar nemzetiségűek révén, akik a mezőgazdaságot és állattenyésztést virágoztatták fel. Ez a folyamat biztosította a térség gazdasági újjáéledését és kultúrájának fejlődését. A 20. században a megye lakossága stabilizálódott, Szeged és Hódmezővásárhely jelentős központokká váltak. A termékeny talaj és a síkvidéki adottságok miatt a mezőgazdaság kiemelkedő maradt. A 2001-es népszámlálás szerint a megye 423 826 lakosnak adott otthont, népsűrűsége 100 fő/km² volt, tükrözve a térség fejlődését és stabilitását.

## Nevének eredete
A jelenlegi vármegye két egykori vármegye, Csongrád és Csanád vármegye összevonásával jött létre.

### Csongrád
A "Csongrád" név eredete a szláv nyelvekhez kapcsolódik. Az elnevezés a szláv "črn" (fekete) és "grad" (vár) szavak összevonásából származik, jelentése tehát "fekete vár".
A hagyomány szerint, amikor Árpád fejedelem 896-ban Alpárnál győzelmet aratott Zalán bolgár-szláv fejedelem seregei felett, a magyarok elfoglalták a mai Csongrád helyén álló földvárat. Ezt a várat Ete, Ond fia újjáépítette az ott élő szlávokkal, akik saját nyelvükön "Csernigrádnak" (fekete várnak) nevezték el. Ez a név alakult át később Csongráddá.

### Csanád
A "Csanád" név eredete a régi magyar "Csana" személynévre vezethető vissza, amelyhez a "-d" képző kapcsolódik. A "Csana" jelentése nem teljesen tisztázott, de egyes források szerint a szláv "črn" szóból származhat, amelynek jelentése "fekete". Így a "Csanád" név jelentése "fekete" vagy "sötét".
A név történelmi jelentőségét Csanád vezér adja, aki a 11. században élt magyar nemes volt. Ő győzte le és ölte meg Ajtonyt, aki a mai Bánát területén uralkodott. A győzelem után a területet róla nevezték el Csanád megyének, és a központi település is a Csanád nevet kapta.

## Címer
A vármegye címere egy összetett pajzs, amely öregpajzsból és boglárpajzsból áll. Az öregpajzs négyelt elrendezésű.
- Az első (jobb felső) kék pajzsmező zöld talaján Szent Gellért püspök áll, bíbor bélésű aranypalástban, ezüst karingben, aranyos stólával. Baljában arany kampójú pásztorbotot tart, jobbjában ezüsthegyű lándzsát és zöld pálmaágat fog. Tőle balra ezüst sziklafal (a Gellért-hegy), alatta habos ezüstpólya a Dunát jelképezi.
- A második (bal felső) vörös mezőben jobbra forduló, aranyfegyverzetű oroszlán lebeg.
- A harmadik (jobb alsó) aranymezőben fekete turulmadár látható jobbra fordulva.
- A negyedik (bal alsó) mezőt vágás, hasítás és harántosztások tagolják: ezüstbástya áll vörös mezőben, emberarcú napkorong kék mezőben, valamint gyümölcsöket hullató arany bőségszaru is szerepel benne.

A boglárpajzs vágással osztott. Felső aranymezejében fekete sas szárnyal jobbra, míg az alsó kék mezőben három ezüst habos pólya található. Az öregpajzs fölött vörös bélésű, nyitott arany leveleskorona helyezkedik el. Heroldalakként egy fegyverzett fekete sas és egy aranyoroszlán tartja a címert.
Az öregpajzs egyes elemei történeti utalások: az első mező Csanád vármegye, a negyedik Torontál vármegye címerét idézi, míg a boglárpajzs az egykori Csongrád vármegye címerét hordozza. A címer a három megye történeti örökségét és a vármegyei státuszt is kifejezi, az alapító ősök emlékére is utalva. A Torontál címeréből átemelt fekete sas és aranyoroszlán harmonikusan egészítik ki az összképet.

Csongrád vármegye történelmi címere

Csanád vármegye történelmi címere

Torontál vármegye történelmi címere

## Földrajz

### Domborzat
A vármegye domborzata jellegzetesen síkvidéki. Magyarország délkeleti részén, a Dél-Alföld területén fekszik, ahol az ország legalacsonyabb tengerszint feletti magasságú területei találhatók. A megye felszíne nagyrészt alföldi síkság, amelyen gyakorlatilag nem fordulnak elő jelentős szintkülönbségek vagy domborzati formák. Ez a síkság jellemzően ármentes, vagy csak enyhén hullámos felszínű, ami különösen alkalmas mezőgazdasági hasznosításra.
A megye legmagasabb pontja az Öttömös közelében emelkedő Bukor-hegy, amely 128 méter magas. Ez ugyan domborzati szempontból nem jelentős kiemelkedés, de az alföldi viszonyok között mégis figyelemre méltó. Ezzel szemben az ország legalacsonyabb pontja is itt található: Gyálarétnél, a Tisza közelében a tengerszint feletti magasság mindössze 78 méter. Ez a magasságkülönbség is jól mutatja, mennyire sík és egyenletes a megye felszíne.
A domborzatot kisebb tájegységek szerint is tagolhatjuk. A Csongrádi-sík például 80 és 101 méter közötti tengerszint feletti magasságban húzódik, enyhén a Tisza felé lejtve. Ezen a területen gyakoriak az alacsony fekvésű, rossz vízelvezetésű mélyedések, amelyek gyakran vízállásos területeket eredményeznek, különösen nagy esőzések után.
A megye talajadottságai is a domborzat alacsony, sík jellegéhez kapcsolódnak. A nyugati részeken elsősorban homokos talajok fordulnak elő, amelyek jó vízáteresztő képességük miatt ideálisak gyümölcs- és zöldségtermesztéshez. A középső területeken öntéstalajok találhatók, amelyeket a Tisza és mellékfolyói alakítottak ki évszázados áradásaikkal. A keleti rész mezőségi talajai kiváló termőképességűek, ezek az ország legértékesebb földjei közé tartoznak.

### Éghajlat
Csongrád-Csanád éghajlata kifejezetten kontinentális jellegű, amelyet meleg, száraz nyarak és viszonylag enyhe, csapadékszegény telek jellemeznek. Az éghajlati adottságok kedveznek a mezőgazdaságnak, különösen a napfényigényes növénykultúrák termesztésének.
A megye az ország legmelegebb területei közé tartozik. Az éves középhőmérséklet Szeged térségében megközelíti a 9 °C-ot, az éves átlagos maximumhőmérséklet pedig 14,9 °C körül alakul . A nyári hónapokban gyakoriak a 30 °C feletti nappali csúcshőmérsékletek, és az éjszakai minimumok is magasak lehetnek; például Szegeden 2025. július 31-én 23,8 °C-os minimumot mértek.
A napsütéses órák száma kiemelkedően magas: évente eléri vagy meghaladja a 2500 órát, különösen Szeged térségében . Ez az országos átlagot 150–250 órával is meghaladhatja, ami jelentős előnyt jelent a napfényigényes mezőgazdasági kultúrák számára.
A megye éghajlata száraz, az éves csapadékösszeg viszonylag alacsony. Szeged-Szőregen például 2024-ben mindössze 209 mm csapadék hullott, ami jóval elmarad az országos átlagtól . Az ilyen alacsony csapadékmennyiség a mezőgazdaságban kihívásokat jelenthet, különösen az öntözés nélküli gazdálkodás esetén.
A megye éghajlatát a meleg, száraz nyár és a magyarországi viszonylatban kevés csapadék jellemzi. A napsütéses órák éves mennyisége a megyében mindenütt magas, ami kedvez a mezőgazdasági termelésnek . A Tisza folyó és ártere enyhíti a hőmérsékleti szélsőségeket, mérsékelve a nyári hőséget és a téli hideget.

### Vízrajz

#### Folyók és holtágak
A megye vízrajzának gerincét a Tisza alkotja, amely mintegy 100 kilométeren keresztül szeli át a térséget. Csongrádnál a Hármas-Körös vizét fogadja, míg Szegednél a Marossal egyesülve hagyja el az országot. A Tisza vízjárását a kiskörei duzzasztó és a becsei zsilip szabályozza, így a folyó vízszintje viszonylag állandó. A folyó mentén kialakult ártéri vegetáció, ligeterdők és kubikgödrök vadregényes természeti környezetet formálnak az alföldi tájban.
A Tisza mellett a Maros és a Körösök is jelentős szerepet játszanak a megye vízrajzában. A Maros Makó térségében folyik, míg a Körös Csongrádnál torkollik a Tiszába. Ezek a folyók nemcsak vízforrásként szolgálnak, hanem fontos élőhelyeket is biztosítanak a vízi élővilág számára.
A folyók szabályozása során számos holtág alakult ki, amelyek ma is jelentős ökológiai és rekreációs értéket képviselnek. A legnagyobb mentett oldali állóvíz az algyői Atkai-holtág, amely több mint 100 hektáros területével és 5 méteres átlagmélységével kitűnő élőhelyet nyújt a halaknak és más vízi élőlényeknek. A Gyálai-holtág Szegedtől délnyugatra húzódik, míg a Körtvélyesi- és a Mártélyi-holtág Hódmezővásárhely közelében található.

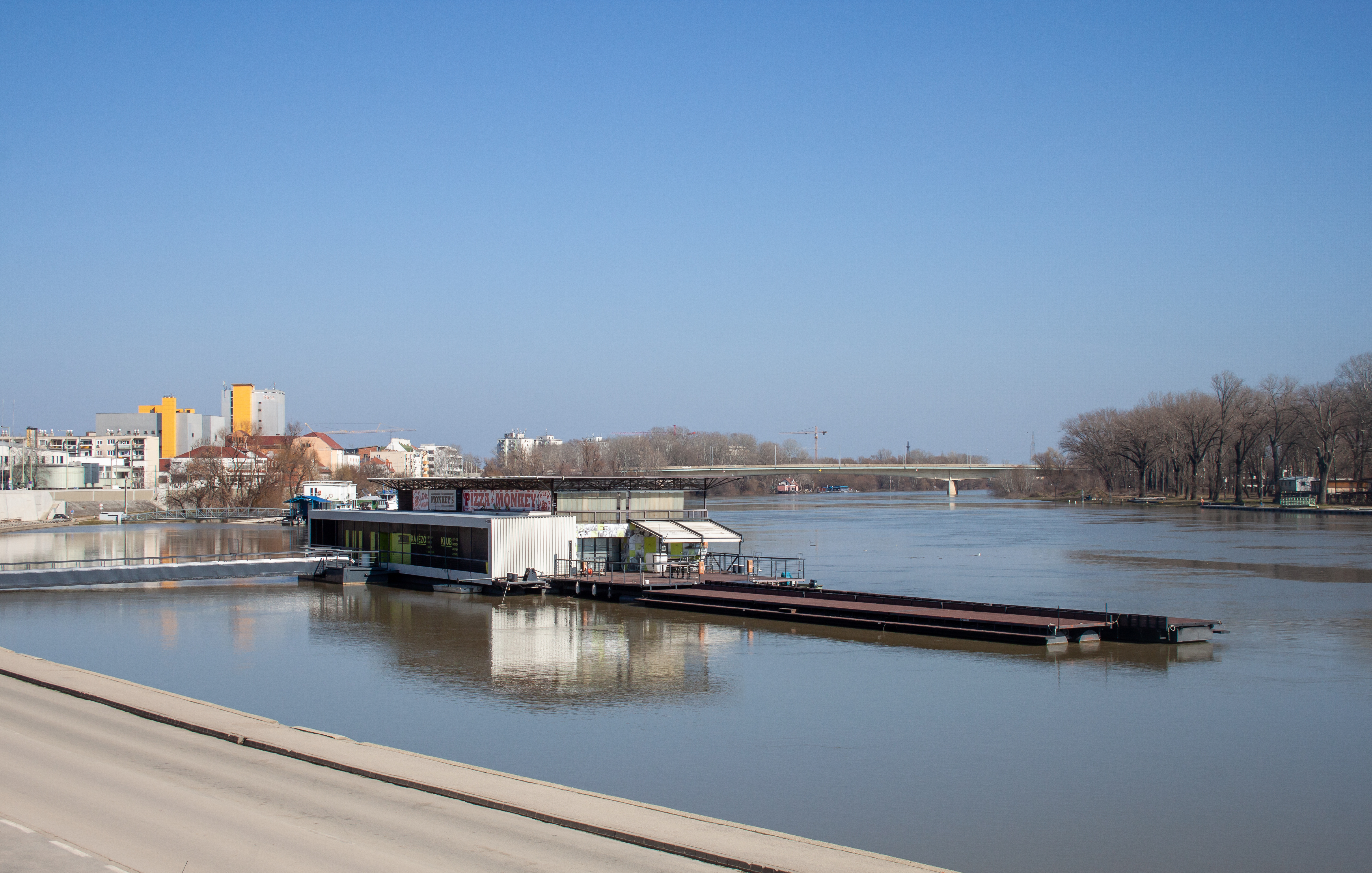
A Tisza szegedi szakasza

#### Tavak és szikes vizek
A területen számos természetes és mesterséges tó található, amelyek közül több horgászati és rekreációs célokat szolgál. A Kakasszéki-tó Székkutas közelében helyezkedik el, és gyógyhatású vizéről ismert. A Lódri-szikestó Zákányszék térségében található, amely időszakosan vízzel borított terület, és számos védett madárfaj élőhelye.
A Bokrosi Kis- és Nagy-Sóstó Csongrád városától 15 km-re található szikes tavak, amelyek időszakosan vízzel borított mélyedésekben alakultak ki. Ezek a tavak tavasszal vízzel telnek meg, majd nyár végére gyakran kiszáradnak, medrükben sziksó kiválik. A vízszintváltozás sajátos szikes tavi zonáció kialakulását tette lehetővé, amely különleges növény- és állatvilágnak ad otthont.

#### Csatornák és vízszabályozás
A megye síkvidéki jellegéből adódóan a vízlefolyás lassú, ezért a vízrendezés és a csatornák kiépítése kiemelt jelentőséggel bír. Számos csatorna, mint például a Domaszéki főcsatorna, a Kommun-csatorna és a Kórógy-ér főcsatorna segíti a vízelvezetést és a mezőgazdasági területek öntözését.

#### Termál- és gyógyvizek
Csongrád-Csanád vármegye gazdag termál- és gyógyvízforrásokban. A hazai hévízkészlet jelentős része, mintegy egyötöde található itt. Számos településen, mint például Szegeden, Makón és Hódmezővásárhelyen termálfürdők működnek, amelyek nemcsak a helyi lakosság, hanem a turisták körében is népszerűek.

### Élővilág, természetvédelem
Csongrád-Csanád élővilága kiemelkedően gazdag és sokszínű, amit elsősorban a síkvidéki tájak, a folyóvölgyek, az ártéri erdők, a szikes tavak és a pusztai élőhelyek együttese biztosít. A megye területén természetes és mesterséges vizes élőhelyek, mint a Tisza és mellékfolyói, valamint a hozzájuk kapcsolódó holtágak és lápterületek számos madár- és halfajnak adnak otthont. Különösen jelentős a madárvilág: rétisasok, gémek, kócsagok és vadludak is költenek vagy megpihennek a térségben. A Fehér-tó és más szikes tavak pedig vonulási időszakban is fontos pihenőhelyet jelentenek a vízimadaraknak.
A természetvédelmi tevékenység központi szerepet játszik a megye környezeti értékeinek megőrzésében. Az országos jelentőségű védett területek közé tartozik például a Mártélyi és a Pusztaszeri Tájvédelmi Körzet, amelyek a Tisza hullámterének ligeterdőit, holtágait és ártéri rétjeit őrzik meg. Ezek a területek nemcsak a biodiverzitás fenntartásában fontosak, hanem turisztikai és oktatási szempontból is jelentős szerepet játszanak. A Mártélyi Tájvédelmi Körzet különösen ismert természetközeli állapotban megőrzött tájképeiről és változatos élőhelyeiről.
Helyi jelentőségű védett területek is szép számban találhatók a megyében. Ilyen például a kisteleki Bíbic-tó, amely egy egyedülálló, lúgos vizű szikes tó. A Szegedi Füvészkert szintén helyi védettség alatt áll, és jelentős oktatási és ismeretterjesztő szerepe van, mivel hazánk egyik legnagyobb botanikus kertje, ahol számos trópusi és szárazságtűrő növényfaj is megtalálható. A csongrádi Kónya-szék nevű szikes puszta pedig a Kiskunsági Nemzeti Park részeként különleges pusztai tájképet és élővilágot őriz meg.
A természetvédelemben aktívan közreműködnek helyi civil szervezetek is, mint például a Crocus Természetbarát Kör, amely a Szegedi Tudományegyetem hallgatóinak köréből alakult, valamint a Csongrád Megyei Természetbarát Szövetség, amely már 1958 óta segíti a természetvédelmet. Ezek a szervezetek rendszeresen szerveznek túrákat, ismeretterjesztő programokat, valamint részt vesznek a fiatalok környezeti nevelésében is.
A megye szélső települései égtájak szerint
- legészakibb települése Nagytőke (Szentesi járás),
- legdélibb települése Kübekháza (Szegedi járás),
- legkeletibb települése Pitvaros (Makói járás),
- legnyugatibb települése Pusztamérges (Mórahalmi járás).

Tengerszint feletti magasság:
- legmagasabb pontja: Bukor-hegy (128 m)
- legalacsonyabb pontja: Gyálarét (78 m)

## Történelem
Csongrád-Csanád vármegye mai területe – Csongrád megye néven – az 1950-es megyerendezéskor alakult ki. Ekkor csatolták ide a megszűnő Csanád vármegyétől a Torontáli járást (melynek székhelye Kiszombor volt), valamint – a ma Tótkomlóshoz tartozó Nagykopáncs kivételével – a Központi járást (ennek székhelye Makó volt). Ugyanekkor csatolták Békés megyéhez Kardoskút községet, amely az előző évben alakult Hódmezővásárhely határából.
A megye székhelyét ekkor helyezték Szentesről Hódmezővásárhelyre, majd onnan 1962-ben Szegedre. Az új megye neve – ellentétben az ország többi, már megszűnt megyéket is magában foglaló új megyéjével – egyszerűen Csongrád lett, abban nem szerepelt sem Csanád, sem Torontál neve. A Csongrád megyei Tanács alakuló ülésén ez ellen felszólalt Kiss Imre, Makó város polgármestere is, de elutasították azt a javaslatát, ami Csanád-Csongrádra vagy Csongrád-Csanádra módosította volna a megye hivatalos nevét. „Ilyen irányú kérésemet hamar elintézték azzal, hogy a megye neve Csongrád megyének van bejegyezve, és ezen már nem lehet, de nem is akarnak változtatni, bármennyire kérem és követelem azt.” – írja a kommunista politikus később önéletrajzában. Később a Jobbik Magyarországért Mozgalom programjában szerepelt a névváltoztatás, a párt helyi politikusai új névként a Csongrád-Csanád-Torontál megyét javasolták. 2017. október 3-án az Országgyűlés megszavazta a megye nevének megváltozását, így az Csongrád-Csanádra módosult 2020. június 4-én.

### Őskortól a római hódításig
A Tisza árterületén fekvő Csongrád–Csanád az Alföld délkeleti részén a Tisza és a Hármas‑Körös torkolatánál található. A táj évezredeken át bőséges halállománnyal, nádasokkal és mocsarakkal biztosította az emberi jelenlét feltételeit. Már az első neolitikus települések — például a Körös kultúrához tartozók — igen nagy számban jelentek meg a térségben: felmérések szerint Csongrád területén mintegy 232 korai neolit telephely ismert. Ezek az ármentes magaslatokon, többségében löszös talajon alakultak ki, míg a mély árterületeket ritkábban használták.

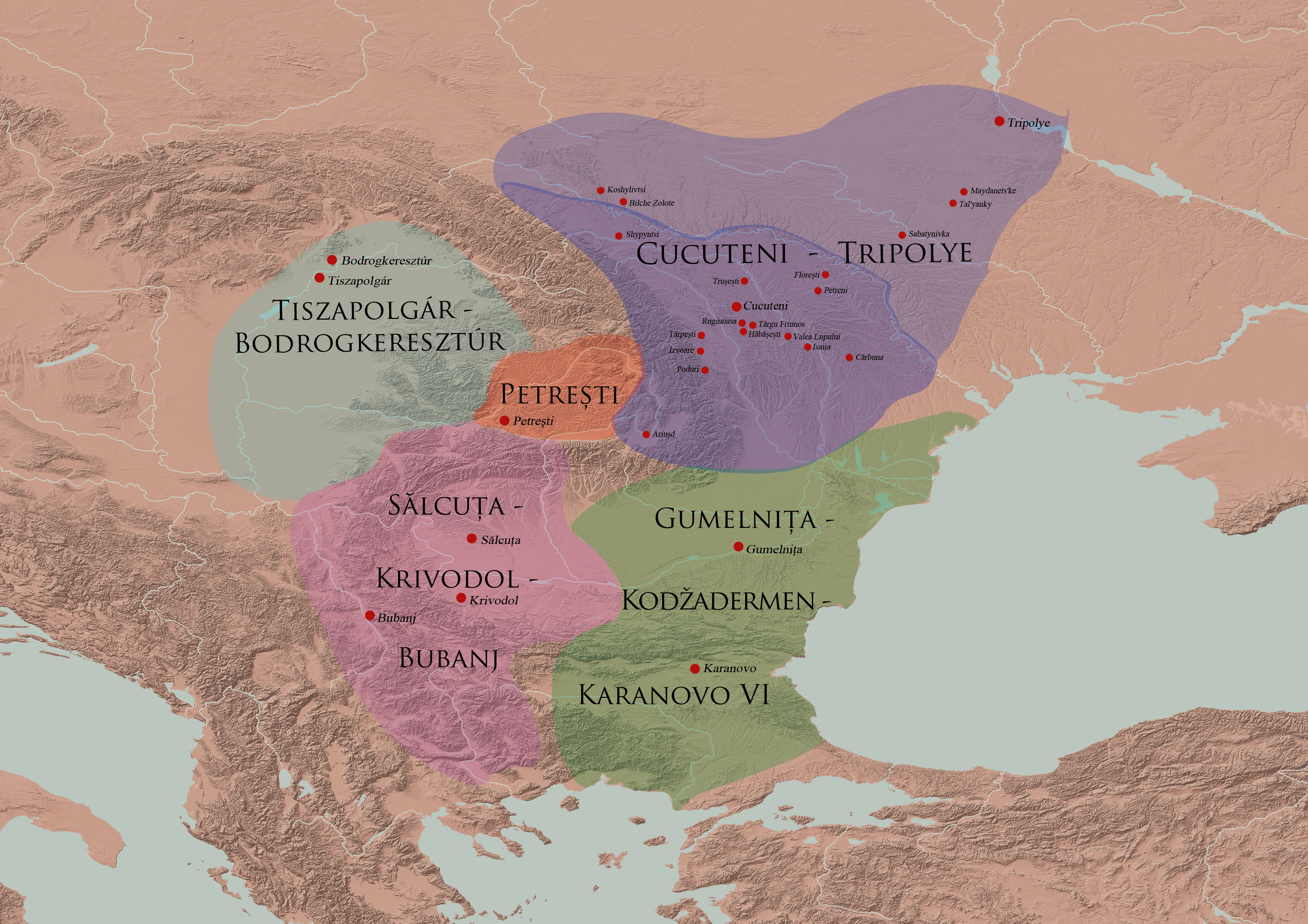
A vármegye területén Kr.e. 4500–3600 között a Tiszapolgár–Bordogkeresztúr kultúra volt jellemző

A réz- és kora bronzkorban, kb. Kr. e. 4500–3600 között, fejlődött a Tiszapolgár-Bodrogkeresztúr kultúra, ahol a településekben mezőgazdaság, állattenyésztés, temetkezési szokások (balra vagy jobbra fekvés, nőket és férfiakat elkülönítve) váltak jellemzővé, és gyakran réz és arany dísztárgyakkal temettek.
A kora bronzkorban jelentős volt a Somogyvár-Vinkovci kultúra (Kr. e. kb. 2300–1600), amely a Duna–Tisza közén is jelen volt, és finom agyagiparral, bronzkori kerámiával rendelkezett. Ezt követte az Mészbetétes kerámia kultúrája (Kr. e. 2000–1400), amely nyomokban Csongrád környékén is megjelent, és díszített, fehér mészbetétes kerámiáiról ismert.
A késő bronzkorban megjelennek a nagyobb földvárakkal körülvett települések. A déli Alföldön — így Csongrád–Csanád vármegyében is — ismertté váltak a földvár-szerű, erődített települések, amelyekből például Csanádpalota-Juhász tanya földvára is vizsgálatok tárgya volt. Ez utal arra, hogy a közösségek védekezésre, központi szerveződésre is képesek voltak.
A vaskor előtti időszak (Kr. e. 1. évezred közepe) során a kelta vándorlás dél felé hatott: Gallia felől egyes törzsek a Duna mentén délkelet felé mozdultak, és egyes megtelepedett közösségek — bár részben a mai Somogy területén koncentrálódtak — a Csongrádi régióra is hatást gyakorolhattak (pl. kereskedelem, fémművesség). Csongrádban azonban nincsenek olyan kifejezett kelta pénzverő vagy öntőműhelyek, ennek ellenére a regionális hatás nem zárható ki.
A rómaiak már Augustus császár uralkodása alatt, Kr. e. 35 körül megjelentek a Duna és a Tisza közötti területeken, majd a Kr. u. 1. század első éveiben – különösen Tiberius és később Domitianus idején – a keleti provinciák biztosítása érdekében fokozatosan kiterjesztették fennhatóságukat a mai Csongrád–Csanád vármegye térségére is. E terület nem vált a római Pannonia provincia magterületévé, de stratégiai jelentősége – különösen a Tisza mentén húzódó vízi- és szárazföldi útvonalak miatt – vitathatatlan volt.
A római jelenlét egyik legfontosabb bizonyítéka a mai Szeged területén állt Partiscum nevű katonai tábor és település, amelyet a 2. században Ptolemaiosz is említett térképein. A régészeti feltárások során előkerült padlótéglák, terra sigillata kerámiák, pénzérmék és egyéb használati tárgyak egyértelműen megerősítik, hogy a rómaiak tartósan jelen voltak a térségben.
A Tisza és a Maros völgye az észak–déli, illetve kelet–nyugati irányú kereskedelmi és katonai útvonalak egyik fontos csomópontját képezte. Ezek az utak Pannoniát kötötték össze Dacia provinciával, és jelentős szerepet játszottak a tartomány gazdasági integrációjában. Bár a megyében nem alakult ki nagy városi központ, mint például Savaria vagy Aquincum, a kisebb katonai táborhelyek, őrhelyek és villagazdaságok mentén mégis kialakult a római közigazgatás és életmód hatása.
A Kr. u. 2. századtól kezdődően megjelentek a szarmaták (Iazyges), akik a rómaiakkal szövetségben éltek a Duna–Tisza közén. Számos temetkezési hely és településnyom került elő ebből az időszakból, különösen Csongrád és Szeged térségéből. A római–szarmata együttélés nyomán újfajta kevert kulturális elemek jelentek meg, amelyeket a temetkezési szokások, építészet és a mindennapi tárgyhasználat is tükröz.
A rómaiak ezen a területen is folytatták az útépítést, vízellátási és gazdasági rendszerek kiépítését, de a térség sosem vált igazi városi központtá. A rómaiak inkább katonai és logisztikai bázisként tekintettek rá, melynek fő szerepe az átkelőhelyek és útvonalak védelme volt. Vallási kultuszhelyek nyomai is feltételezhetők a Tisza mentén, de kevés adat áll rendelkezésre ezek pontos helyéről vagy jellegéről. Mindezek ellenére a római jelenlét és hatás évszázadokon át érezhető maradt a régióban, és alapot teremtett a későbbi civilizációs fejlődés számára.

### A hunok és avarok korszaka
A hunok az 5. század elején érkeztek a Kárpát-medencébe, s bár Csongrád–Csanád területéről kevés közvetlen régészeti lelet utal jelenlétükre, történeti összehasonlítás alapján nem kizárt, hogy kisebb szállásterületeket is elfoglaltak. Génvizsgálatok szerint a Kárpát-medencébe bevándorló hun közösségek magját javarészt ázsiai eredetűnek azonosították, amelyek kapcsolódhatnak a későbbi avarokhoz is.
Az avarok a 6. század közepén (Kr. u. 567–568) jelentek meg, és alakították ki kaganátusukat a Kárpát-medencében. A történelem során a Tisza–Maros völgyét, így a megye térségét is viszonylag korán elfoglalták. Különösen a Maros és Tisza mentén található területeket tartották kulcsfontosságúnak a kiterjedt sztyeppei útvonalak védelme és bővülése szempontjából.
A Szeged környékén zajló 2024–25-ös ásatások során 150–200 avar kori sírt találtak, a BYD gyár beruházása miatt végzett feltárások során. A sírok között arany fülbevalók és egy bizánci harang emlékei bukkantak elő, ami jelentős anyagi és kulturális kapcsolatokat sejtet ezen időszakban a térséggel.
E korszakra nagyon jellemző az avarok magas szintű fémművessége: övveretek, fibulák, sőt rozettás díszek is előkerültek számos temetőből, utalva a birodalmi és bizánci influenciára. A sírokban előforduló övveretek, fibulák különböző díszítésekkel – például griffes vagy levélmotívumos – a késő avar stílust mutatják, amely magas rangot és presztízst közvetített.
A településszerkezetre jellemző volt a mélyített házak, amelyek napjainkban is több helyszínen feltárásra kerültek: Dunaújvárosban, Kölkeden és azon belül a régióban is – hasonló típusstruktúrák jellemzőek lehettek Csongrád–Csanád területére is az avar korban. Ezeknél a házaknál nyitott kemencék, gazdasági épületek és árkok alkották a település vázát, ami megfelelt az avar háztípusoknak .
A hiedelemvilág, temetkezési rend és társadalmi szerveződés is tükrözte a sztyeppei nomád hatásokat: a patrilineáris rendszerek, női exogámia, ún. levirátus házasságkötések és akár több párkapcsolat is dokumentálható a DNS-vizsgálatok alapján. A temetőkben kimutatható állatcsontok, jelképes fegyverek és védelmi célú eszközök részben vallási, részben statuszjelző funkcióval bírtak.
Az Avar Birodalom hanyatlása a 8. század végén kezdődött, különösen a frank előrenyomulás idején. A kaganátust destabilizálta a klímaváltozás (az ún. Kis-antik jégkorszak), mely a 600-as évek végétől lehűlést és szárazságot hozott, visszavetve az avar gazdasági és politikai stabilitást . A 8–9. század fordulójára Pannónia területe felett a frank hatalom egyre erősebbé vált, az avar nemzetségstruktúrák fokozatosan felbomlottak. Pontosan emiatt térségünkben ekkor kezdődik a szláv néptömegek térnyerése, akik részben avar „származékokként” is beilleszkedtek a helyi közösségekbe.

### A honfoglalás és a magyar államalapítás
A honfoglalás idején a Kárpát-medence északi és keleti pereméről betörő magyar törzsek 895 táján vették birtokba a Duna–Tisza közét, köztük a vármegye mai területét is. A hagyomány szerint itt, a Pusztaszeri országgyűlés helyszínén hozták létre a törzsszövetséget, majd Árpád vezetésével kihirdették az új otthont a törzsek számára. Már Árpád uralkodásának harmadik évében (kb. 898) a Berettyó–Körös–Maros vidékét, részben a szentesi, szegvári és szőllősi földvárakat is megszállták, ezáltal megalapozódott a későbbi Csongrád megye szállásterülete.

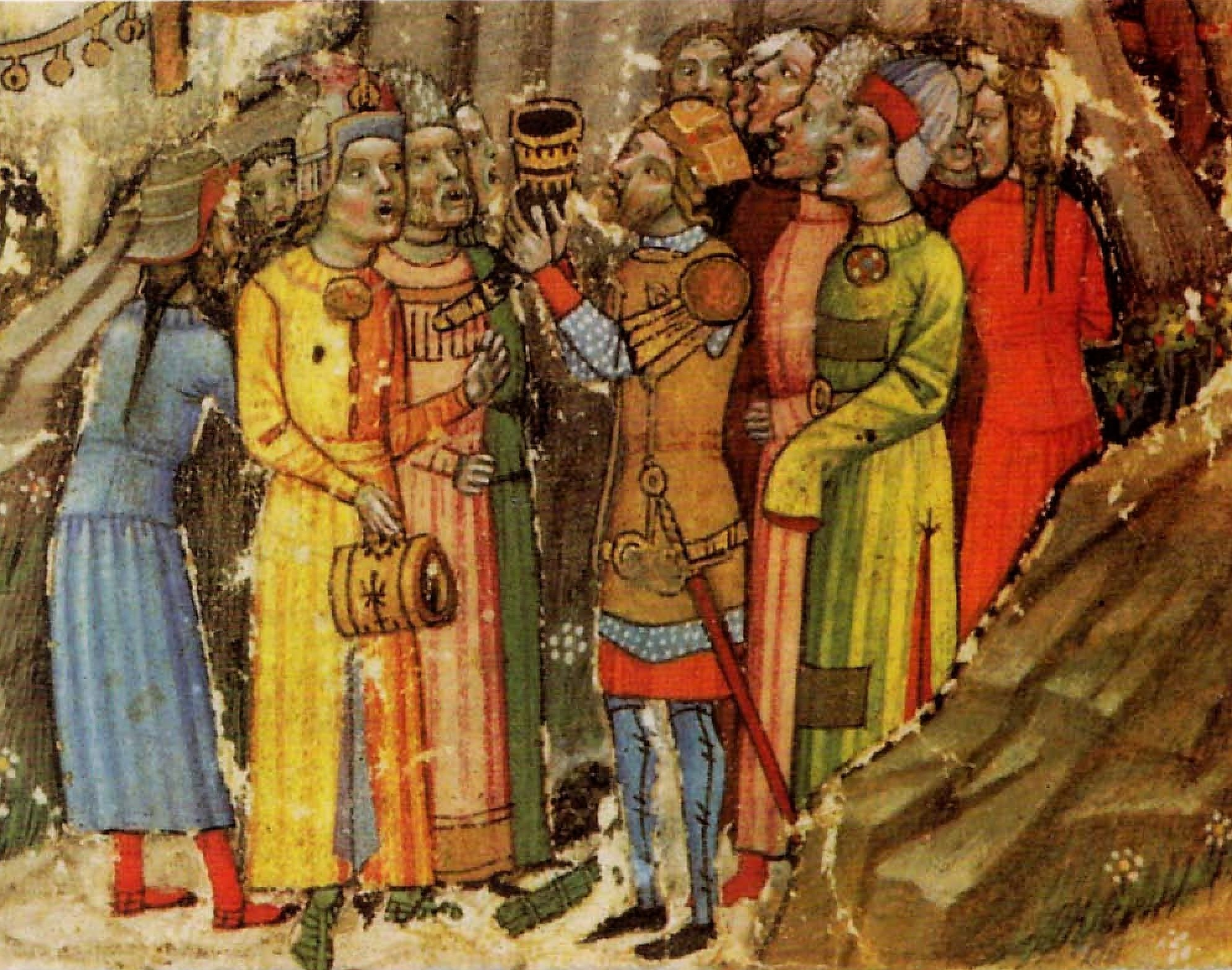
Egyes feltételezések szerint Ópusztaszer térségében rendezték meg az első országgyűlést, Árpád fejedelem regnálása alatt

A honfoglaló magyarok nemcsak katonai erővel jelentkeztek, hanem kulturális örökséget is hoztak magukkal. A régészeti leletek – veretes övveretek, bőrtarsolyok, aranyozott szablyák, íjtegezek – gazdagsága a helyi elit társadalmi presztízsét tükrözi. Ilyen tárgyakat főként északkeleti lelőhelyeken találjuk, de Csongrád környékén is előkerültek olyan sírok, amelyekből övveretek és gazdag női temetkezések utalnak rá, hogy a térség is része volt a honfoglalás kori elit hálózatának.
A településszerkezet eleinte változó volt: a nomád hagyományokat megőrző időszakban kisebb, mozgékony csoportok éltek, de a 10. századtól kezdve – az államalapítás előkészítéseként – megjelentek a földszerzési központok és egyházi birtokok (birtokközpontok, plébániák). Csongrád és Szeged területén plébániák és bencés rendi központok kezdtek szerveződni már a 11. század közepén.
I. István király a keresztény magyar állam kiépítésének előkészítéseként az Ajtony-hódítás utáni időszakban megkezdte a vármegyék felállítását. Csongrád megye – mint központ – már 1075-ben szerepel oklevelekben, főként a Garamszentbenedeki apátság alapítólevelében. Szeged városa már a 11. század közepén „megyei városként” funkcionált, fontos támasza lett az új közigazgatási rendszernek.
A kereszténység elterjedése nemcsak vallási, de kulturális átalakulást is hozott: a halászattal, földműveléssel és pásztorkodással foglalkozó közösségek lassan beépültek az egyházi struktúrába, a templomépítés és szerzetesrendek elterjedése révén. A megye lakossága ebben a korban már szilárdabb társadalmi szerkezetet alkotott, amelyet I. István államszervező politikája alapozott meg.

### A tatárjárástól a török hódoltságig

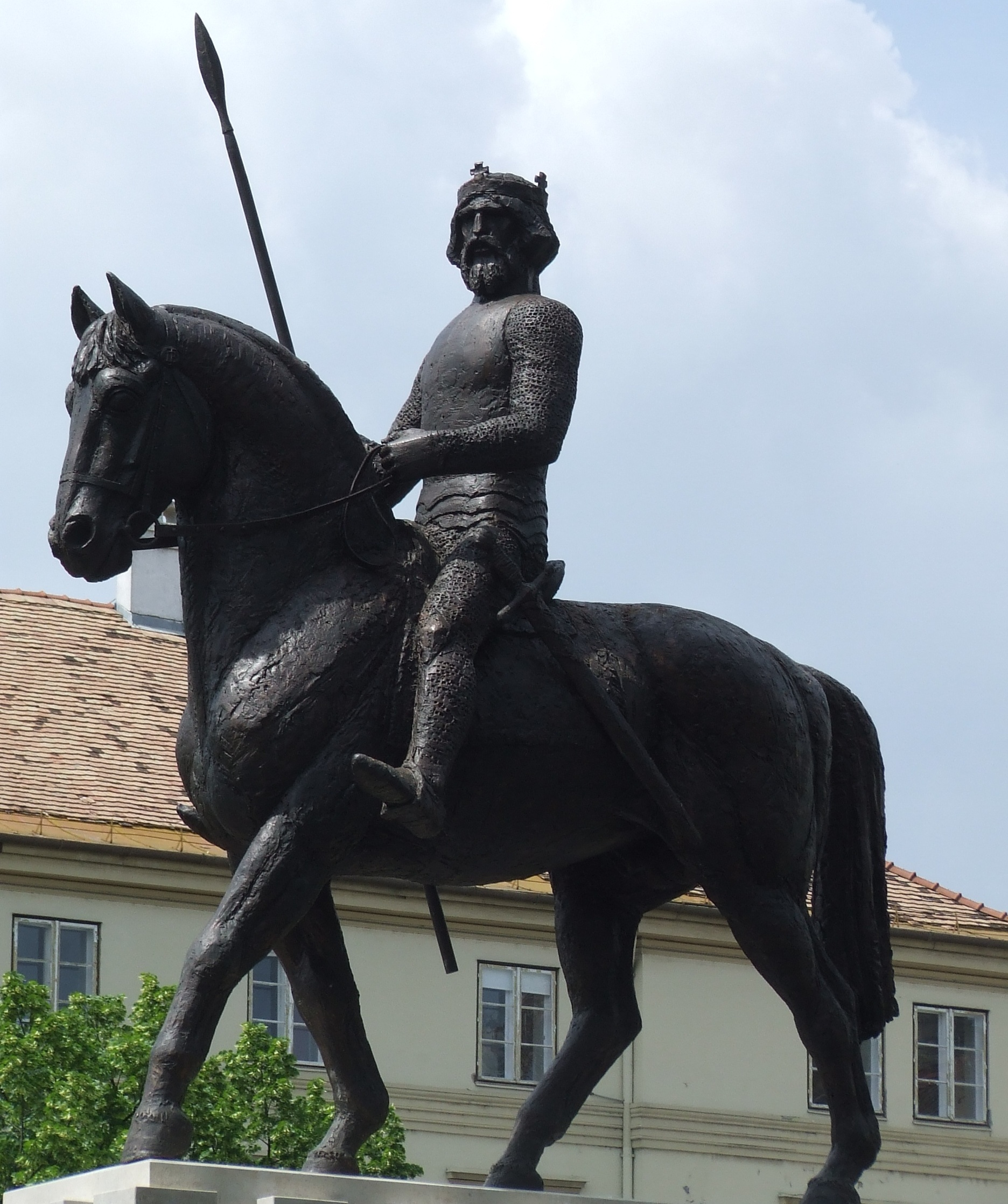
IV. Béla lovasszobra Szegeden, a Széchényi téren

1241 tavaszán a tatár (mongol) támadás súlyos pusztítást mért a vármegye településeire. A Maros menti Csongrád vára és környezete elestek, a lakosság jelentős része elmenekült vagy elpusztult. A megye területének mintegy háromnegyede megsemmisült, és Csongrád elvesztette korábbi vezető szerepét, amelyet Szeged vett át. IV. Béla király a társadalom újjászervezésére kunok betelepítését rendelte el, hogy pótolja az emberveszteséget és biztosítsa a térség védelmét; azonban Csongrád csak lassan éledt újjá: helyét végül Szeged vette át mint vármegyeszékhely, és új közigazgatási központtá vált.
A 14–15. században Csongrád vármegye területe fejlődésnek indult. A terület birtokosai között jelentős nemesi családok és egyházi intézmények szerepeltek (pl. Garai, Győri, Hunyadi, Országh, Sövényházi nemzetségek), és többszáz falu, továbbá néhány város is létezett a mohácsi vészig.
A Török Birodalom dél felől egyre nagyobb nyomást helyezett a térségre, 1542-ben pedig a térség török fennhatóság alá került. A megszállás után a terület szandzsák részeként működött; jelentős katonai és adminisztratív központ lett, ahol már 1549-ben várépítésről és erődítésről vannak leírások varak. A városban élő török helyőrség létszáma fokozatosan nőtt, az őrök száma 1561-ben kb. 60 fő, 1590-re mintegy 140 fő volt, s Evlija Cselebi jelentése szerint a 17. század közepén már 200 főre nőtt.
Szeged elit szerepe is megerősödött ekkor: 1543-ban I. Szulejmán kijavíttatta és megerősítette a várat, de a magyar polgárság jelentősen megfogyatkozott: sokan elmenekültek, miközben új népességrészek – török, délszláv és latin elemek – vándoroltak be és olvadtak be a helyi lakosságba. Szeged akkor kincstári várossá (hász‑birtokká) vált, adóját közvetlenül a szultánhoz fizette.

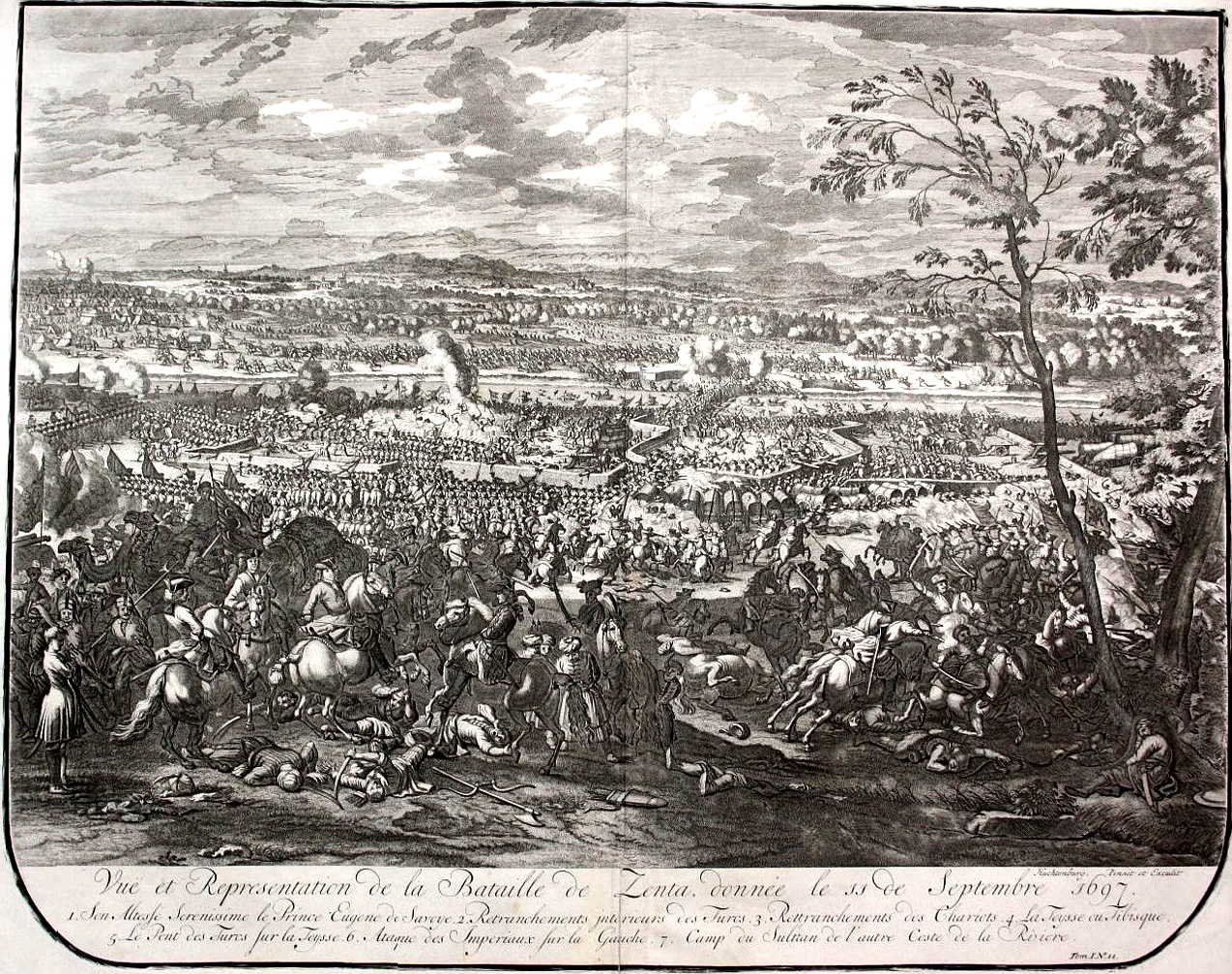
A zentai csata

A török uralom csak a 17. század végén, 1686–1699 között szakadt meg. 1686-ban Claude Florimond de Mercy tábornok megverte a törököket Szegednél, 1697-ben a zentai győzelem jelezte a végső fordulatot. A karlócai béke (1699. január 26.) rendezte a határokat, elrendelve a várak lerombolását is.

### A Habsburg uralom

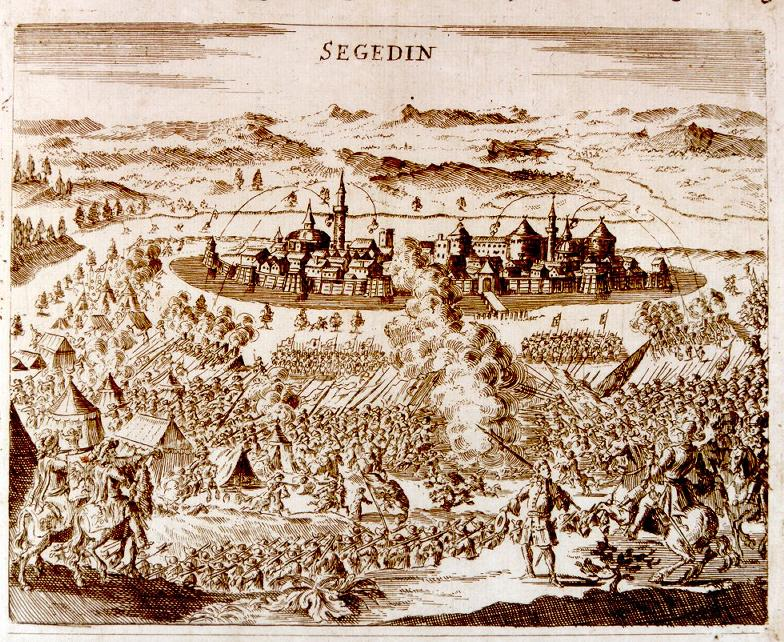
Szeged 1686-os ostromáról készült fametszet Jacob Peeters flamand művész által

A Szent Liga hadjárata, melynek részeként szövetséges európai hatalmak – köztük a Habsburg Birodalom, Lengyelország és Velence – felszabadították Budát 1683-ban, elvezetett Szeged ostromához is 1686-ban. Ebben az évben Mercy tábornok több hónapig ostromolta Szegedet, majd október 22-én De la Verque tábornok sikerrel vette át a várat: a török helyőrség – körülbelül kétezer civil lakossággal együtt – tárgyalások révén távozott, ezzel véget vetve a város 144 éves török uralmának. Jacob Peeters 1686‑os fametszete ezt a fordulatos időszakot örökíti meg, bemutatva egy idealizált ostromképet: a szultáni mecsetek még magasodnak, de már tisztes helyet adnak az osztrák seregeknek.
A város kilátástalan állapotban maradt a felszabadulás után: az eredetileg 7 000 fős lakosság már alig 2 000 főre redukálódott, és csak fokozatosan kezdett újjáéledni. A Habsburgok Szegedet katonai bázisként kezelték: megerősítették a várőrséget, katonai-infrastrukturális központtá tették, miközben megkezdték a település újjáépítését. A városban német, magyar és szerb családokat telepítettek le, akik hozzájárultak az újjáépítéshez és a kereskedelmi élet újbóli virágzásához.
A későbbi évtizedek során a vár új stratégiai állapotba került: a katonai mérnökök – Luigi Ferdinando Marsigli és François Cormontaigne nyomán – csillagerődöt (bástyás védműrendszert) alakítottak ki, amely a Habsburgok déli védvonalának központi elemévé vált. A vár körül épített „Eugenius-árok” és a több bástyával megerősített, sztárformájú erődítmény az 1720-as évektől hatékony védelmet nyújtott a korszak ágyúi ellen.
A 18. század folyamán a vármegye és térsége fokozatosan elkezdett polgiasodni: épültek vámházak, katonai kórházak, kaszárnyák és a vám-központként működő Vám tér. A jezsuiták 1714-től, majd a ferencesek is templomokat és iskolákat hoztak létre Szegeden – így a város kulturális, vallási központtá nőtt fel. 1715-ben újra megkapta a szabad királyi város címet, 1719-ben III. Károly szabadalomlevelében megerősödtek jogai és hivatalosan is elvesztette az egyházi székhely státuszt; ugyanabban az évben érkeztek a piaristák, akik gimnáziumot alapítottak.

### Reformkor
A 18. század végétől gyökeres átalakuláson ment át Szeged, és vele együtt az egész megye társadalmi és infrastrukturális struktúrája. A város első városháza az 1700-as évek végén épült, majd 1799 és 1804 között Vedres István tervei alapján nyerte el impozáns klasszicista formáját a mai Széchenyi téren, és tornya a város független polgári önkormányzatának szimbólumává vált. Ez az építkezés jól tükrözte Szeged társadalmi és gazdasági súlyának növekedését, amely az egész vármegyére – így Csongrád és Csanád területeire is – pozitív hatást gyakorolt.
A vidék fő jellemzője a mezőgazdasági termelés átalakulása volt: a külterjes legeltetés helyett a szántóföldi művelés vált meghatározóvá, különösen Csanád vármegyében, ahol a 18–19. század fordulóján a gabonatermelés bővülése jellemző volt. Magyarcsanád például a természetes szaporodás és betelepülések következtében nőtt jelentős mezőgazdasági központtá, ahol a telepesek családon belül gazdálkodók lettek.
A 19. század elején került sor a megyei közigazgatás átalakítására is: Csanád vármegye képviselői 1825-től az országgyűléseken először konzervatív, rendi politika hívei voltak, ám az 1832–36-os országgyűlésektől egyre inkább reformpárti szerepet töltöttek be, aktívan kívánva a modern magyarországi intézményi átalakulást.
Nemzetiségi viszonylatban a térség különleges volt: nemcsak magyar és szerb közösségek éltek, hanem érezhető volt a román népesség gyarapodása is. 1857-ben Magyarcsanád lakossága 2726 volt, köztük 700 szerb, több mint ezer román és jelentős magyar többség élt itt. Ez etnikai sokszínűséget eredményezett, amely a helyi társadalmi, kulturális és politikai életben is tükröződött.

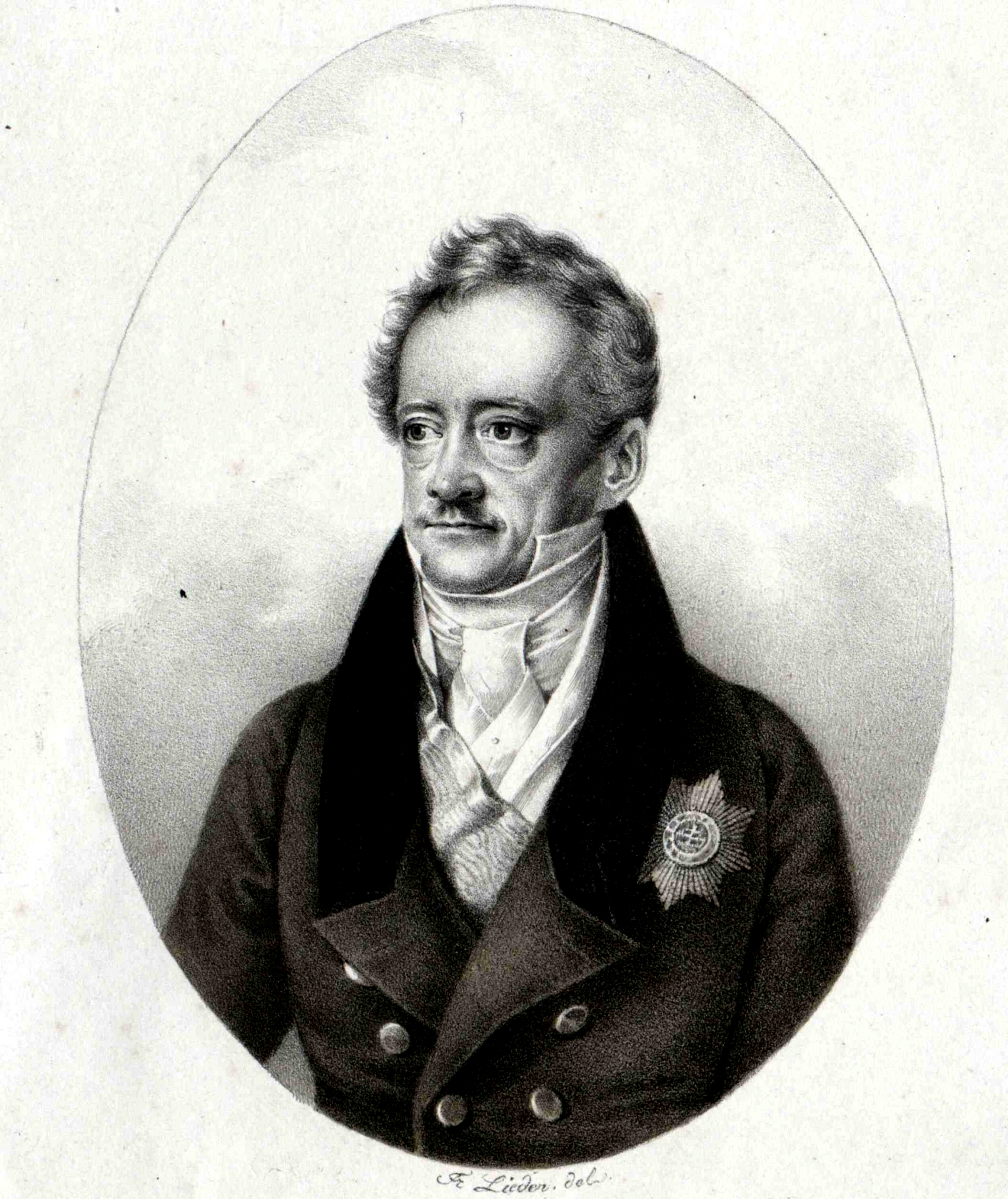
Grassalkovich III. Antal Csongrád vármegye főispánja 1808–1825 között

A megye infrastruktúrája is fejlődött: Hódmezővásárhely–Makó–Nagyszentmiklós irányban épült vasútvonal már a század közepén lehetővé tette a mezővidéki termények gyors piacra jutását, nemcsak Magyarország déli részén, hanem az ország határain túlra is. Ez különösen igaz volt a vármegye településeire, amelyek exportorientált gazdaságukat Szegedre és Pestre irányítva fejlesztették tovább.
A környék falvai között az uradalmi kúriák és kastélyok is megújultak: például a derekegyházi Károlyi család kastélyának újjáépítése (1765–69) révén építészeti élményt és regionális központot nyújtott a vidéki társadalomnak.
A népesség változása is figyelemre méltó volt: a 19. század végére az itt élők már pénzbeli tartalékokat teremtettek, hosszútávon piaci kereskedelemben is versenyképesek lettek. A társadalmi előrelépést nemcsak gazdasági, hanem kulturális értelemben is jelentősnek kell megítélni: a falusi vezetők szociális mozgalmakban (pl. Földmunkásszövetség) is részt vettek.

### Az 1848-49-es szabadságharc és a kiegyezés
1848 márciusában Szegedre is eljutott a pesti forradalom híre: március 17-én a Pannónia gőzhajó nemzeti lobogóval érkezett, és hírei nyomán a helyi városi képviselők a márciusi törvények mellett álltak ki. A vármegye többi településén is megalakultak a nemzetőrségek és honvédzászlóaljak.
A vármegye honvédségi hozzájárulása jelentős volt: Csongrád vármegyéből a lovas nemzetőrségek és a 10. honvédzászlóalj részt vett a délvidéki hadszíntéren. Szeged és környéke stratégiai fontossággal bírt, ezért a szabadságharc bukása után – a hadjáratok nyomán – a megye települései anyagi és népességveszteséget szenvedtek. 

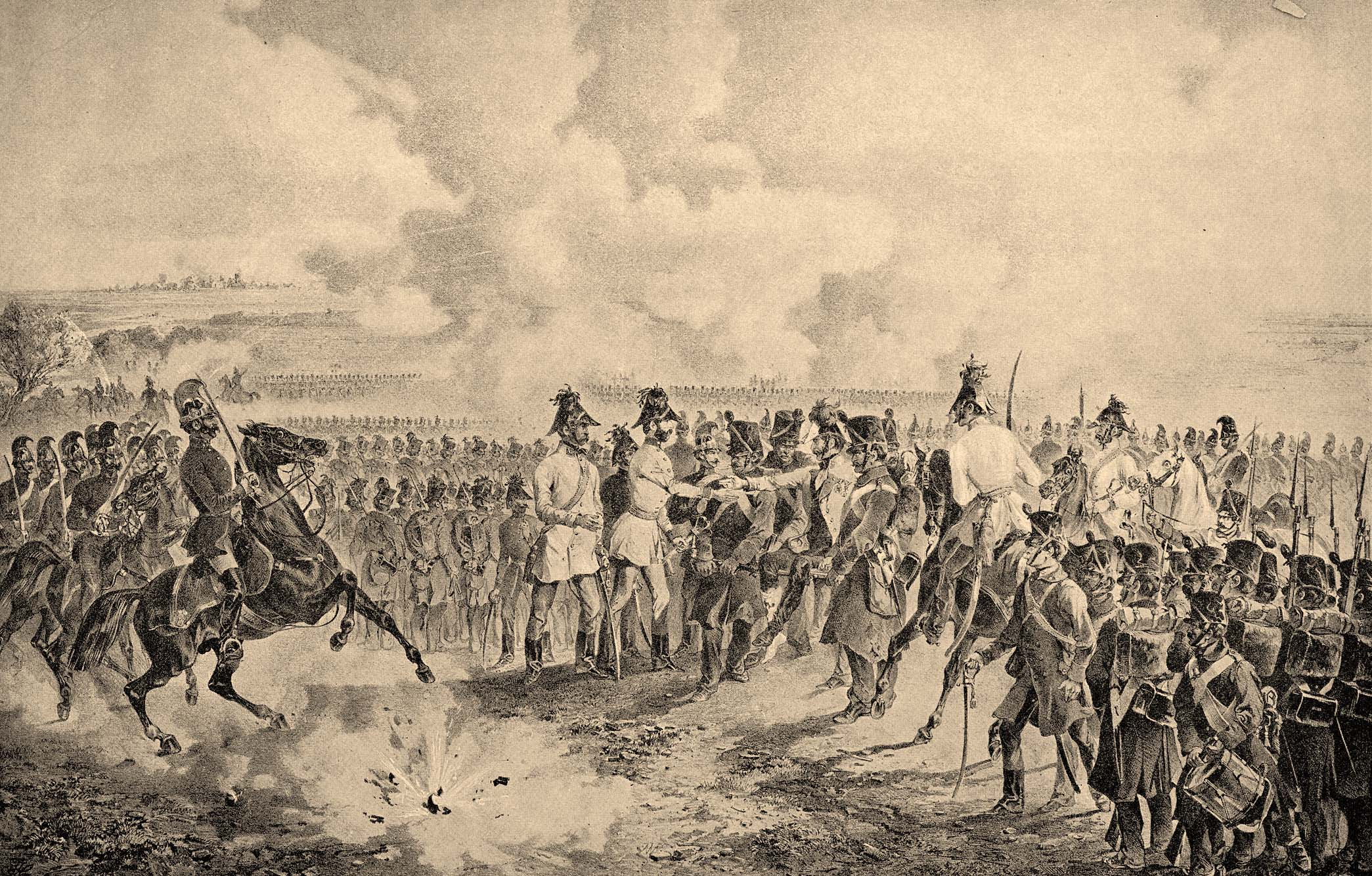
A szőregi csata, melyben az osztrákok legyőzték a magyar csapatokat, ami előjátéka volt a magyarok temesvári csatában elszenvedett döntő vereségének

A szőregi csata során 1849. augusztus 5-én a Szegednél összpontosított magyar seregek a város térségében vereséget szenvedtek Dembiński lengyel tábornok vezérlete alatt a Julius Jacob von Haynau vezette császári és királyi csapatoktól. A vereség a viszonylag kis veszteségek ellenére is súlyos volt, mert a csapatok harcrendje és morálja is megbomlott a harc és az azt követő visszavonulás során.
A szabadságharc bukásával megkezdődött a Bach-korszak – az abszolútista központosítás időszaka (1849–1867), amikor a magyar vármegyék intézményét gyengítették, a városok és megyék autonómiája korlátok közé szorult. Csongrád és Csanád vármegye területe ekkor külön választott térséghez, a temesvári kerülethez lett elcsatolva.
A kiegyezés (1867) új korszakot nyitott a megye életében: a közös kül- és hadügyek mellett Nagy-Britanniával egyenrangú, önálló magyar intézményrendszer épült ki, beleértve a vármegyei és városi önkormányzatokat is.
Csongrád és Csanád vármegye vezető testületei (ispánság, alispánság, járásbíróságok) – élükön a főispánnal – ismét visszakapták politikai szerepüket: 1867 júniusában megalakult az első kiegyezés utáni tisztújító közgyűlés. A megyék közigazgatását a polgári elvek mentén újraszervezték, megszilárdítva a helyi közigazgatás és igazságszolgáltatás szervezetét. Az országgyűlési képviselők szerepe is megerősödött: Csongrád megyében helyi kötődésű, aktív politikai szereplők képviselték a megye érdekeit – közülük többen is követtek reformpárti irányvonalat 1848 előtt és a kiegyezés idején.

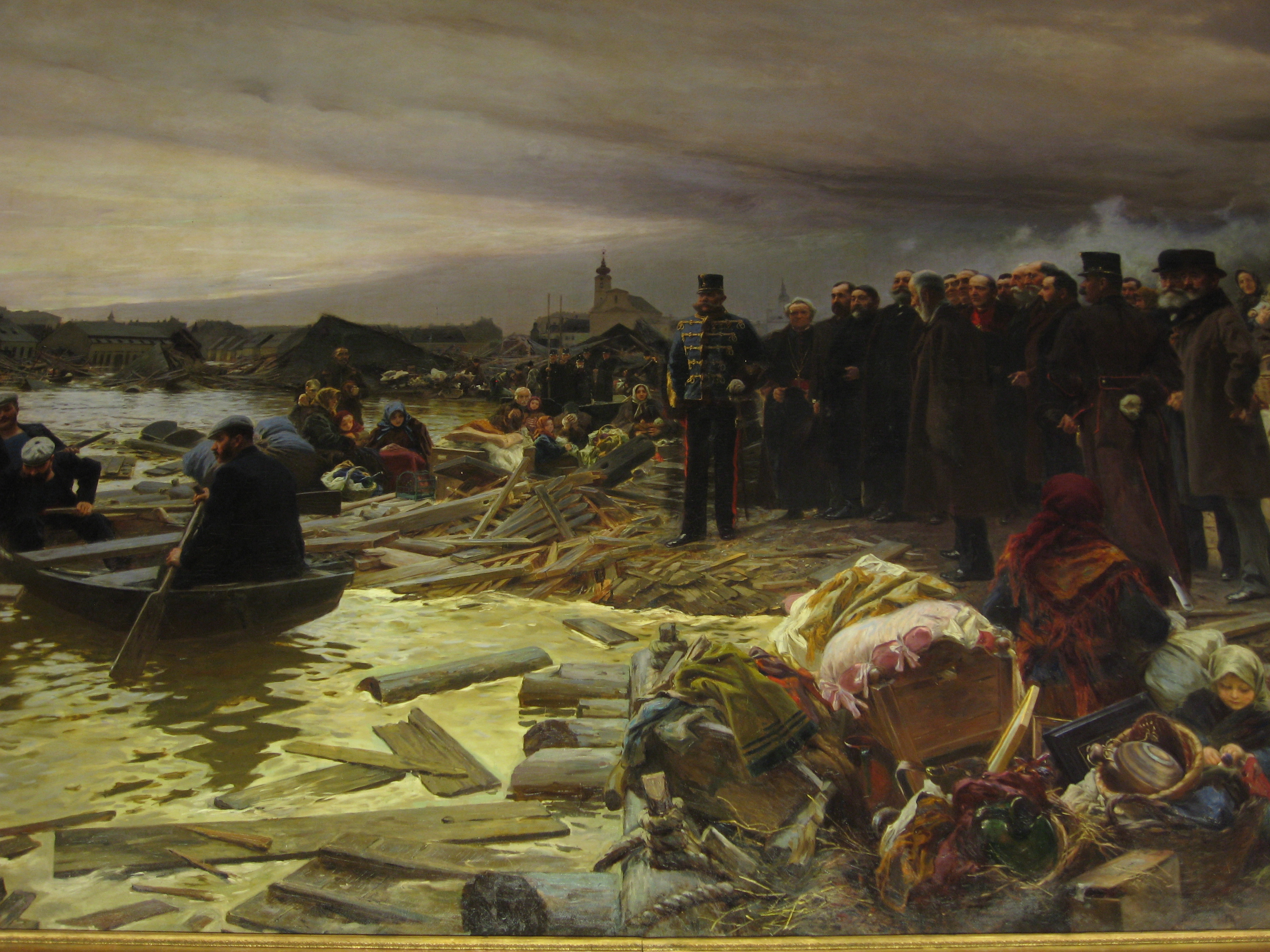
Vágó Pál festménye az 1879-es szegedi nagy árvízről

Az 1879-es szegedi árvíz a térség történetének egyik legsúlyosabb természeti katasztrófája volt, amely messze túlmutatott Szeged város határain. Március 12-én éjszaka a Tisza átszakította a védgátakat, és alig néhány óra alatt csaknem teljesen elöntötte a várost. Az épületek 95%-a megsemmisült, mintegy 60 ezren váltak hajléktalanná. Az árvíz nemcsak Szeged városszerkezetét alakította át gyökeresen, hanem az egész megye árvízvédelmi és urbanizációs politikájára is mély hatást gyakorolt. Az újjáépítés során Szegedet európai szintű nagyvárossá formálták, példát mutatva a környező települések – többek között Hódmezővásárhely, Makó és Csongrád – vízrendezési és városfejlesztési törekvéseihez is. Az árvíz következtében a Tisza-szabályozás és a töltésépítések lendületet kaptak az egész térségben, így hosszú távon a tragédia a modernizáció és fejlődés egyik elindítója lett.
A dualizmus korában mind Csongrád, mind Csanád vármegyében élénk fejlődés indult be. A vasútépítések – különösen a Pest–Temesvári és az Alföld–Fiumei fővonalak – már az 1850–60-as években elérték a megye településeit, és gyors kapcsolatot teremtettek Szegeddel, Pestről indulva egészen a délvidéki határszélig. 1883‑ban megnyílt az Arad–Szőreg vasútvonal, sőt Magyarcsanád számára a vasúti összeköttetés a nemzetközi kereskedelmi fórumokba való bekapcsolódást jelentette.

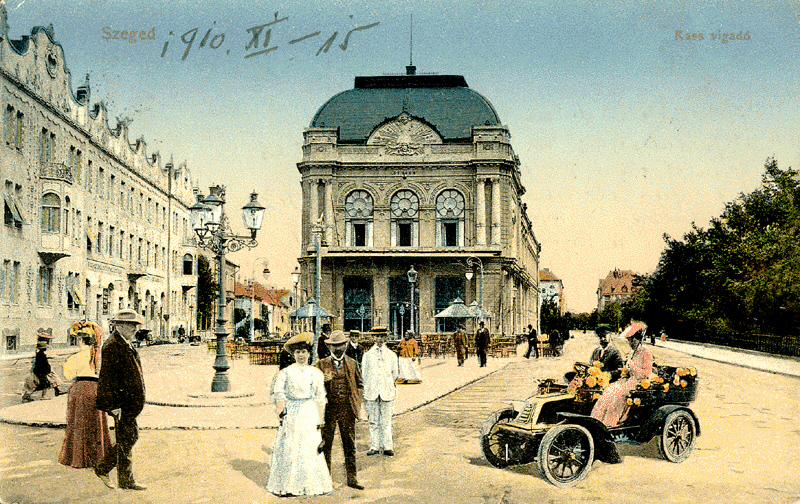
Képeslap az újjáépült polgári Szegedről 1897-ből

### A 20. század
Az első világháború a térség férfilakosságára súlyos veszteségeket rótt: a frontra vonultak közül ezrek nem tértek vissza. A hátországban – különösen Hódmezővásárhelyen és Makón – a nők és idősek vették át a mezőgazdasági munkák terhét. A hadigazdálkodás és a rekvirálások súlyos nélkülözésekhez vezettek. A háború végén a térségre is hatással volt az 1918–1919-es forradalmi hullám: Szegeden 1919 májusában román megszállás történt, és a magyar Vörös Hadsereg elleni francia–román beavatkozás egyik fő központjává vált a város. A fehérterror és a Tanácsköztársaság rövid szakasza mély politikai és társadalmi töréseket okozott.
A trianoni békediktátum következtében Csanád vármegye Magyarország területének szélére került, illetve egy része Romániához került. A békeszerződés által elcsatolt déli területek miatt a megye gazdasági és közigazgatási struktúrája súlyosan meggyengült. A megmaradt terület közigazgatási és gazdasági újraszervezésre szorult. Makó és Hódmezővásárhely térsége vesztett kapcsolataiból, de mezőgazdasági súlya miatt továbbra is jelentős szereplő maradt az ország déli régiójában. Szegedre helyezték több, az elcsatolt Erdélyből menekülő hivatal és intézmény székhelyét, így a város és a megye kulturálisan is megerősödött. A gazdaságot a válságévek (1929–1933) komolyan visszavetették, de a 30-as évek második felében infrastrukturális fejlesztések és mezőgazdasági programok indultak (pl. vízrendezés, csatornaépítések, állattenyésztési szövetkezetek).
A megye zsidó közössége – különösen Szegeden – a magyarországi holokauszt egyik célpontjává vált: 1944-ben gettóba zárták és deportálták őket. Az 1944. októberi szovjet előretörés nyomán súlyos harcok voltak a Tisza mentén, Szentes, Csongrád, Maroslele és Szeged térsége is megsínylette a visszavonuló német és nyilas erők pusztítását. A háború végén a gazdaság romokban hevert, az újjáépítés azonnal megindult, de már az új kommunista hatalom égisze alatt.

Az 1950-es megyerendezés előtt még jól látható az ország délkeleti sarkában megbújó Csanád vármegye

A második világháború utáni évtizedekben Csongrád megyében az államosítás és a tanácsrendszer jelentős változásokat hozott. Az 1946-os új forint bevezetése után újraindult a termelés, de a magánvállalkozások szinte teljes felszámolása, valamint a kisipar és kereskedelem ellehetetlenítése társadalmi-gazdasági nehézségekhez vezetett. Az 1950-es megyerendezés során került létrehozásra a mai Csongrád megye, melyhez a megszűnő Csanád vármegye területéből hozzácsatolták többek közt a Torontál járást (Kiszombor) és a központi járást Makó kivételével, visszaállítva a megyei terület nagy részét a magyar államszervezet részeként. Csongrád város járási státusát 1954-ben megszüntették, intézményeit széthordták, az értelmiség marginalizálódott.
1960-ra a megye területének több, mint 90%-a szövetkezeti tulajdon lett, új üzemek telepítése kezdődött a munkanélküliség mérséklésére. A konszolidáció időszakában a megye újra fejlődésnek indult. A mezőgazdaság gépesítése és a TSZ-rendszer modernizálása révén az ország „mintamegyéjének” számított Csongrád. Az 1960–70-es évektől a városok gazdasági szerepe megerősödött: új lakótelepek, kultúrházak, iskolák és kórházak épültek. A szegedi ipari parkok, az algyői olajmezők és a mezőgazdasági kutatóintézetek (pl. Szentesen) az országos gazdaság szerves részét képezték. 

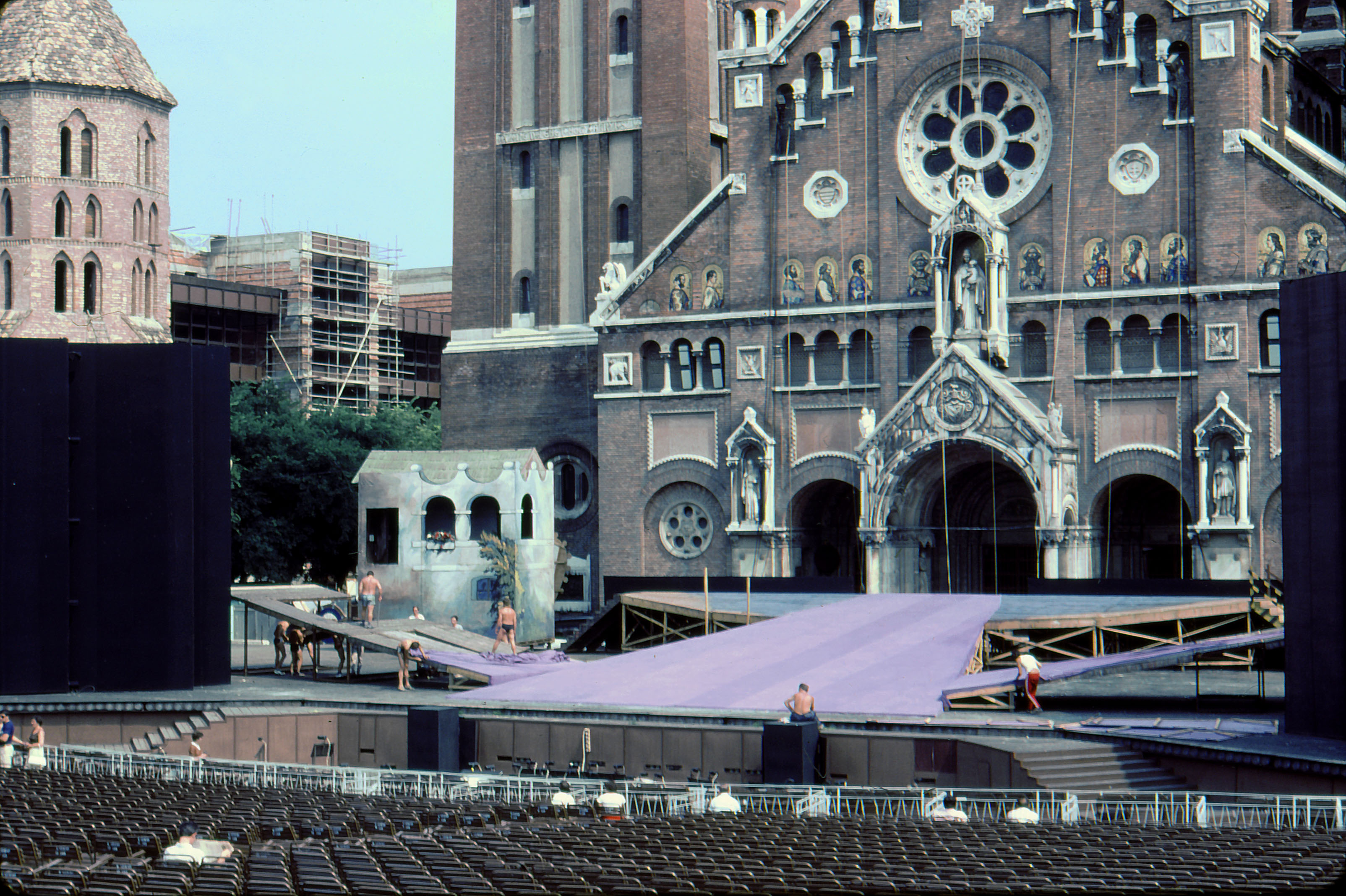
A szegedi Dóm tér 1980 augusztusában

Az oktatás és egészségügy látványos fejlődésen ment keresztül, a vidék kulturális élete is élénkült: a néptáncegyüttesek, könyvtárhálózat, művelődési házak virágzásnak indultak. Ugyanakkor a politikai szabadság továbbra is korlátozott maradt, a pártállami felügyelet minden közintézményt átszőtt. Noha a források főként Szegedre koncentrálnak, megállapítható, hogy a megye vidéki települései – Makó, Hódmezővásárhely, Csongrád – lassú iparosodáson mentek keresztül. Ezeken a városokon az 1970–80-as években már mezőgazdasági gépesítés és könnyűipari településépítés volt jellemző. A rendszerváltozás után a tanácsrendszer megszűnt, ismét felértékelődtek a megyék mint közigazgatási egységek.

### Napjainkban
Csongrád-Csanád vármegye a mai Magyarország egyik legmeghatározóbb déli régiója, amely földrajzi elhelyezkedése, gazdasági ereje, kulturális öröksége és oktatási központjai révén kiemelt szerepet tölt be az ország életében. A megye központja Szeged, amely nem csupán regionális, hanem országos viszonylatban is vezető szerepet tölt be számos területen. Déli határ menti fekvése révén fontos kapu Szerbia és Románia felé, így az Európai Unió külső határvidékének egyik kulcsterülete. A fő közlekedési útvonalak – mint az M5-ös autópálya vagy a Szeged–Szabadka vasútvonal újranyitása – hozzájárulnak a nemzetközi kereskedelemhez és mobilitáshoz. A Szeged környéki logisztikai fejlesztések is e szerepet erősítik.
Társadalmi és regionális fejlesztési szempontból Csongrád-Csanád a dél-alföldi régió legfejlettebb megyéje, számos projekt, pályázat és uniós fejlesztés célterülete. Az utóbbi években jelentős előrelépés történt a közlekedési, környezetvédelmi és digitális infrastruktúra területén is, például a kerékpárutak, körforgalmak, napelemparkok és hulladékkezelési rendszerek fejlesztésével.
A megye 2020-ban hivatalosan felvette a Csongrád‑Csanád megye nevet, ezzel helyreállítva a történelmi közigazgatási egység méltóságát és integritását, majd 2022-től vette fel a ma is használatos Csongrád-Csanád vármegye elnevezést.

## Közigazgatási beosztás 1950–1990 között

### Járások 1950–1983 között
Az 1950-es megyerendezés előtt Csongrád megyéhez három járás tartozott (Csongrádi, Kiskundorozsmai, és a Szentes székhelyű Központi). A megyerendezéskor ide csatolták Csanád megyétől a Makó székhelyű Központi és a Kiszombor székhelyű Torontáli járást, egyidejűleg a névazonosság elkerülése érdekében a két Központi járást székhelyük után Makói illetve Szentesi járásnak nevezték el. E változások folytán a megyerendezés után, 1950. március 16-ától a megyében öt járás volt (Csongrádi, Kiskundorozsmai, Makói, Szentesi és Torontáli, Kiszombor székhellyel).
Az 1950-es járásrendezés során, június 1-jén a Kiskundorozsmai járás székhelyét áthelyezték Szegedre és nevét ennek megfelelően Szegedi járásra változtatták, a Torontáli járást pedig felosztották a Makói és a Szegedi között, így a tanácsrendszer bevezetésekor Csongrád megye négy járásra oszlott (Csongrádi, Makói, Szentesi és Szegedi).
Ezt követően 1983-ig a négy járásból kettő szűnt meg: a Csongrádi 1956-ban és a Makói 1978-ban. A járások megszűnésekor, 1983 végén tehát a megyéhez mindössze két járás tartozott (Szegedi és Szentesi).

### Városok 1950–1983 között
Az 1950-es megyerendezéskor Csongrád megyéhez két megyei város tartozott, Csongrád és Szentes, harmadikként Csanád megyétől csatolták ide Makót. Ezen kívül Hódmezővásárhely és Szeged törvényhatósági jogú város volt, így nem tartoztak a megyéhez, hanem külön közigazgatási egységeket alkottak. Mivel a törvényhatósági jogú városi jogállás 1950. június 15-én megszűnt, e két város attól kezdve Csongrád megyéhez tartozott.
Csongrád-Csanád azon kevés megyék közé tartozik, ahol 1950 és 1983 (sőt, 1922 és 1989) között egy település sem szerzett városi rangot, így azok száma 1983-ban továbbra is öt volt.
A tanácsok megalakulásától 1954-ig Hódmezővásárhely és Szeged közvetlenül a megyei tanács alá rendelt város volt, míg Csongrád, Makó és Szentes közvetlenül a járási tanács alá rendelt városként a Csongrádi, a Makói illetve a Szentesi járáshoz tartozott.
Szeged 1954 és 1971 között, a második tanácstörvény hatálya alatt megyei jogú város volt és nem tartozott a megyéhez, majd 1971-ben, a harmadik tanácstörvény hatálybalépésével megyei város lett, ami azt jelentette, hogy a megyéhez tartozott, de bizonyos kérdésekben a többi városnál nagyobb önállóságot élvezett. 1954 és 1971 között a többi város jogállása járási jogú város volt, azután pedig egyszerűen város.

### Városkörnyékek 1977–1983 között
Csongrád-Csanád megye városai közül 1983-ig négy körül alakult városkörnyék (Csongrádi, Hódmezővásárhelyi, Makói és Szentesi), mindegyik 1977-ben. Eredetileg mind a négy városkörnyéket csak a városokhoz legszorosabban kapcsolódó néhány község alkotta, 1978 végén azonban a Makói járás megszüntetésekor annak teljes területét a Makói városkörnyékhez osztották be.

### Városok és városi jogú nagyközségek 1984‑1990 között
1984. január 1-jén valamennyi járás megszűnt az országban és a megye valamennyi városa városkörnyékközponttá vált. Ugyanekkor alakult városi jogú nagyközséggé és lett nagyközségkörnyék-központ Kistelek és Mórahalom, melyek 1989-ben alakultak várossá. Ezzel 1990-re a megye városainak száma hétre nőtt.

## Önkormányzat és közigazgatás

### Vármegyei közgyűlés
A vármegye önkormányzatának legfőbb döntéshozó testülete. Tagjai a választópolgárok által ötévente, az önkormányzati választásokon megválasztott képviselők. A közgyűlés feladatai közé tartozik a megyei fejlesztési tervek, közlekedési, területrendezési és gazdaságfejlesztési programok kidolgozása és elfogadása, valamint az európai uniós források felhasználásának koordinálása. Mivel a vármegyei önkormányzatok nem tartoznak közvetlenül az oktatási, egészségügyi vagy szociális intézmények fenntartásához, inkább stratégiai, területfejlesztési szerepük van. A közgyűlést az elnök vezeti, aki a testület tagjai közül kerül megválasztásra.
A 2019-es magyarországi önkormányzati választáson megválasztott Csongrád Megyei Közgyűlés 20 képviselőből állt, az alábbi pártösszetétellel:
| Párt | Párt                    | Mandátum | Megyei Közgyűlés (2019-2024) | Megyei Közgyűlés (2019-2024) | Megyei Közgyűlés (2019-2024) | Megyei Közgyűlés (2019-2024) | Megyei Közgyűlés (2019-2024) | Megyei Közgyűlés (2019-2024) | Megyei Közgyűlés (2019-2024) | Megyei Közgyűlés (2019-2024) | Megyei Közgyűlés (2019-2024) | Megyei Közgyűlés (2019-2024) | Megyei Közgyűlés (2019-2024) | Megyei Közgyűlés (2019-2024) |
| ---- | ----------------------- | -------- | ---------------------------- | ---------------------------- | ---------------------------- | ---------------------------- | ---------------------------- | ---------------------------- | ---------------------------- | ---------------------------- | ---------------------------- | ---------------------------- | ---------------------------- | ---------------------------- |
|      | Fidesz-KDNP             | 12       |                              |                              |                              |                              |                              |                              |                              |                              |                              |                              |                              |                              |
|      | Jobbik                  | 2        |                              |                              |                              |                              |                              |                              |                              |                              |                              |                              |                              |                              |
|      | Mi Hazánk Mozgalom      | 2        |                              |                              |                              |                              |                              |                              |                              |                              |                              |                              |                              |                              |
|      | Magyar Szocialista Párt | 2        |                              |                              |                              |                              |                              |                              |                              |                              |                              |                              |                              |                              |
|      | Momentum Mozgalom       | 1        |                              |                              |                              |                              |                              |                              |                              |                              |                              |                              |                              |                              |
|      | Demokratikus Koalíció   | 1        |                              |                              |                              |                              |                              |                              |                              |                              |                              |                              |                              |                              |

A 2024-es magyarországi önkormányzati választáson megválasztott Csongrád-Csanád Vármegyei Közgyűlés 19 képviselőből áll, az alábbi pártösszetétellel:
|  | Fidesz-KDNP           | 10 |  |  |  |  |  |  |  |  |  |  |
|  | Mi Hazánk Mozgalom    | 5  |  |  |  |  |  |  |  |  |  |  |
|  | Demokratikus Koalíció | 3  |  |  |  |  |  |  |  |  |  |  |
|  | Momentum Mozgalom     | 2  |  |  |  |  |  |  |  |  |  |  |

### A Vármegyei Közgyűlés elnökei

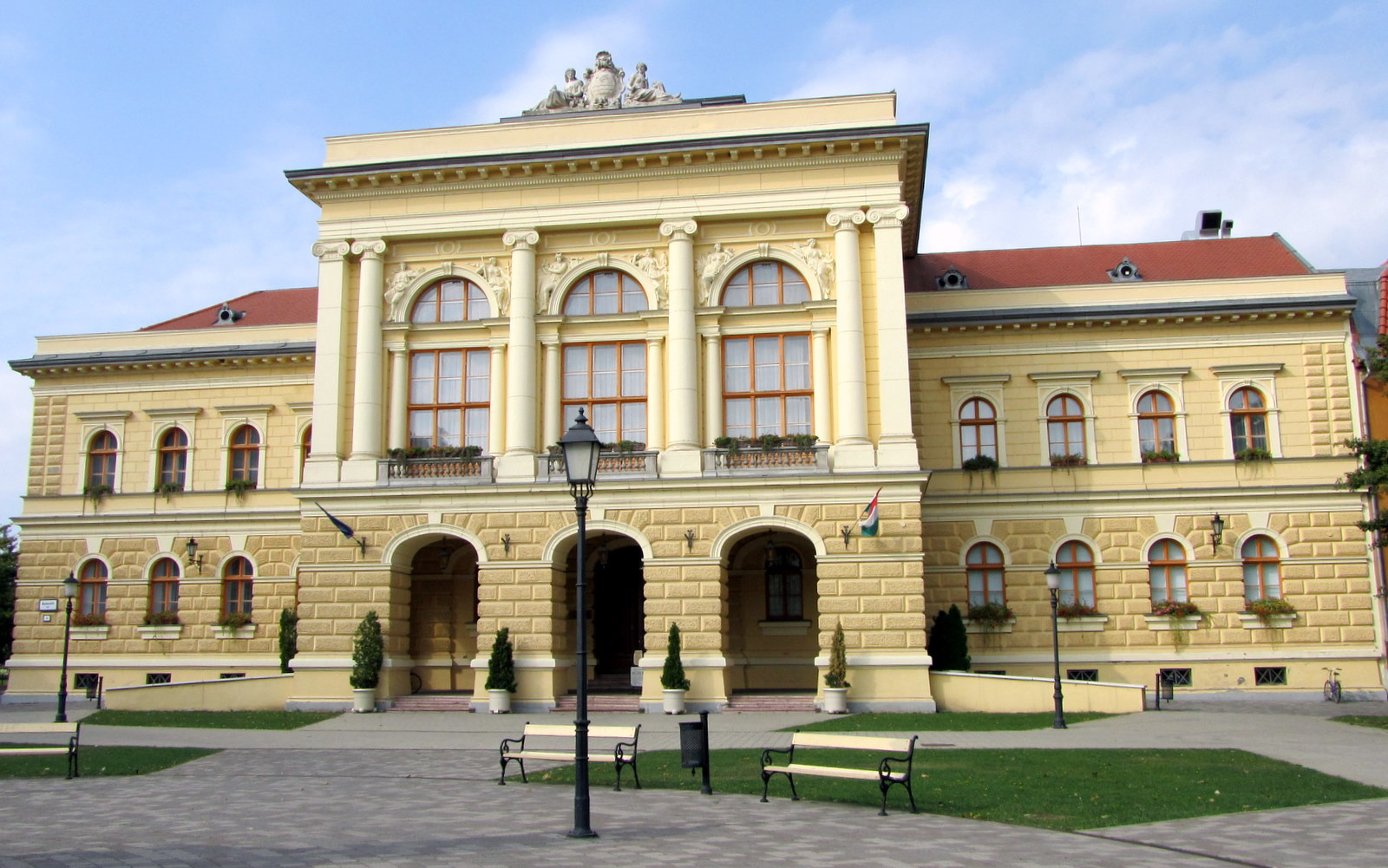
A szentesi volt megyeháza

A vármegyei közgyűlés elnöke a megyei önkormányzat vezetője, aki felelős a közgyűlés munkájának irányításáért és a döntéshozatalban való részvételért. Az elnök szerepe kulcsfontosságú a helyi közigazgatásban, mivel ő képviseli a vármegyét és összehangolja a megyei önkormányzati feladatok ellátását.
Feladatai közé tartozik a közgyűlés üléseinek összehívása és levezetése, valamint az önkormányzati döntések végrehajtásának felügyelete. Az elnök kapcsolatot tart az országos és helyi szervekkel, valamint a települési önkormányzatokkal, és biztosítja a megye érdekeinek képviseletét az országos döntéshozatalban. Emellett részt vesz a fejlesztési tervek kialakításában, és irányítja azokat a programokat, amelyek a megye gazdasági és társadalmi fejlődését szolgálják.
Az elnököt általában a közgyűlés tagjai választják meg, és munkáját a közgyűlés által választott alelnökök segítik.
| Elnök | Elnök                     | Elnöki ciklus |
| ----- | ------------------------- | ------------- |
|       | Lehmann István (MSZP)     | 1990–1998     |
|       | Dr. Frank József (Fidesz) | 1998–2006     |
|       | Magyar Anna (Fidesz-KDNP) | 2006–2014     |
|       | Kakas Béla (Fidesz-KDNP)  | 2014–         |

### Járások
Csongrád-Csanád vármegye járásainak főbb adatai a 2013. július 15-ei közigazgatási beosztás szerint az alábbiak:
| Sorszám | Járás neve              | Székhely         | Település | Ebből város | Népesség (2013. január 1.) | Terület (km²) | Népsűrűség (fő/km²) |
| ------- | ----------------------- | ---------------- | --------- | ----------- | -------------------------- | ------------- | ------------------- |
| 1       | Csongrádi járás         | Csongrád         | 4         | 1           | 22 697                     | 339,24        | 67                  |
| 2       | Hódmezővásárhelyi járás | Hódmezővásárhely | 4         | 2           | 56 164                     | 707,77        | 79                  |
| 3       | Kisteleki járás         | Kistelek         | 6         | 1           | 18 429                     | 410,2         | 45                  |
| 4       | Makói járás             | Makó             | 15        | 2           | 44 612                     | 688,85        | 65                  |
| 5       | Mórahalmi járás         | Mórahalom        | 10        | 1           | 28 741                     | 561,71        | 51                  |
| 6       | Szegedi járás           | Szeged           | 13        | 2           | 197 679                    | 741,1         | 267                 |
| 7       | Szentesi járás          | Szentes          | 8         | 1           | 41 249                     | 813,84        | 51                  |

### Kistérségek
Csongrád megye kistérségeinek főbb adatai a 2013. július 15-ei beosztás szerint az alábbiak voltak:
| Kód  | Kistérség neve              | Központ          | Település | Ebből város | Népesség (2013. január 1.) | Terület (km²) | Népsűrűség (fő/km²) |
| ---- | --------------------------- | ---------------- | --------- | ----------- | -------------------------- | ------------- | ------------------- |
| 3601 | Csongrádi kistérség         | Csongrád         | 4         | 1           | 22 697                     | 339,24        | 67                  |
| 3602 | Hódmezővásárhelyi kistérség | Hódmezővásárhely | 4         | 2           | 56 164                     | 707,77        | 79                  |
| 3603 | Kisteleki kistérség         | Kistelek         | 6         | 1           | 18 429                     | 410,2         | 45                  |
| 3604 | Makói kistérség             | Makó             | 17        | 2           | 45 706                     | 703,74        | 65                  |
| 3605 | Mórahalomi kistérség        | Mórahalom        | 9         | 1           | 25 377                     | 534,82        | 47                  |
| 3606 | Szegedi kistérség           | Szeged           | 12        | 2           | 199 949                    | 753,1         | 266                 |
| 3607 | Szentesi kistérség          | Szentes          | 8         | 1           | 41 249                     | 813,84        | 51                  |

### Országgyűlési képviselők
Magyarországon az országgyűlési választások során az ország területét egyéni választókerületekre osztják, és mindegyik kerületnek egy képviselője van a parlamentben, akit közvetlenül választanak. Az egyéni választókerületek országgyűlési képviselői tehát azok a politikusok, akik egy-egy adott földrajzi terület választópolgárait képviselik az Országgyűlésben.
Az egyéni választókerületek képviselői általában valamelyik párt jelöltjei, de független képviselők is indulhatnak a választáson. A választókerületek képviselői meghatározó szereplők, mivel közvetlen kapcsolatban állnak választóikkal, és elsősorban az adott terület helyi érdekeit képviselik az országos politikai döntéshozatalban.
| Választókerület                                                       | Székhely         | Képviselő     | Párt | Párt        |
| --------------------------------------------------------------------- | ---------------- | ------------- | ---- | ----------- |
| Csongrád-Csanád vármegyei 1. sz. országgyűlési egyéni választókerület | Szeged           | Szabó Sándor  |      | MSZP        |
| Csongrád-Csanád vármegyei 2. sz. országgyűlési egyéni választókerület | Szeged           | Mihálffy Béla |      | Fidesz–KDNP |
| Csongrád-Csanád vármegyei 3. sz. országgyűlési egyéni választókerület | Szentes          | Farkas Sándor |      | Fidesz–KDNP |
| Csongrád-Csanád vármegyei 4. sz. országgyűlési egyéni választókerület | Hódmezővásárhely | Lázár János   |      | Fidesz–KDNP |

## Népesség
Csongrád-Csanád vármegye lakónépessége 2022. október 1-jén 391 184 fő volt, ami Magyarország össznépességének 4,1%-át tette ki. A 2011-es népszámlálás óta 26 272 fővel csökkent a vármegye lakosság száma. Ebben az évben az egy km²-re jutó lakók száma, átlagosan 92 ember volt. Csongrád-Csanád vármegye népesség korösszetétele igen kedvezőtlen. 2022-ben a város lakónépességének a 13%-a 14 évnél fiatalabb, míg a 65 éven felülieké 22% volt. 2022-ben a férfiaknál 73, a nőknél 79,8 év volt a születéskor várható átlagos élettartam. A legmagasabb befejezett iskolai végzettség szerint az érettségi végzettséggel rendelkezők élnek a legtöbben a városban 117 023 fő, utánuk a következő nagy csoport a diplomával rendelkezők 73 971 fővel. 2022-ben a 6 évnél idősebb népesség 82%-nál volt internet elérési lehetősége. A népszámlálás adatai alapján a város lakónépességének 6,4%-a, mintegy 26 575 személy vallotta magát valamely kisebbséghez tartozónak. A kisebbségek közül cigány, német és szerb nemzetiségűnek vallották magukat a legtöbben.
A török hódoltság és a felszabadító háborúk során a vármegye népessége jelentős mértékben megfogyatkozott, a népsűrűség még az 5 fő/km² sem érte el, 1715-ben mindössze 8 lakott település volt a vármegye mai területén: Szeged, Makó, Vásárhely, Mindszent, Csongrád, Szentes, Kiszombor és Magyarcsanád, a két utóbbi szerb falu kivételével mind magyar többségűek voltak. A 18. század elejétől változó intenzitással, de folyamatos volt a Kárpát-medence középső és északi, sűrűbben lakott, főként magyar vidékeiről (Jászság, Palócföld) a népesség lehúzódása a ritkán lakott, elvadult vidékre. Például a korábban lakatlan Kiskundorozsmát jász és palóc telepesek népesítették be, az 1719-ben összeírt 120 fős népesség száz év alatt, 1819-re 6572 főre növekedett, 1930-ban pedig már megközelítette a 19 000 főt. Az országon belüli vándormozgalmakon kívül a helyi nagyvárosok is (főként Szeged) jelentős szerepet játszottak a magyarság "újkori honfoglalásában", a nagyra nőtt mezővárosok népességfeleslege kirajzott a lakatlan pusztákra. A korábban jelentős szerb népesség kétszáz év alatt nagyrészt beolvadt a magyarságba.
A 19. század utolsó harmadától Csongrád-Csanád vármegye lakosságszáma egyenletesen növekedett, egészen az 1940-es évekig. A legtöbben 1980-ban éltek a vármegyében 456 300 fő. A 80-as évektől, egészen napjainkig folyamatosan csökken a vármegye népességszáma, ma már kevesebben laknak a vármegyében, mint 1910-ben.
A 2022-es népszámlálási adatok szerint a magukat vallási közösséghez tartozónak valló Csongrád-Csanád vármegyeiek túlnyomó többsége római katolikusnak vallja magát. Emellett jelentős még a református felekezethez tartozó népesség száma.

### Nemzetiségek
Csongrád-Csanád vármegye lakóinak nemzetiségi összetétele 2011-ben
Csongrád-Csanád vármegye lakosságának túlnyomó többsége magyar nemzetiségű, ugyanakkor a megye etnikai sokszínűségét kisebbségi közösségek is gazdagítják. A legutóbbi népszámlálási adatok alapján a megye teljes népessége 367 193 fő volt, amelyből 355 554 fő, vagyis a lakosság 96,83%-a vallotta magát magyarnak. Ez a jelentős arány világosan mutatja a magyar közösség dominanciáját a térségben.
A legnagyobb nemzetiségi kisebbséget a roma közösség alkotja, létszámuk 4 720 fő (1,29%). Ők elsősorban a megye egyes vidéki térségeiben és peremkerületeiben élnek, hozzájárulva a helyi társadalom kulturális sokszínűségéhez.
Az „egyéb vagy nem meghatározható” kategóriába 6 919 fő (1,88%) tartozik. Ebbe a csoportba olyan kisebbségek is beletartozhatnak, elsősorban a román, szerb, német vagy szlovák közösségek, illetve azok, akik nem kívánták vagy nem tudták pontosan meghatározni etnikai hovatartozásukat.
A népszámlálási adatokból kitűnik, hogy Csongrád-Csanád vármegye lakossága alapvetően homogén, de a kisebbségi közösségek jelenléte továbbra is fontos szerepet játszik a megye kulturális és társadalmi arculatának formálásában.

### Vallás
Csongrád-Csanád vármegye lakóinak vallási összetétele 2022-ben
A 2022-es népszámlálási adatok alapján Csongrád-Csanád vármegyében a vallási sokszínűség jól érzékelhető, azonban a keresztény vallások továbbra is meghatározó szerepet töltenek be a térség szellemi és kulturális életében.
A legnagyobb vallási közösséget a katolikusok alkotják: a lakosság 47,8%-a római katolikusnak, további 0,8%-a pedig görögkatolikusnak vallotta magát. A katolikus egyház jelenléte különösen erős a kisebb településeken, templomaik és közösségi eseményeik a helyi identitás fontos elemei.
A reformátusok – a kálvinista hagyományokat követve – a második legnépesebb keresztény felekezetet alkotják, a lakosság 9,6%-ával. A református gyülekezetek elsősorban a megye északi és keleti részein találhatók. Az evangélikus (lutheránus) közösség tagjai a lakosság 1,3%-át teszik ki, jelenlétük történelmi gyökerekkel bír, különösen a német származású lakossághoz köthetően.
Egyéb keresztény felekezetekhez a lakosság 4,6%-a tartozik, ide sorolhatók például a baptisták, pünkösdisták, adventisták vagy más kisebb keresztény irányzatok hívei. Az egyéb vallásokhoz – beleértve például a zsidó, iszlám vagy keleti vallásokat – a népesség 0,7%-a tartozik.
A nem vallásos közösségek jelentős arányt képviselnek a vármegyében: a lakosság 35,2%-a nem vallásosnak vallotta magát, ami országos viszonylatban is magasnak számít. Ez a csoport különösen a városi térségekben, elsősorban Szeged és Hódmezővásárhely környékén jellemző.

Bár sokan konkrét vallási hovatartozásukról nem nyilatkoztak, a rendelkezésre álló adatok is világosan mutatják, hogy Csongrád-Csanád vármegyében a keresztény hagyományok erőteljesek, ugyanakkor a vallási és világnézeti pluralizmus is egyre meghatározóbb a térségben.

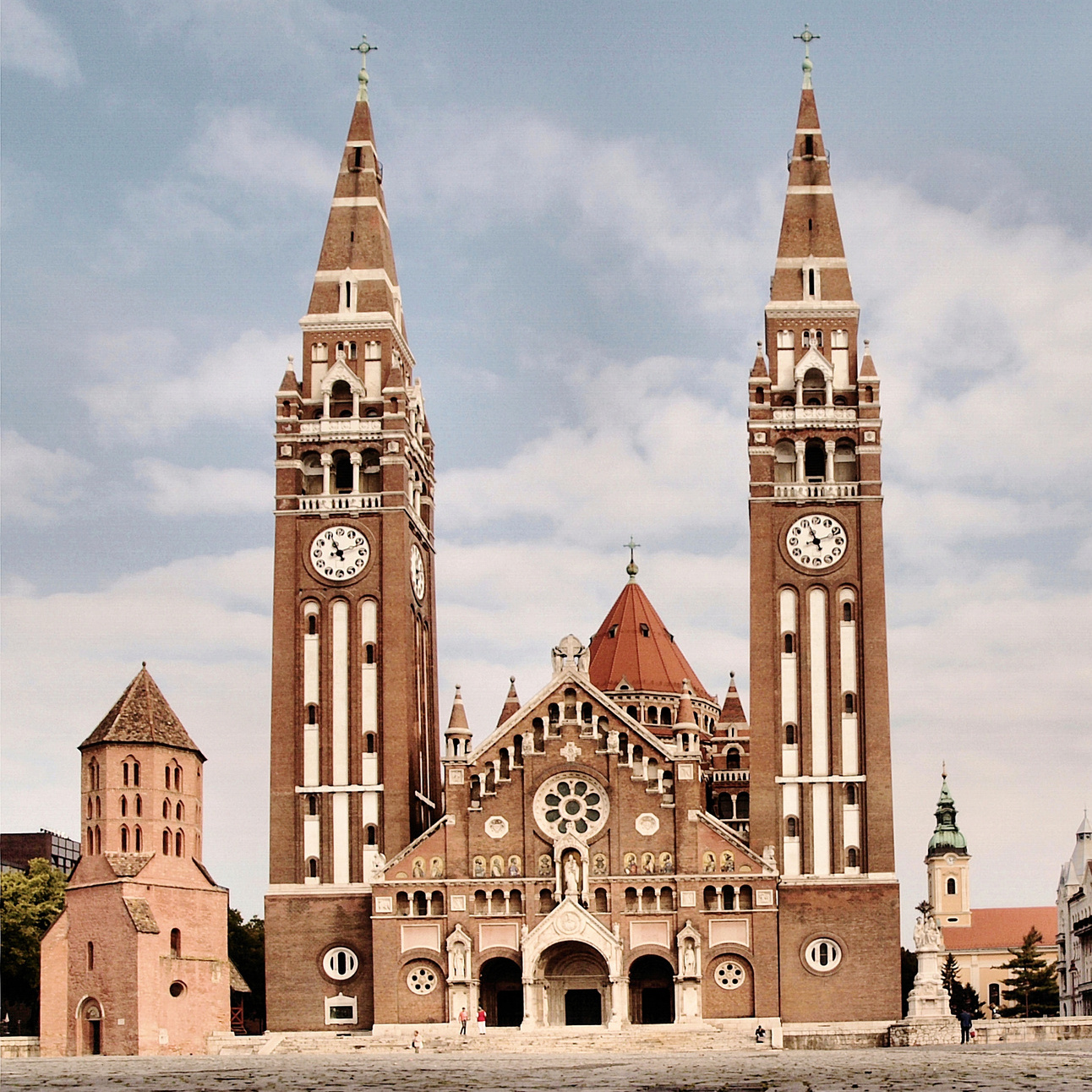
A szegedi dóm
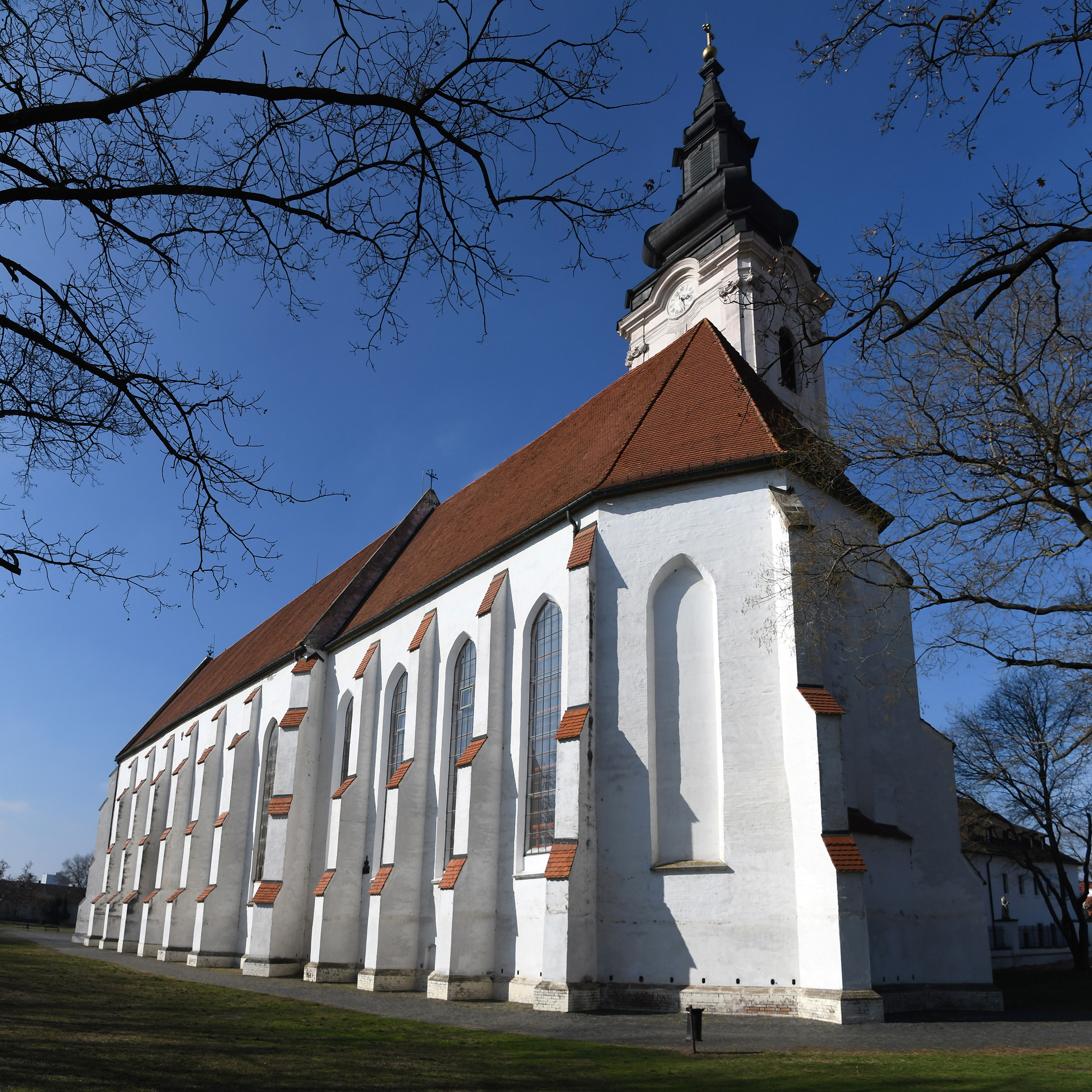
A ferences templom Szegeden
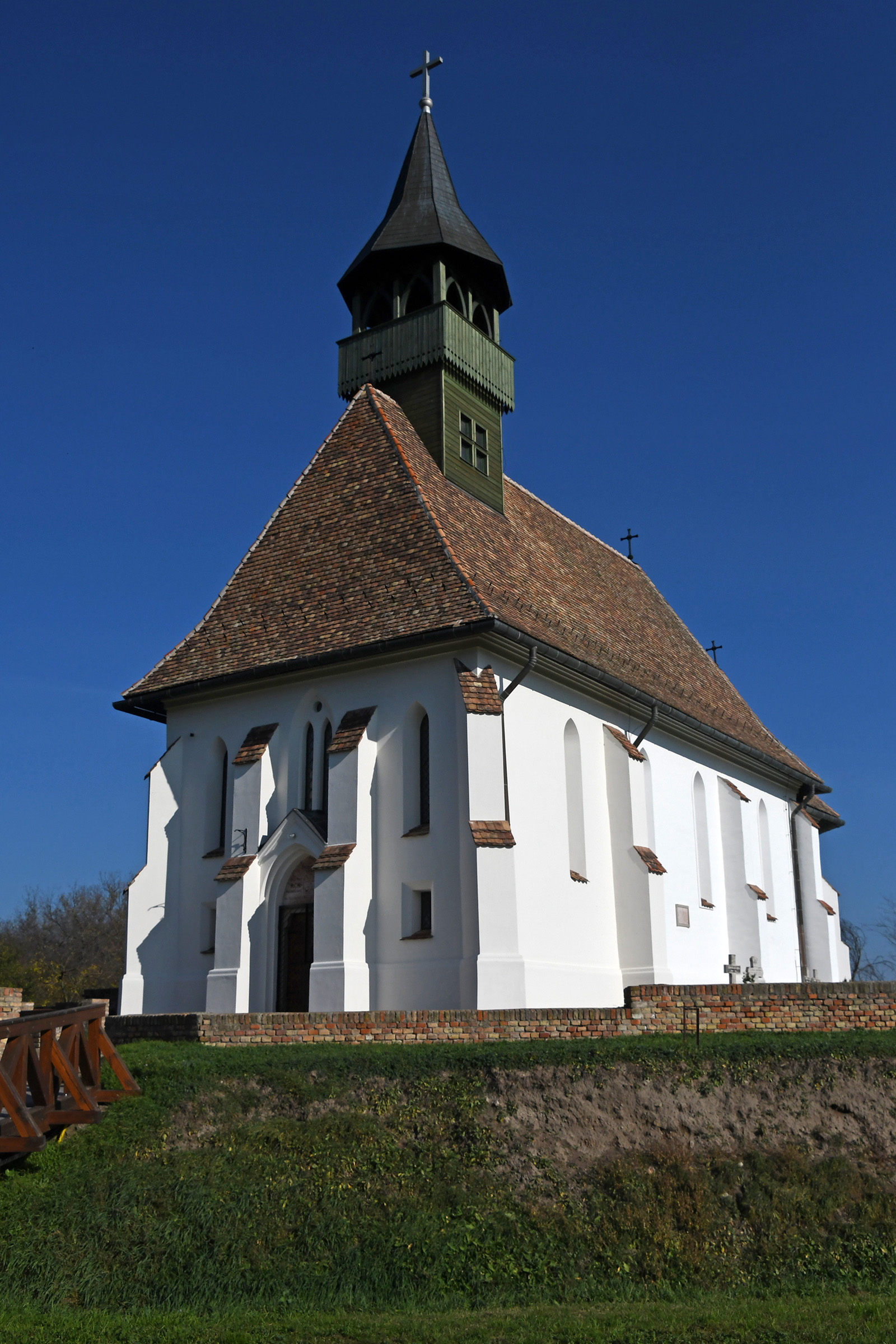
Az óföldeáki erődtemplom
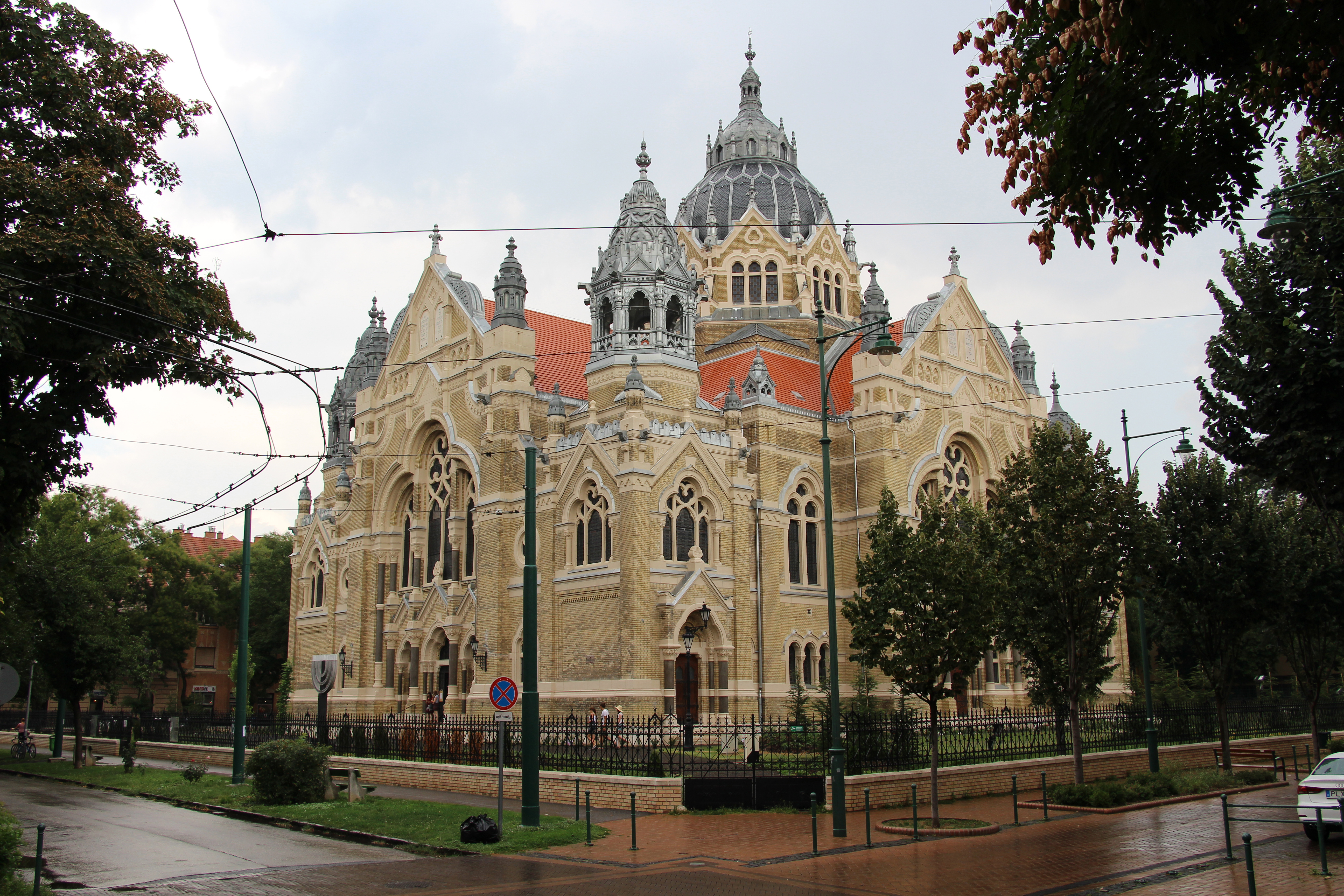
A szegedi Új zsinagóga

## Gazdaság
A vármegye legnagyobb nyereségű cégei a 2006-os adózott eredmény szerint (zárójelben az országos toplistán elfoglalt helyezés)
- 1. Délmagyarországi Áramszolgáltató Nyrt. (57),
- 2. Villeroy & Boch Magyarország Zrt. (129),
- 3. Gumiművek Phoenix Hungária Kft. (155).

### Ipar
Csongrád-Csanád megye ipara az elmúlt évtizedekben dinamikusan fejlődött, különösen a 2000-es évektől kezdődően, amikor a térség gazdasági struktúrája fokozatosan átalakult, alkalmazkodva a globális piaci igényekhez és a technológiai innovációkhoz. A megye ipari szerkezetére nem a klasszikus nehézipari tevékenység volt jellemző, sokkal inkább a mezőgazdasági termelésre épülő élelmiszeripar, a vegyipar, valamint a modern feldolgozóipar és az innovatív technológiai szektor volt és maradt meghatározó.

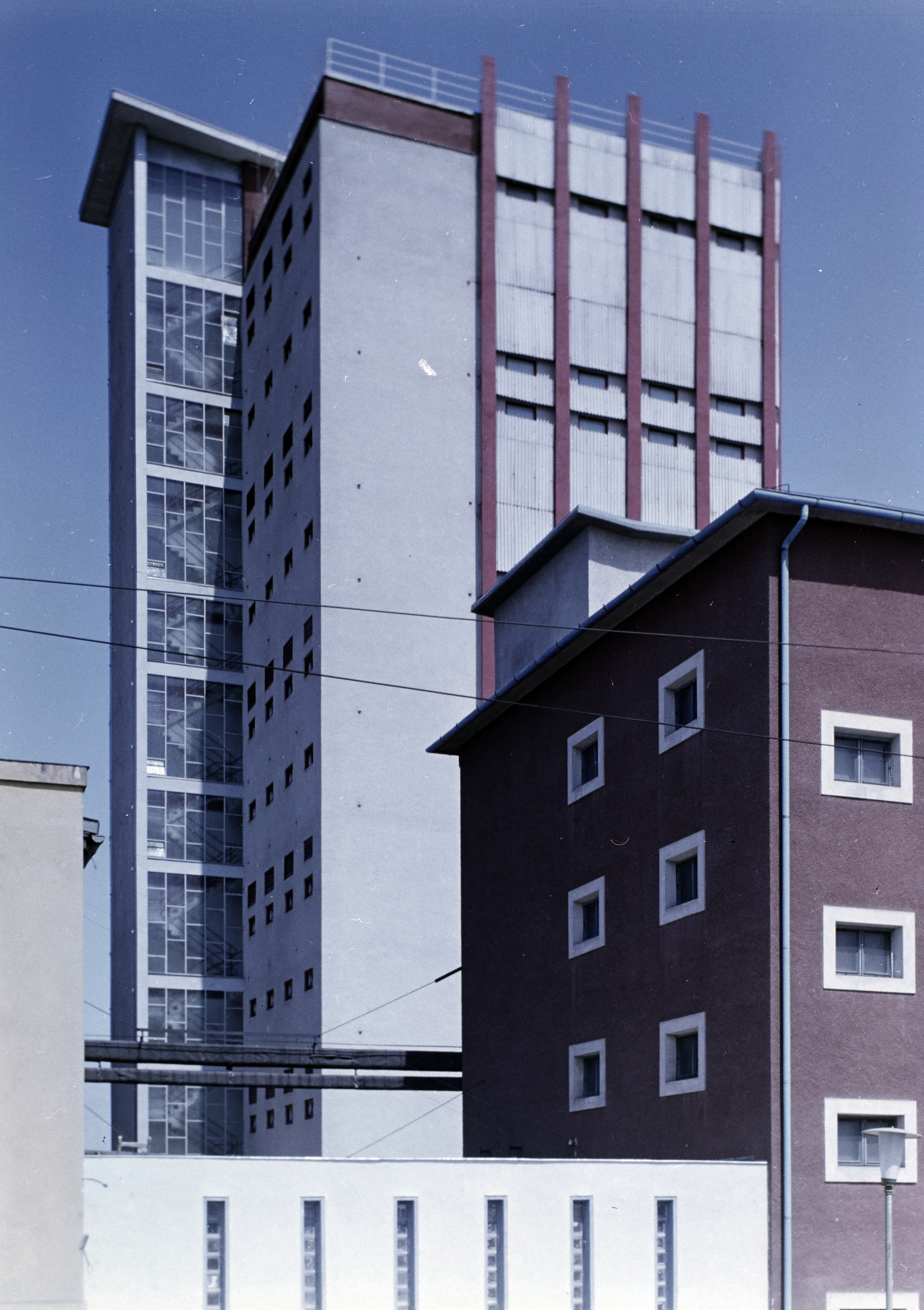
Pick Szalámigyár

A megye iparának tradicionális alapját a mezőgazdasághoz szorosan kapcsolódó élelmiszeripar jelentette. Szeged, Hódmezővásárhely és Szentes városok régóta fontos feldolgozóipari központok, különösen a húsfeldolgozás, konzervgyártás, fűszerpaprika-feldolgozás és zöldségkonzerválás területén. A Pick Szeged Zrt. nemcsak a megye, hanem az ország egyik legismertebb élelmiszeripari vállalata, amely a tradicionális szalámi- és húsipari termékek mellett korszerű technológiákat is alkalmaz.
Emellett Szentes a zöldség- és gyümölcsfeldolgozás központja, ahol több évtizedes múltra visszatekintő konzervipari üzemek működnek. A régióban működő termelők és feldolgozók közötti integráció lehetővé teszi az alapanyagok helyben történő feldolgozását, amely növeli a gazdaság hatékonyságát és munkahelyeket teremt a vidéki térségekben is. A vegyipar is jelentős múltra tekint vissza Csongrád-Csanád megyében. Szegeden és környékén működnek olyan vállalatok, amelyek műtrágyák, növényvédő szerek, valamint különféle ipari vegyi anyagok előállításával foglalkoznak. Az iparág fejlődéséhez hozzájárult a Dél-Alföld gazdag mezőgazdasági termelése, amely állandó keresletet biztosít a vegyipari termékek iránt.
A modern feldolgozóipar – különösen a gépipar, elektronika és műanyagfeldolgozás – szintén jelentős szerepet játszik a megye gazdasági életében. Hódmezővásárhelyen és Makón találhatóak olyan vállalkozások, amelyek alkatrészeket, háztartási eszközöket és elektronikai berendezéseket gyártanak, részben nemzetközi piacra termelve. A megye vonzerejét növelte, hogy az ipari parkok fejlesztése és az infrastruktúra korszerűsítése révén a külföldi és belföldi befektetők számára is kedvező üzleti környezet alakult ki.
Csongrád-Csanád megye iparának egyik legfontosabb hajtóereje a tudásalapú gazdaság, amelynek központja Szeged. Az itt működő Szegedi Tudományegyetem kutatóintézeteivel, valamint a Szegedi Biológiai Kutatóközponttal és az ELI-ALPS lézerkutató központtal együtt olyan kutatás-fejlesztési kapacitást képvisel, amely országos és nemzetközi viszonylatban is egyedülálló.

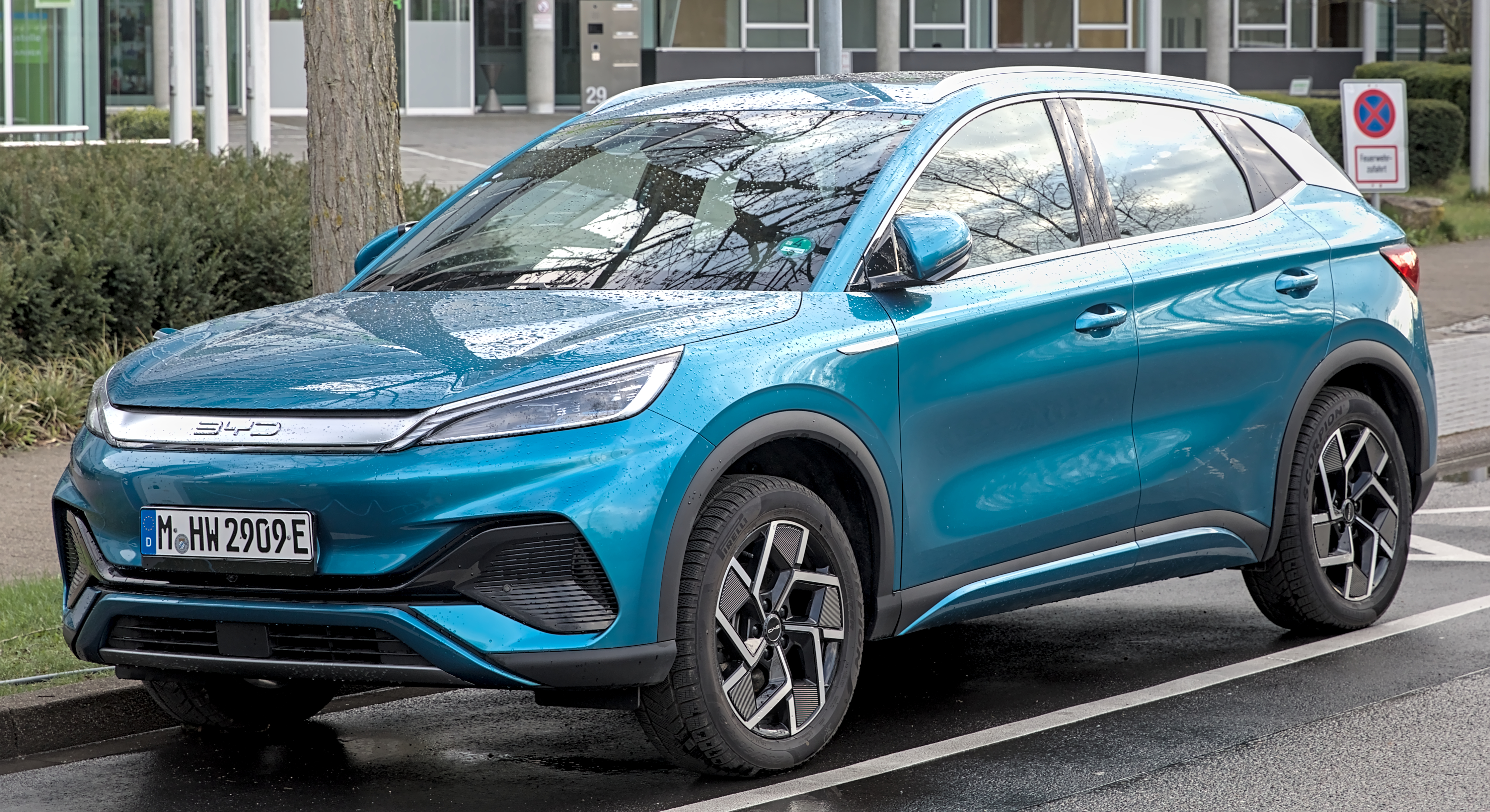
BYD Atto 3 akkumulátoros elektromos, kompakt crossover SUV – A gyártás elsőként a BYD Dolphin és a BYD Atto 3 modellekkel indul

A szegedi BYD-gyár Kína legnagyobb elektromosautó-gyártójának, a BYD Co Ltd-nek az első európai üzeme, amelyet 2023 végén jelentették be. A gyár Szeged határában, egy 300 hektáros ipari területen épül, és várhatóan 2025 második felében indul el a termelés. A beruházás összértéke körülbelül 4 milliárd euró, és kb. 10 000 munkahelyet teremthet a térségben.
Az üzem kezdetben évi 150 000, a későbbiekben akár 300 000 elektromos és plug-in hibrid autó gyártására lesz képes. A gyárhoz kapcsolódóan jelentős közlekedési és infrastrukturális fejlesztések zajlanak, például közúti csomópontok átépítése, vasúti vonalak megerősítése és új logisztikai központok kialakítása. A működés jelentős víz- és energiaigénnyel jár: napi vízhasználata egy közepes méretű városéval vetekszik, energiafogyasztása pedig évente több mint 280 millió kilowattóra lehet. A gyár jelentős hatással lesz Szeged gazdaságára, munkaerőpiacára és közlekedési rendszerére, ugyanakkor komoly környezeti és szabályozási kérdéseket is felvet, amelyek hosszú távon befolyásolhatják a működését.
A kutatóintézetek és az ipari szereplők közötti szoros együttműködés innovatív iparágak – például az orvostechnikai eszközgyártás, biotechnológia és precíziós technológiák – megtelepedését segítette elő a megyében. Ennek révén Csongrád-Csanád megye egyre inkább a high-tech ipar és az alkalmazott tudományos kutatás egyik hazai központjává válik.

A megye gazdasági fejlődéséhez jelentős mértékben hozzájárult a fejlett ipari infrastruktúra. Szegeden, Makón, Hódmezővásárhelyen és Csongrádon is működnek ipari parkok, amelyek modern környezetet biztosítanak a betelepülő vállalatok számára. Az M5-ös és M43-as autópályák, valamint a vasúthálózat fejlesztése javította az elérhetőséget, különösen a román határ felé, ezzel is támogatva az exportorientált termelést.

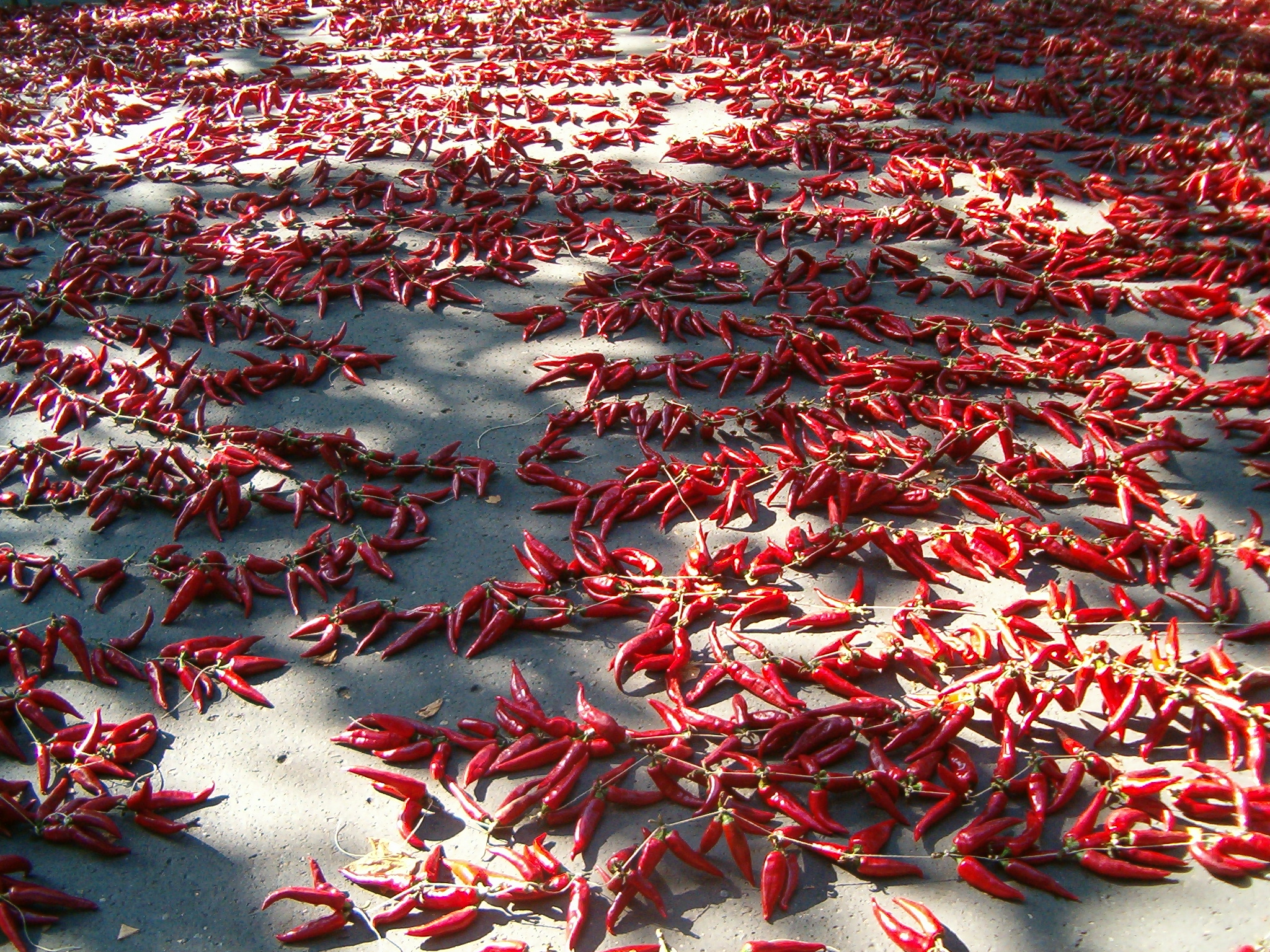
A szegedi fűszerpaprika szárítása

### Mezőgazdaság
A vármegye hazánk egyik legfontosabb mezőgazdasági térsége, amely kiváló termőföldje, kedvező éghajlata és jelentős vízhálózata révén joggal érdemelte ki az „ország éléstára” elnevezést. A Dél-Alföld síkvidéki jellege, a Tisza és a Maros folyók által biztosított vízbázis, valamint az éves szinten kiemelkedően magas napsütéses óraszám ideális feltételeket teremt a szántóföldi növénytermesztés és kertészet számára.
A megye területének több mint 75%-át mezőgazdasági hasznosítású területek teszik ki, ebből a szántók aránya meghaladja a 70%-ot, ami országos összehasonlításban is kiemelkedő. A térségben meghatározó a gabonafélék – főként búza és kukorica – termesztése, de az olajos növények, például a napraforgó és a repce vetésterülete is jelentős. A modern, precíziós gazdálkodási módszerek és a mezőgazdasági digitalizáció elterjedése az utóbbi évtizedben fokozta a termelés hatékonyságát.
A kertészeti ágazatban Csongrád-Csanád vármegye országos szinten is vezető szerepet tölt be. A makói térség nevéhez fűződik a méltán híres makói vöröshagyma és fokhagyma, melyek a magyar konyha alapfűszereinek számítanak, és nemzetközi szinten is ismert exporttermékek. Szeged környéke a fűszerpaprika-termelés fellegvára, amely hagyományosan feldolgozással együtt történik, többek között az itt működő Pick Szeged húsüzem révén. A térségben jelentős még a gyökérzöldségek, zöldborsó, bab és paradicsom termesztése is.
A gyümölcstermesztés szintén kiemelkedő: a szatymazi őszibarack országos hírű, és a megye más részein is jelentős a csonthéjas gyümölcsök (cseresznye, meggy, kajszi) termőterülete. Emellett a régió borászati jelentősége sem elhanyagolható: Pusztamérges és Csongrád környéke az államilag elismert Csongrádi borvidék részei, ahol főként könnyed, gyümölcsös fehérborokat és rozékat állítanak elő.
Az állattenyésztés szintén erőteljes, különösen a baromfitartás és -feldolgozás tekintetében. Szentes térsége a fehér paprika termesztésén túl országosan ismert a baromfifeldolgozásáról, ahol nagy kapacitású üzemek működnek. A megye szarvasmarha- és sertésállománya ugyan kisebb, mint a Dunántúlon, de a húsipari háttéripar jelenléte jelentős hozzáadott értéket képvisel.
A Központi Statisztikai Hivatal (KSH) adatai alapján Csongrád-Csanád vármegyében mintegy 50 ezer egyéni gazdaság és több száz mezőgazdasági vállalkozás működik. A gazdasági szervezetek jelentős része közepes méretű növénytermesztő vállalkozás, amelyek egyre nagyobb arányban alkalmaznak fenntartható, környezetbarát technológiákat, így illeszkedve az EU 2021–27 közötti időszak agrárpolitikájának célkitűzéseihez. A generációváltás támogatása, a fiatal gazdák bevonása, valamint az ökológiai gazdálkodás előmozdítása szintén kiemelt fejlesztési irányokat jelentenek.
A mezőgazdaság mellett a megye agrár-élelmiszeripari súlya is jelentős: a termények nagy részét helyben dolgozzák fel, így szoros kapcsolat figyelhető meg az elsődleges termelés és a feldolgozóipar között, ami hozzájárul a régió gazdasági stabilitásához és exportképességéhez.

### Bányászat
Csongrád-Csanád földtani adottságai alapján hazánk egyik legfontosabb energiahordozó-lelőhelye, különösen a szénhidrogének – kőolaj és földgáz – kitermelésében játszik kiemelkedő szerepet. A Magyarországon feltárt kőolaj- és földgázkészletek mintegy fele a vármegye területén található, így stratégiai jelentőséggel bír nemcsak a hazai energiaellátás, hanem az ipari fejlesztések szempontjából is.
A térség mélyebb rétegeiben jelentős mennyiségű szénhidrogén halmozódott fel, amelynek feltárása már a 20. század első felében megkezdődött. A hódmezővásárhelyi, algyői és szegedi medencék alatt húzódó gáz- és olajmezők több évtizeden keresztül szolgáltatták az ország egyik legnagyobb energiaforrását. Különösen az algyői olajmező bizonyult jelentősnek: a MOL jogelődje által az 1960-as években feltárt lelőhely máig az egyik legnagyobb szénhidrogén-készlettel rendelkező mező az országban.
A szénhidrogén-kitermelésre épülő iparágak gyors fejlődést hoztak a térségnek. Algyő és Szeged környékén olaj- és gázipari vállalatok, feldolgozóüzemek és szolgáltatóegységek jöttek létre, amelyek komoly munkahelyteremtő szerepet töltöttek be a térség gazdaságában. Az infrastruktúra fejlesztése – beleértve az iparvágányokat, vezetékes rendszereket és telephelyeket – a kitermeléshez kapcsolódva zajlott, ezzel erősítve a régió gazdaságföldrajzi jelentőségét.
Bár a klasszikus értelemben vett bányavárosok nem jellemzőek a megyére, a szénhidrogén-kitermelés hosszú időn keresztül irányította a környező települések gazdasági profilját és munkaerőpiacát. A vármegye gazdasági szerkezetének egyik tartóoszlopává vált az energiahordozókra épülő szektor.
A rendszerváltás után a kitermelés volumene ugyan mérséklődött, részben a készletek kimerülése, részben a globális energiaárak és környezetvédelmi szempontok hatására. Ugyanakkor az ásványvagyon továbbra is jelentős, és a földtani kutatásoknak köszönhetően újabb lehetőségek nyílhatnak meg, különösen a mélyebb rétegekben található földgáz- és olajkészletek feltárásával.
A környezettudatosabb bányászati technológiák, a szén-dioxid-kibocsátás csökkentésére irányuló fejlesztések és az energiatárolási megoldások – például a földalatti gáztárolók – iránti növekvő kereslet új szerepet adhat a megyének az ország energiaellátásában. A vízbázisok – különösen a Tisza közelsége és a mélységi víztárolók – szintén fontos természeti erőforrások, amelyek az energetikai és ipari tevékenységek mellett az öntözéses mezőgazdaság, illetve a termálvíz-alapú fürdőkultúra és rekreáció alapjait is képezik.

## Nyelvjárás
Csongrád-Csanád megye a Dél-Alföld nyelvjárási régiójához tartozik, amely a magyar nyelvterület egyik leginkább köznyelvközeli nyelvjárásaként ismert, ugyanakkor számos egyedi nyelvi sajátossággal is rendelkezik. A térségben beszélt nyelvváltozat egyik legfeltűnőbb eleme az úgynevezett „ő-zés” vagy „ö-zés”, amelynek során az „e” és „a” hangok gyakran „ö” és „ő” hangokká alakulnak át. Így fordulhat elő, hogy az „ember” szót „embör”-ként ejtik, vagy a „megitta” helyett a „mögitta” formát használják a helyiek. Ez a hangtani sajátosság különösen Szeged és Hódmezővásárhely környékén volt jellemző, bár az elmúlt évtizedekben – különösen a városi fiatalok körében – egyre inkább visszaszorulóban van.
A kiejtés másik érdekes sajátossága a zárt „e”, azaz az „ë” használata, amely elsősorban a Tisza menti települések, például Szentes vagy Mindszent környékén volt elterjedt. Ezt a hangot a mai beszélők gyakran már nem ismerik fel, hiszen a köznyelvben nem használatos, de idősebbek beszédében még jól hallható. A dél-alföldi nyelvjárás ezen túl jellemzően hosszabb és tisztábban ejtett magánhangzókat használ, ami egyfajta „dallamosságot” kölcsönöz a tájnyelvnek.
A szókincs tekintetében a megye népnyelve gazdag és színes. Számos olyan tájszó él a hétköznapi beszédben, amely máshol szinte teljesen ismeretlen. A „nédamá” például a „nézd már” helyi megfelelője, míg a „gyüsszmá?” a „gyere már gyorsabban” jelentésében használatos. Hétköznapi szófordulatokban gyakran tűnnek fel olyan kifejezések, mint a „mögöszöd röggel?”, ami annyit jelent: „megiszod reggel?” Ezek nemcsak nyelvi, hanem kulturális identitásként is szolgálnak a helyiek számára.
Külön említést érdemelnek az olyan sajátos szavak, mint a „ricázik” (jelentése: kapál), a „krétyó” (béka), vagy a „tuja”, amit Szegeden a menetrend szerinti villamosra mondanak. Helyben ismert még a „gugyi”, amit bolond emberre mondanak, vagy a „palincs”, ami a tapsolást jelenti.
| Tájszólás   | Jelentés               |
| ----------- | ---------------------- |
| ricázik     | kapál                  |
| krétyó      | béka                   |
| tuja        | villamos               |
| gugyi       | bolond ember           |
| palincs     | tapsolás               |
| csirigli    | fiatal                 |
| ferslóg     | deszkából készült láda |
| pacsál      | pancsol                |
| kotla       | lábas                  |
| bolondmalom | körhinta               |

## Gasztronómia
Csongrád-Csanád gazdag és sokszínű gasztronómiai hagyományokkal büszkélkedhet, amelyek mélyen gyökereznek a helyi kultúrában és a természeti adottságokban. A megye gasztronómiája nemcsak a mindennapi étkezésekben, hanem a térségben megrendezett gasztrofesztiválokban is élő hagyományként jelenik meg, amelyek évente több ezer látogatót vonzanak.
A Szegedi Borfesztivál, amely az ország egyik legnagyobb szabadtéri boros rendezvénye, minden tavasszal megtölti a város belvárosát zenével, gasztronómiával és kiváló magyar borokkal. A fesztivál nem csupán a hazai borászat ünnepe, hanem egyben a helyi ízek és kézműves termékek bemutatkozási lehetősége is, ahol a látogatók megkóstolhatják a térség jellegzetes ételeit is.
A vármegye másik kiemelkedő boros eseménye a Csongrádi Borfesztivál, amely szintén méltán híres rendezvény. Csongrád környéke évszázadok óta borvidéknek számít, ahol a hagyományos borkultúra összefonódik a helyi közösség életével. A fesztivál központi eleme a csongrádi bor, de a gasztronómiai kínálatban fontos szerepet kapnak a hagyományos magyar ételek is.
Az őszi időszak egyik legismertebb eseménye a Makói Nemzetközi Hagymafesztivál, amely a város világhírű mezőgazdasági különlegességére, a makói vöröshagymára épül. A rendezvény nemcsak a hagyma gasztronómiai értékeit mutatja be, hanem kulturális programokkal, kézműves vásárral és hagyományőrző bemutatókkal is gazdagítja a látogatók élményét. A makói hagyma nemcsak a helyiek asztalán számít alapvető hozzávalónak, hanem az egész országban elismert és keresett alapanyag.
A nyári hónapok egyik legnépszerűbb rendezvénye a Nemzetközi Tiszai Halfesztivál, amely Szeged városában kerül megrendezésre a Tisza-parton. A fesztivál középpontjában a legendás szegedi halászlé áll, amely a megye gasztronómiai örökségének egyik legfontosabb eleme. A bográcsban főzött, paprikás, erőteljes ízű halétel nem csupán kulináris élményt, hanem közösségi élményt is nyújt, hiszen a főzés és kóstolás együtt történik, gyakran több ezer ember részvételével.
A vármegyei konyha meghatározó ízei közé tartozik a szegedi fűszerpaprika, amely nemcsak a halászlé, hanem számos más étel ízvilágát is gazdagítja. A térség klímája és talajadottságai ideálisak a paprikatermesztéshez, a szegedi paprika pedig hungarikumként világszerte ismert. Hasonló jelentőséggel bír a szentesi paprika, amely szintén kiváló minőségű, üvegházi termesztéssel készülő termék, és meghatározó szerepet játszik a hazai zöldségtermesztésben.
A megye gasztronómiája tehát egyszerre hagyományőrző és folyamatosan megújuló. A helyi alapanyagokra – mint a makói hagyma, a szegedi és szentesi paprika, valamint a Tiszából származó halak – épülő konyha olyan ételeket kínál, amelyek tükrözik a Dél-Alföld karakterét: egyszerűek, mégis gazdag ízvilágúak, táplálóak, és szorosan kapcsolódnak a helyi identitáshoz. A bor- és ételfesztiválok pedig lehetőséget adnak arra, hogy ezek az ízek közösségi élménnyé váljanak, és újra meg újra megerősítsék a megye gasztronómiai hagyományait.

Csongrád-Csanád gasztronómiájának egyik tartópillére a húsipar, amely történelmileg és gazdaságilag is meghatározó jelentőségű. Szeged városa évtizedek óta az egyik legfontosabb húsipari központ Magyarországon. Itt működtek és működnek ma is nagy múltú vágóhidak, húsfeldolgozó üzemek és konzervgyárak, amelyek a helyi mezőgazdasággal szorosan együttműködve biztosítják az alapanyagokat a régió gasztronómiájához. A szegedi téliszalámi és más füstölt, érlelt húskészítmények híresek nemcsak belföldön, hanem külföldön is.

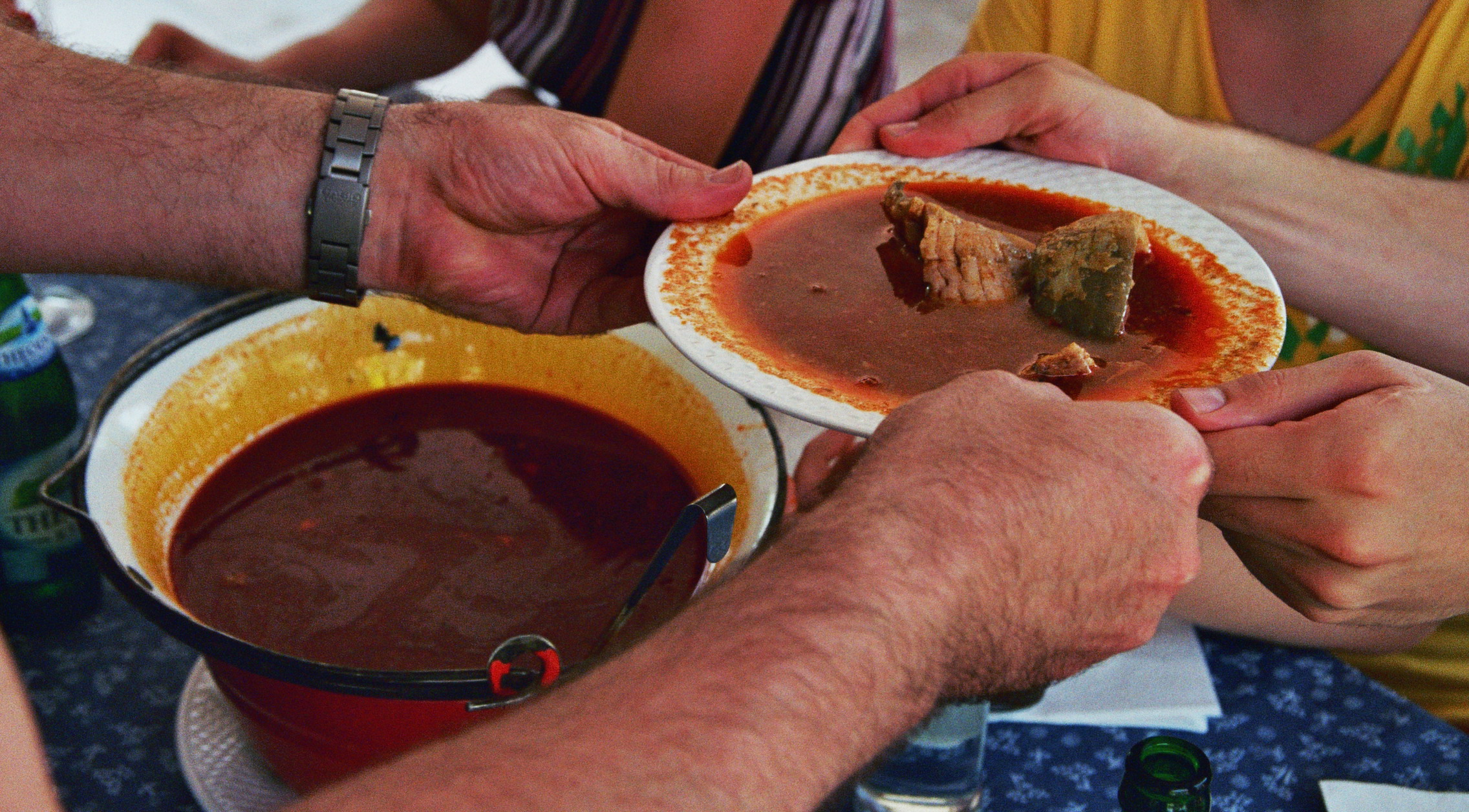
A szegedi halászlé
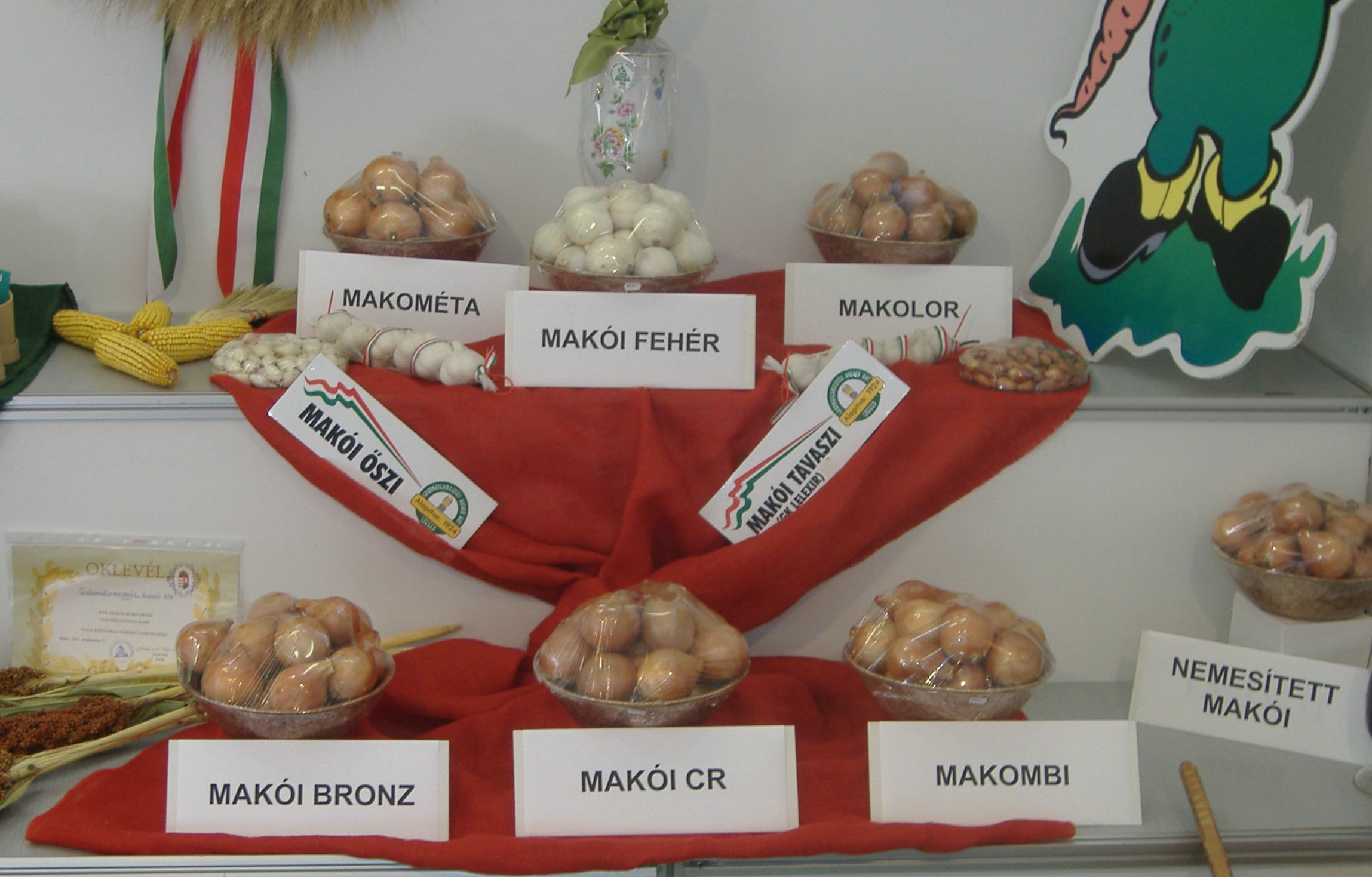
A makói vöröshagyma
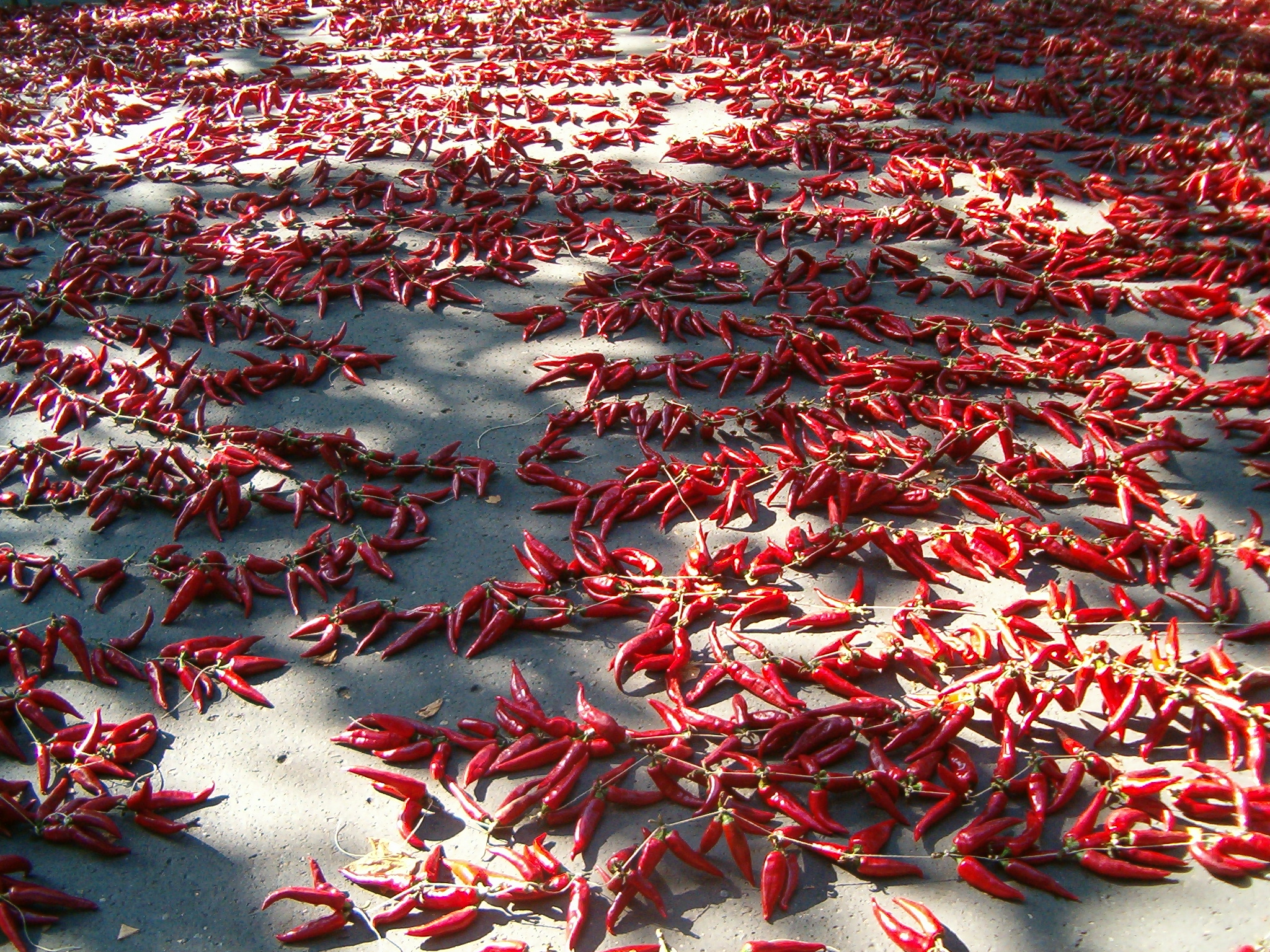
A szegedi fűszerpaprika
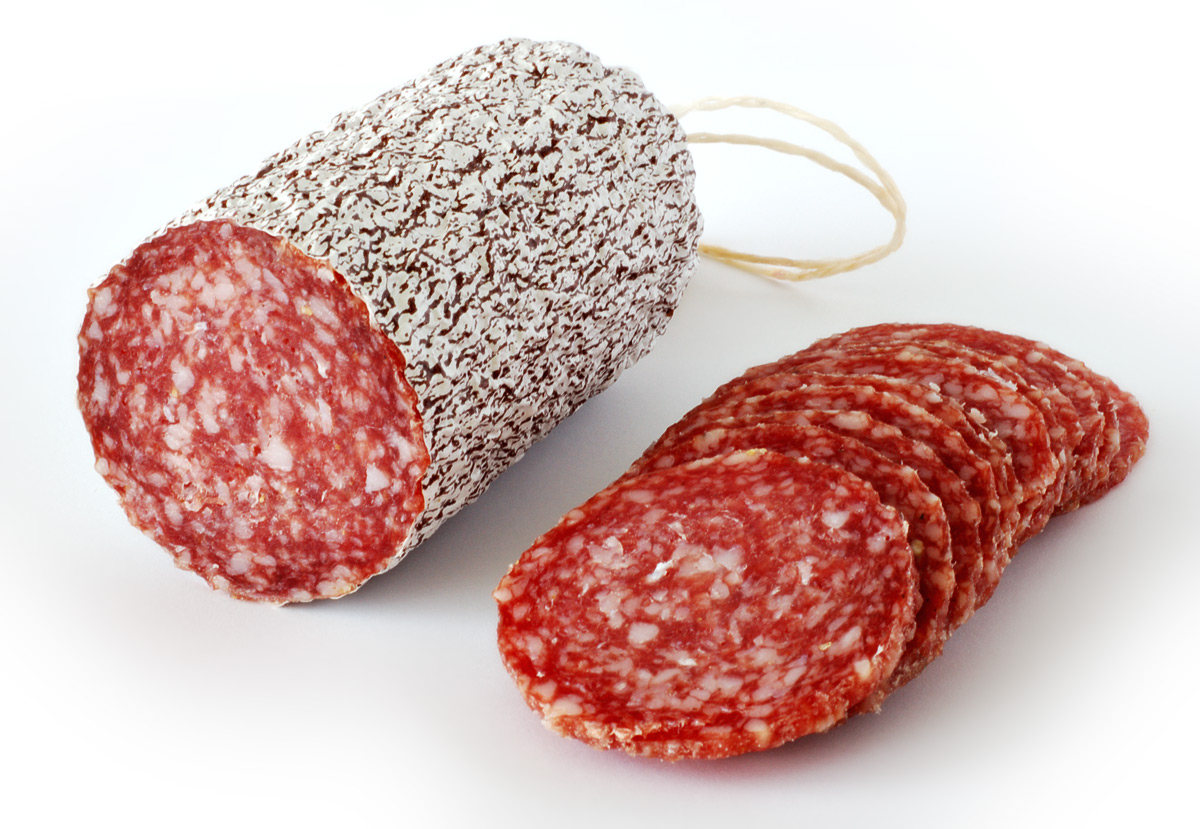
Téliszalámi
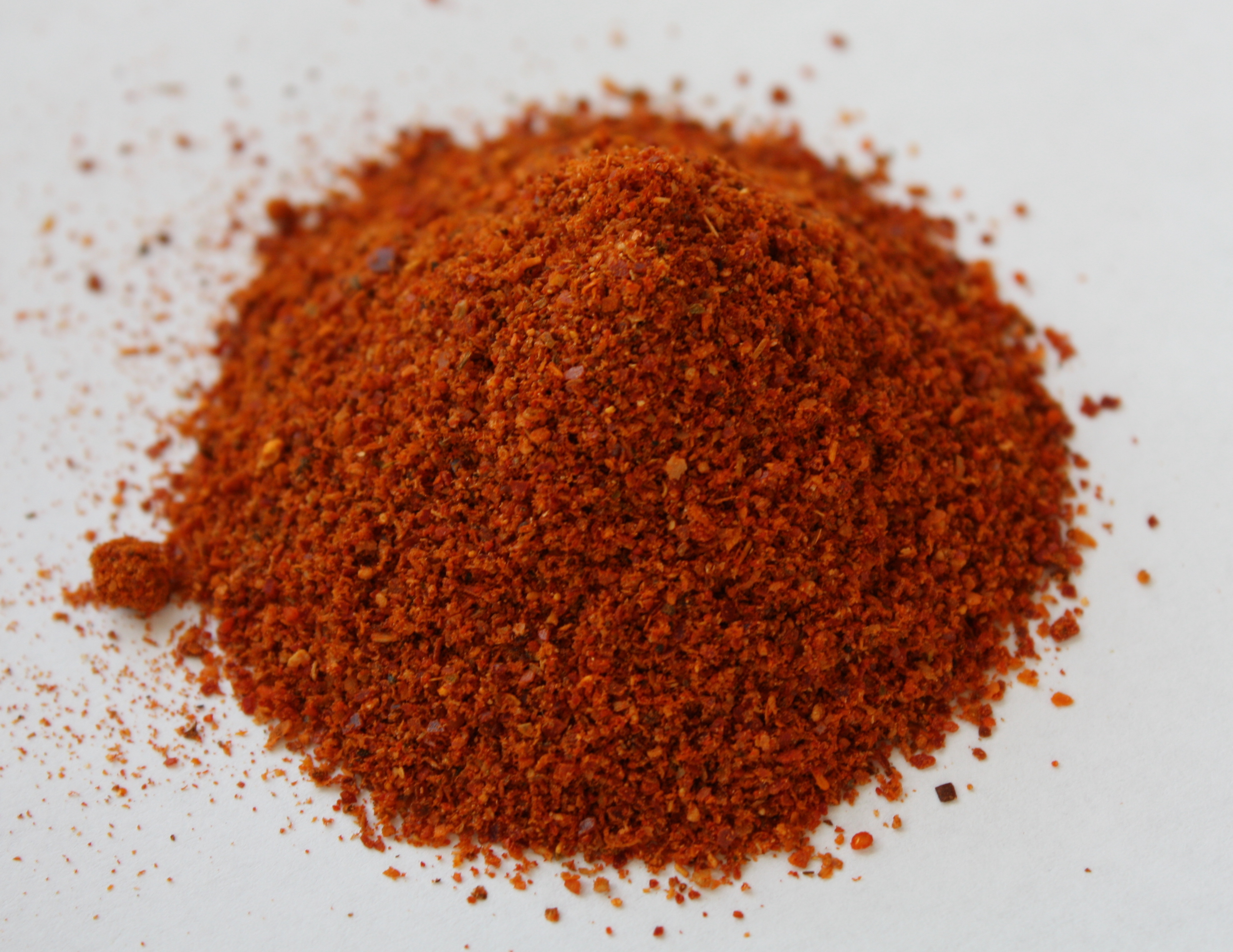
Fűszerpaprika-őrlemény

## Oktatás és köznevelés

### Általános iskolák
A vármegye székhelyén, Szegeden található általános iskolák közül kiemelkedik a Tarjáni Kéttannyelvű Általános Iskola, amely nemcsak a minőségi oktatást, hanem az idegennyelvi képzést is előtérbe helyezi. Szintén jelentős szerepet tölt be a Karolina Általános Iskola, amely egyházi fenntartásban működik, és a keresztény értékek mentén neveli a gyermekeket. A sport iránt elkötelezett tanulók számára kiváló lehetőséget kínál a Béke Utcai Általános Iskola, amely sporttagozatos osztályokat működtet, és eredményes testnevelési programot biztosít.
Hódmezővásárhelyen a Szent István Általános Iskola színvonalas oktatást nyújt, emellett hangsúlyt fektet a közösségi életre és a kulturális programokra is. A város másik jelentős intézménye a Varga Tamás Általános Iskola, amely a tehetséggondozásra, valamint az informatikai és természettudományos ismeretek bővítésére koncentrál.
Makón az Almási Utcai Általános Iskola és a Kálvin téri Református Általános Iskola is nagy hagyományokkal rendelkezik. Mindkét intézmény fontos szereplője a város oktatási rendszerének, és aktívan részt vesz a helyi közösségi életben is.
Csongrádon az Galli János Általános Iskola különösen a zenei nevelés terén nyújt kiemelkedő teljesítményt, míg a Batsányi János Gimnázium és Általános Iskola lehetőséget biztosít arra, hogy a tanulók az általános iskolai tanulmányokat követően helyben folytassák középfokú képzésüket is.
A megye kisebb településein – például Mindszenten, Szentesen vagy Mórahalmon – működő általános iskolák szoros kapcsolatban állnak a helyi közösségekkel. Ezek az intézmények gyakran kisebb létszámú osztályokkal, családias légkörben működnek, így személyre szabottabb figyelmet tudnak biztosítani a diákoknak.
A Csongrádi, Szegedi és Hódmezővásárhelyi Tankerületi Központok felelősek a megye általános iskoláinak fenntartásáért és működéséért. Ezek a központok felügyelik az oktatás színvonalát, és biztosítják a megfelelő erőforrásokat az iskolák számára.

### Középiskolák
A vármegye különböző településein számos gimnázium, technikum és szakképző iskola működik, amelyek különféle szakterületeken biztosítanak minőségi oktatást és felkészítést a felsőoktatásra vagy a munkaerőpiacra.
Szeged városában, mint a megye székhelyén, kiemelkedő szerepet tölt be a Radnóti Miklós Kísérleti Gimnázium, amely országosan is elismert intézmény. Az iskola magas színvonalú, elsősorban természettudományos és nyelvi képzést kínál, és rendszeresen ér el kimagasló eredményeket az érettségin és tanulmányi versenyeken. Szintén Szegeden működik a Tömörkény István Gimnázium és Művészeti Szakközépiskola, amely a művészetek – zene, képzőművészet, alkalmazott grafika – iránt érdeklődő diákok számára biztosít egyedi lehetőségeket.

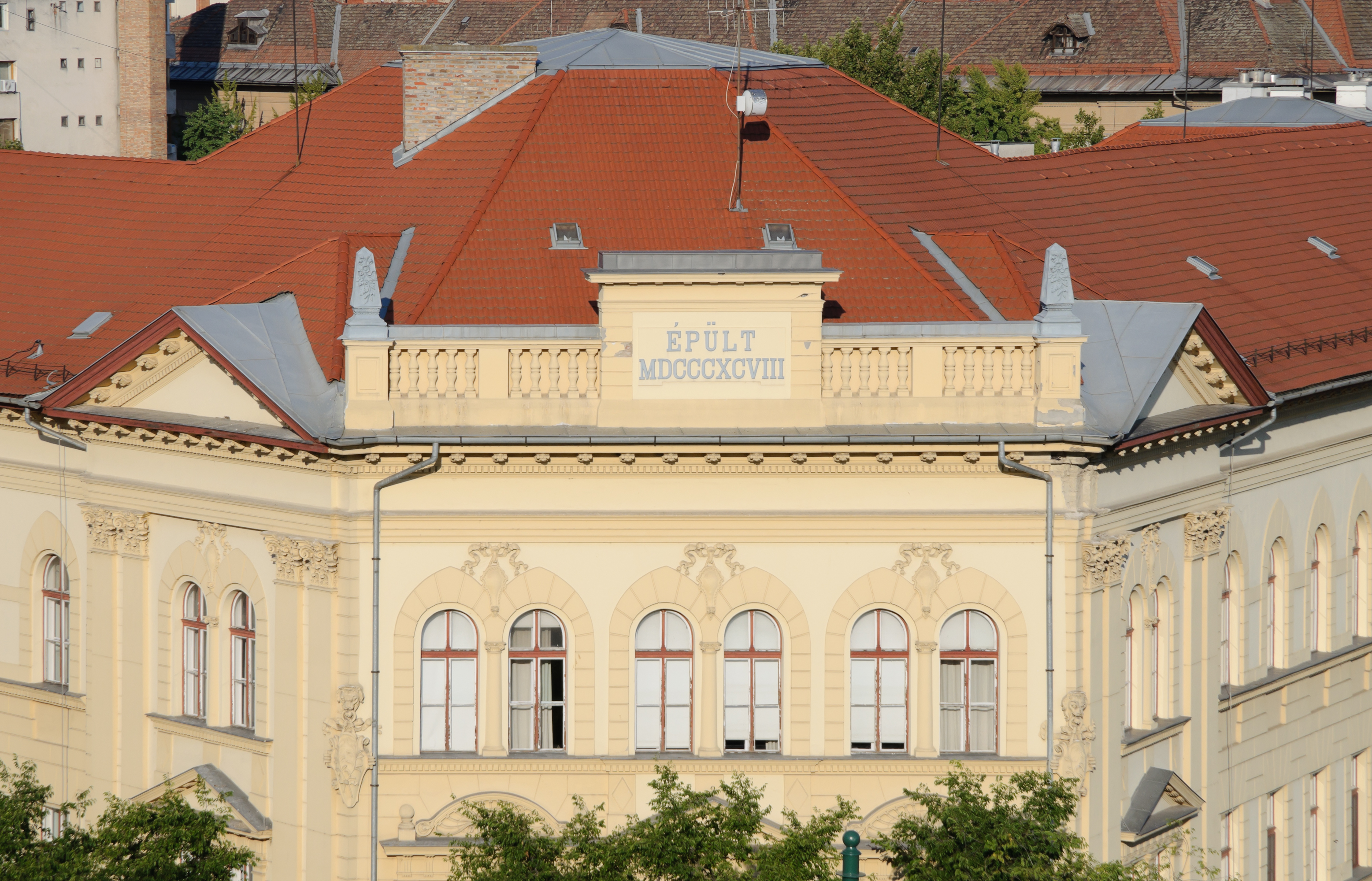
A szegedi Radnóti Miklós Kísérleti Gimnázium

A Szegedi SZC Gábor Dénes Technikum és Szakgimnázium a város egyik jelentős szakképző intézménye, ahol informatikai, gazdasági és műszaki szakterületeken tanulhatnak a diákok. A Kőrösy József Gazdasági Technikum ugyancsak a szakképzés élvonalába tartozik, kiemelten közgazdasági és ügyviteli területekre specializálódva.
Hódmezővásárhelyen működik a Bethlen Gábor Református Gimnázium, amely több évszázados hagyományokra építve nyújt klasszikus gimnáziumi képzést. A város másik jelentős intézménye a Németh László Gimnázium és Általános Iskola, ahol a természettudományos és nyelvi tagozatok népszerűek a továbbtanulni vágyó diákok körében.
Makón a József Attila Gimnázium biztosít emelt szintű képzést több tanulmányi területen, míg a Makói SZC Návay Lajos Technikum mezőgazdasági, kereskedelmi és egészségügyi képzéseivel segíti a szakmai életre való felkészülést. Mindkét intézmény szerves része a város oktatási életének, és aktívan részt vesz a helyi közösségi és kulturális rendezvényeken.

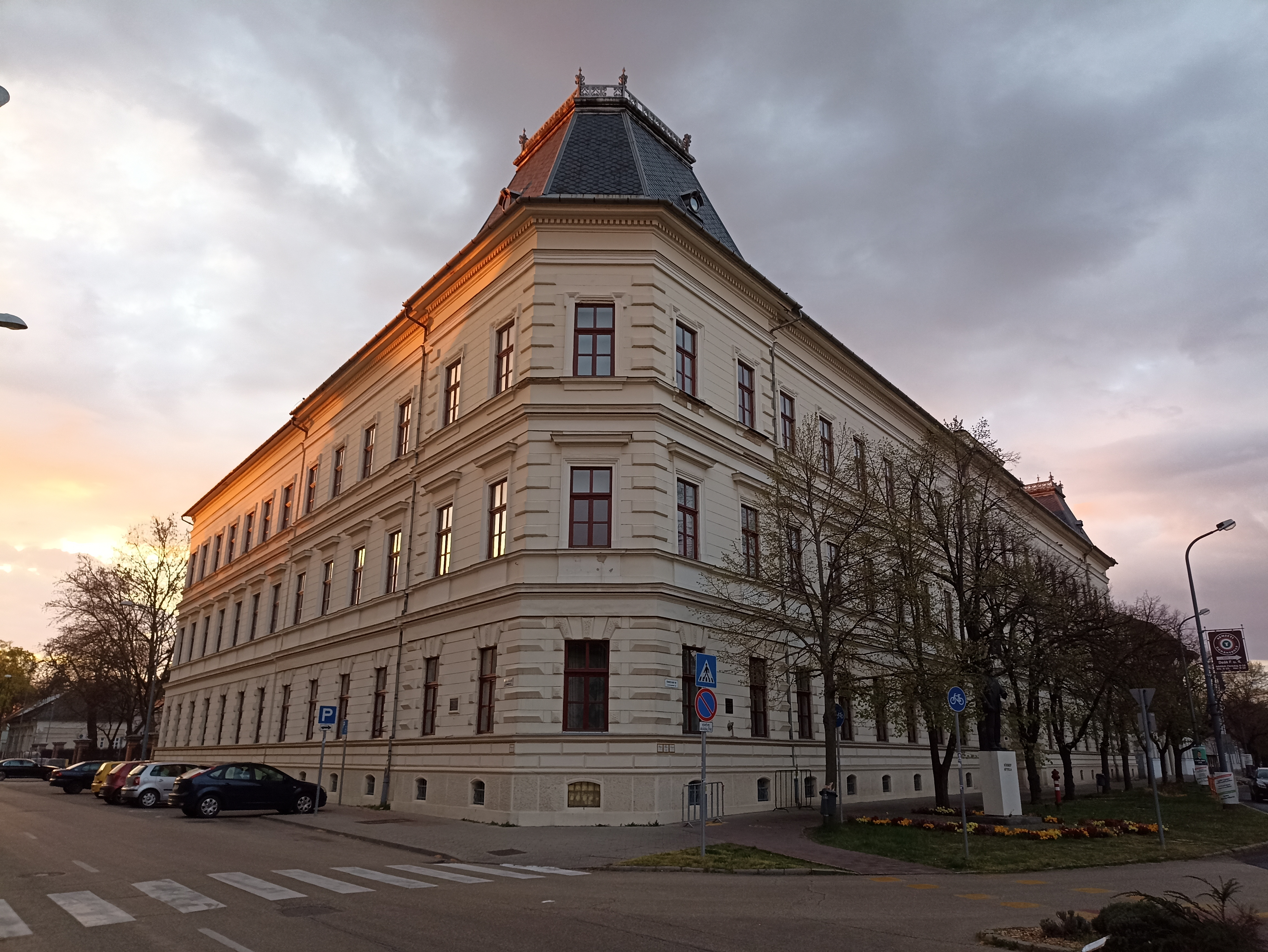
A makói József Attila Gimnázium

Szentesen a Horváth Mihály Gimnázium tekint vissza hosszú és eredményes múltra. A gimnázium elsősorban humán és reál tagozatain keresztül készíti fel a diákokat a továbbtanulásra, miközben kulturális életével is meghatározó szereplője a városnak. A Szentesi SZC Pollák Antal Technikum az informatika és elektronika területén biztosít korszerű szakképzést.
A megye kisebb településein – például Mórahalmon, Csongrádon, Mindszenten – működő középiskolák fontos lehetőséget jelentenek a helyi fiatalok számára. Ezek az intézmények gyakran családias légkört, kisebb osztályközösségeket és személyesebb odafigyelést kínálnak, hozzájárulva a tanulók egyéni fejlődéséhez.

### Felsőoktatás
Csongrád-Csanád felsőoktatási intézményei meghatározó szerepet játszanak a térség tudományos, gazdasági és kulturális életében. A vármegyében működő egyetemek és főiskolák széles képzési kínálatot nyújtanak a hallgatók számára, lefedve a társadalomtudományi, természettudományi, műszaki, agrár, orvostudományi és művészeti területeket.

A Báthory István által 1581-ben alapított Szegedi Tudományegyetem

A vármegye felsőoktatási központja Szeged, ahol a nagy múltú Szegedi Tudományegyetem (SZTE) működik. Az SZTE nemcsak Magyarország egyik legjelentősebb egyeteme, hanem nemzetközi szinten is elismert intézmény, amely kutatási tevékenységével és oktatási minőségével a felsőoktatás élvonalába tartozik. Az egyetem számos kara – például az Állam- és Jogtudományi Kar, a Bölcsészet- és Társadalomtudományi Kar, a Természettudományi és Informatikai Kar, valamint a Gazdaságtudományi Kar – változatos képzési lehetőségeket biztosít az alap-, mester- és doktori szinten tanulni vágyók számára.
Kiemelkedő szerepet tölt be az Általános Orvostudományi Kar, amely a hazai és nemzetközi hallgatók körében is népszerű, valamint a Fogorvostudományi Kar és a Gyógyszerésztudományi Kar, amelyek az egészségtudományi képzések tekintetében országosan is meghatározóak. Emellett az SZTE Zeneművészeti Kara biztosít felsőfokú művészeti képzést, míg a Juhász Gyula Pedagógusképző Kar a tanár- és óvodapedagógus-képzés egyik központja.
A Szegedi Tudományegyetem klinikai központja és kutatóintézetei – például a Biológiai Kutatóközpont – nemcsak a képzés gyakorlati hátterét biztosítják, hanem fontos tudományos és innovációs szerepet is betöltenek a térségben.

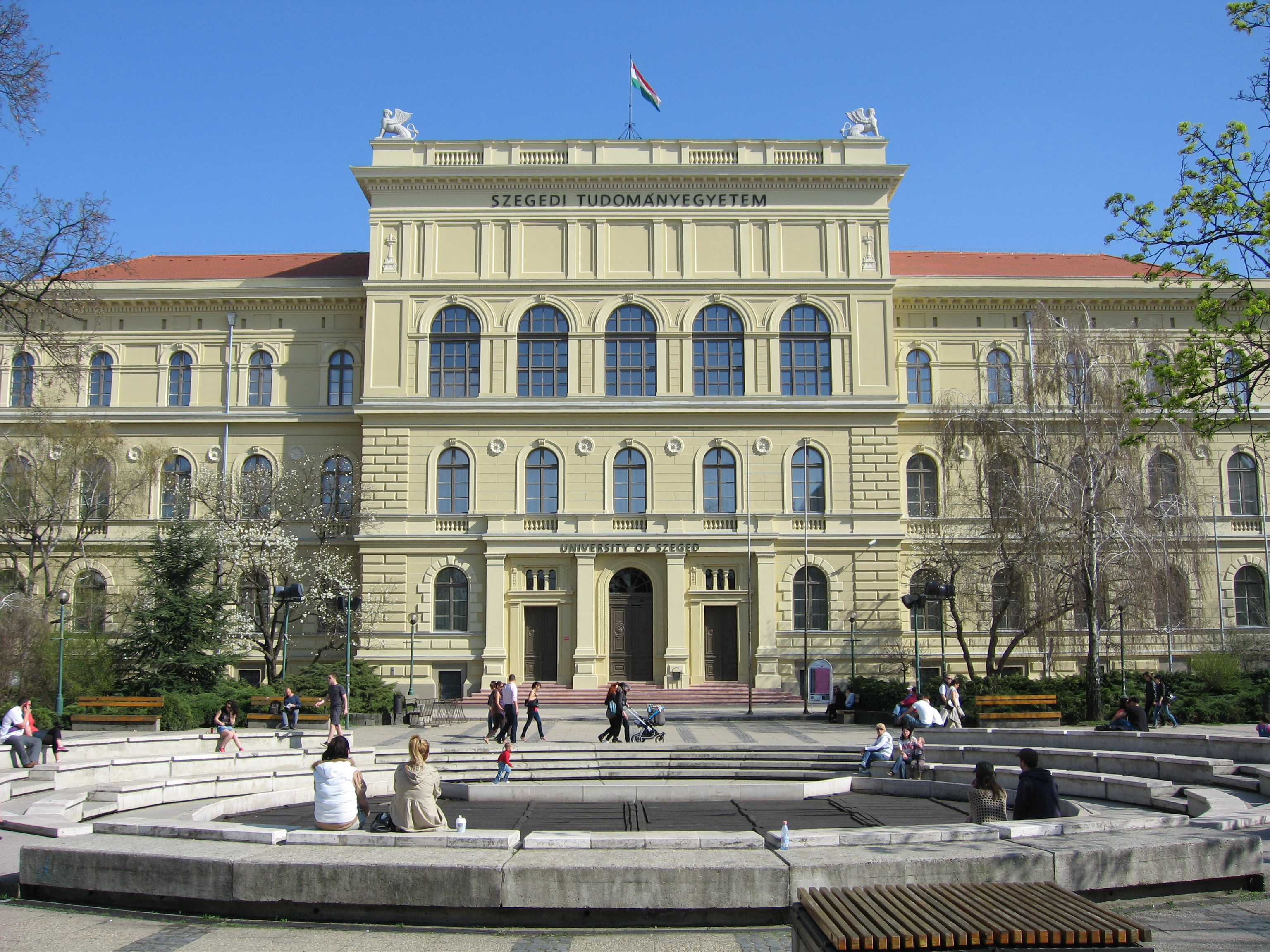
Az egyetem főhomlokzata

A megye más településein nem működik önálló egyetem vagy főiskola, de az SZTE kihelyezett képzései elérhetők például Hódmezővásárhelyen, ahol mezőgazdasági és műszaki irányultságú szakokon tanulhatnak a hallgatók.

## Sport
Csongrád-Csanád sportélete sokszínű és élénk, amely a professzionális sportkluboktól a szabadidősportig számos lehetőséget kínál a mozgás és sport iránt érdeklődők számára. A megye városaiban és kisebb településein egyaránt működnek sportegyesületek, klubok és modern sportlétesítmények, amelyek elősegítik a versenysportot és a lakosság egészséges életmódját.

### Élsport és csapatsportok
A vármegye székhelye, Szeged kiemelkedő sportközpont, ahol több első osztályú csapat is működik. A legismertebb közülük a OTP Bank-Pick Szeged férfi kézilabdacsapata, amely a magyar bajnokság és a Bajnokok Ligája állandó szereplője, és az elmúlt években több bajnoki címet és kupagyőzelmet szerzett. A klub a város és a megye sportéletének meghatározó része, és komoly utánpótlás-nevelő munkát is végez.
A labdarúgás terén a Szeged-Csanád Grosics Akadémia képviseli a várost a hazai másodosztályban (NB II). Az egyesület nagy hangsúlyt fektet az utánpótlás fejlesztésére és a fiatal tehetségek nevelésére, a klub nevét a legendás magyar kapus, Grosics Gyula tiszteletére viseli.
Hódmezővásárhely és Makó városában is működnek labdarúgóklubok, amelyek a megyei vagy országos bajnokságokban vesznek részt. A Hódmezővásárhelyi FC és a Makó FC egyaránt fontos szerepet töltenek be a helyi sportéletben, és közösségi bázist is jelentenek a szurkolók számára.

### Egyéni sportágak és olimpikonok

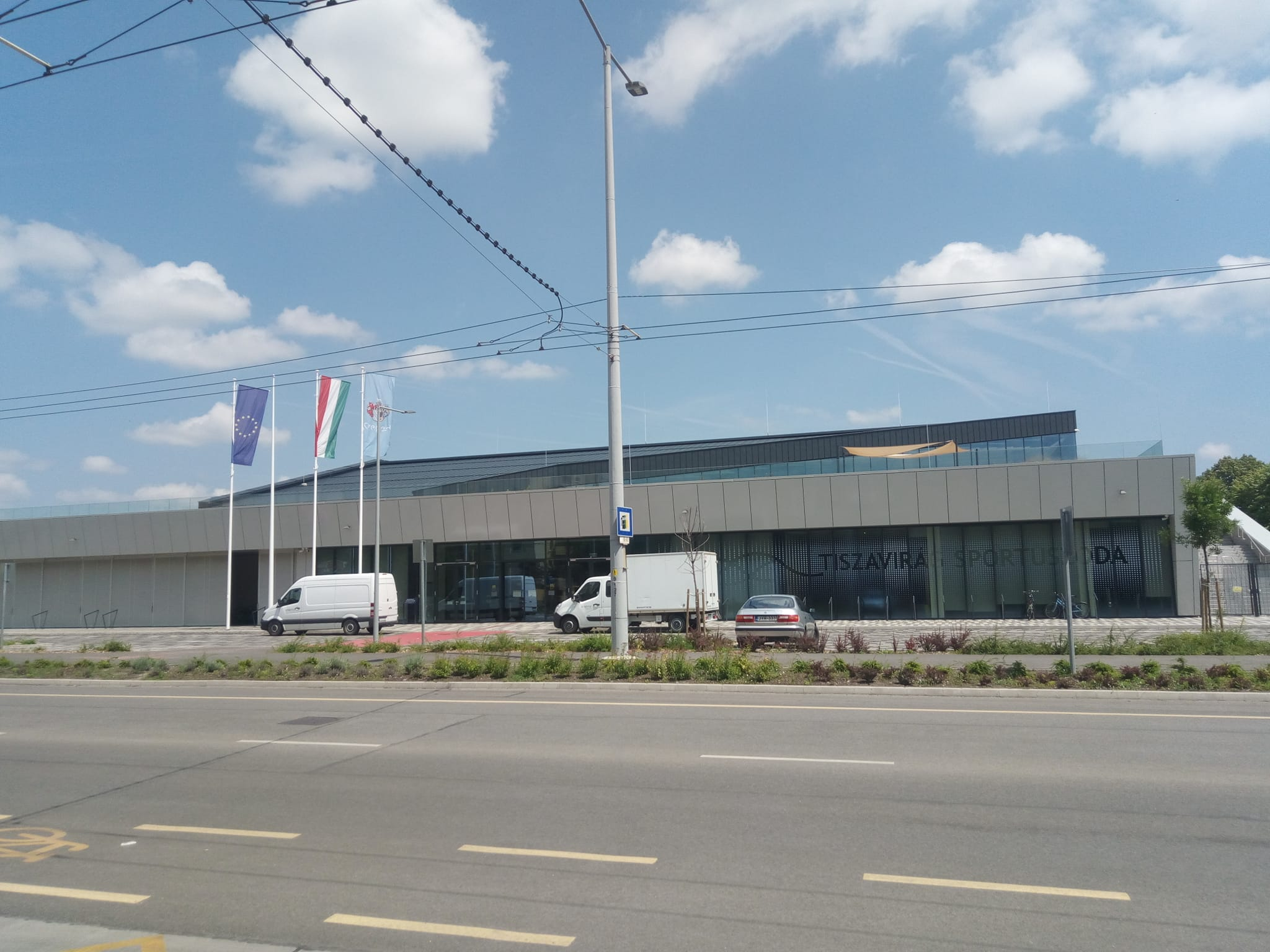
A Tiszavirág Sportuszoda Szegeden

A megye különösen erős a kajak-kenu sportágban. A Szegedi Vízitelepen működő klubok – például a Szegedi Kajak-Kenu Egyesület – több olimpiai és világbajnoki érmes sportolót neveltek ki. A Maty-éri olimpiai központ (Holt-Tisza) nemcsak hazai, hanem nemzetközi versenyeknek is otthont ad, kiváló körülményeket biztosítva a sportolóknak.
A úszás és vízilabda is jelentős szerepet tölt be a megye sportéletében. A szegedi Tiszavirág Sportuszoda korszerű létesítmény, ahol rendszeresen tartanak országos úszóversenyeket, és itt készülnek a Szegedi Úszó Egylet fiatal tehetségei is. A Szegedi Vízilabda Egylet utánpótláscsapatai szintén fontos szereplők a hazai vízilabdasportban.
A megye emellett erős atlétikai és tornasport-hagyományokkal is rendelkezik, számos klub és egyesület kínál lehetőséget a fiatalok számára a mozgás, fejlődés és versenyzés területén.

### Sportlétesítmények

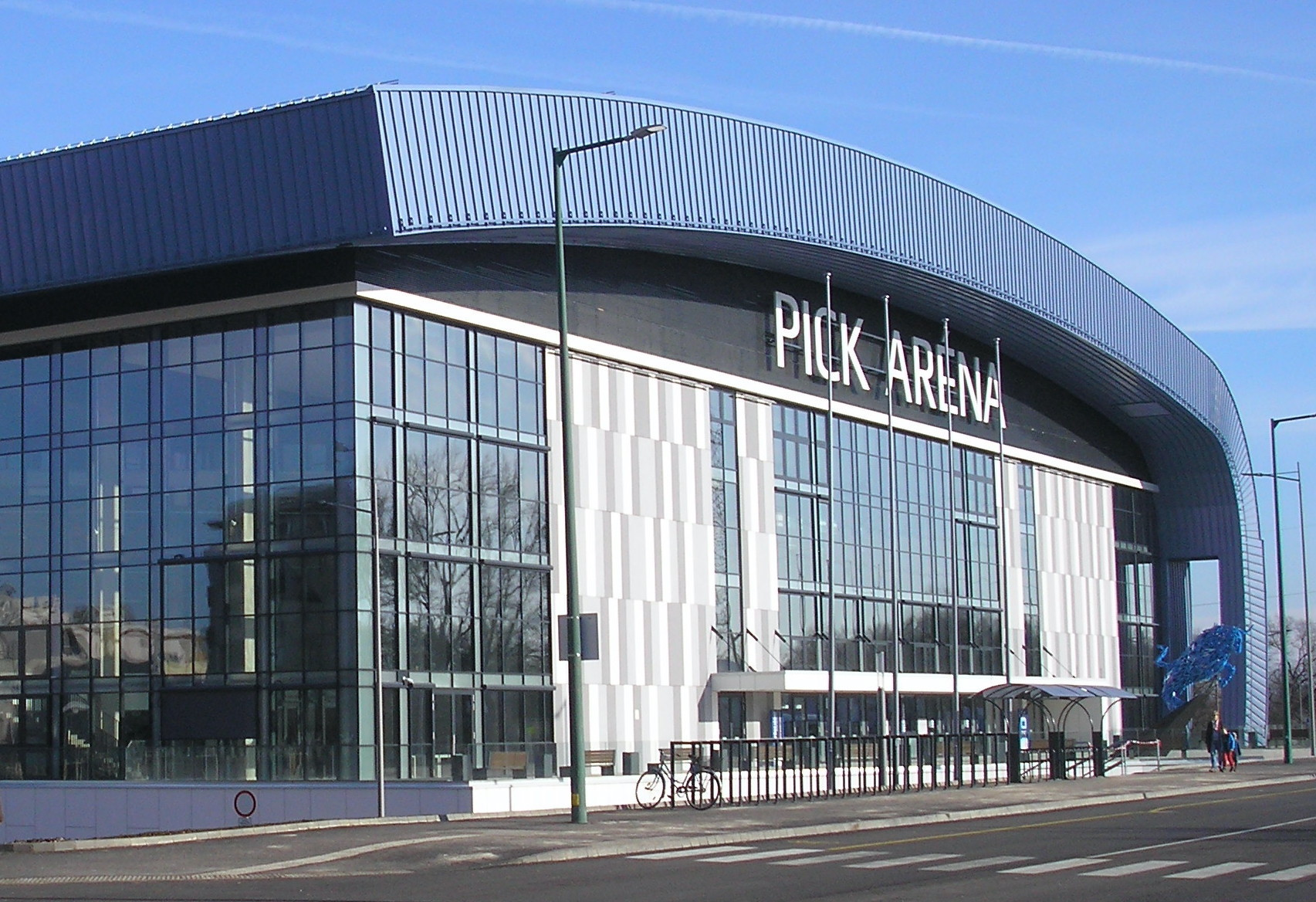
Pick Aréna

Szegeden a sportolás infrastruktúrája kiemelkedő. A Pick Aréna, amely 2021-ben nyílt meg, a OTP-Pick Szeged kézilabdacsapat modern otthona, egyben nemzetközi kézilabdaesemények helyszíne is. A Szent Gellért Fórum, amely a Szeged-Csanád Grosics Akadémia labdarúgócsapatának stadionja, multifunkcionális létesítmény, amely sport- és kulturális eseményeknek is otthont ad.
Hódmezővásárhelyen a Gyarmati Dezső Sportuszoda szolgálja ki a vízisportokat, míg Makón, Szentesen és Mórahalmon modern sportcsarnokok, focipályák és uszodák várják a sportolni vágyókat.

### Szabadidősport és tömegsport
A megye lakossága aktív a szabadidősportok terén is. A Tisza-parti kerékpárutak, futópályák, fitneszparkok és természetközeli túraútvonalak mind hozzájárulnak ahhoz, hogy a sport a mindennapok részévé váljon. Számos futóverseny, kerékpártúra, tömegsport-rendezvény és amatőr bajnokság biztosítja a mozgás lehetőségét minden korosztály számára.

## Infrastruktúra és közlekedés

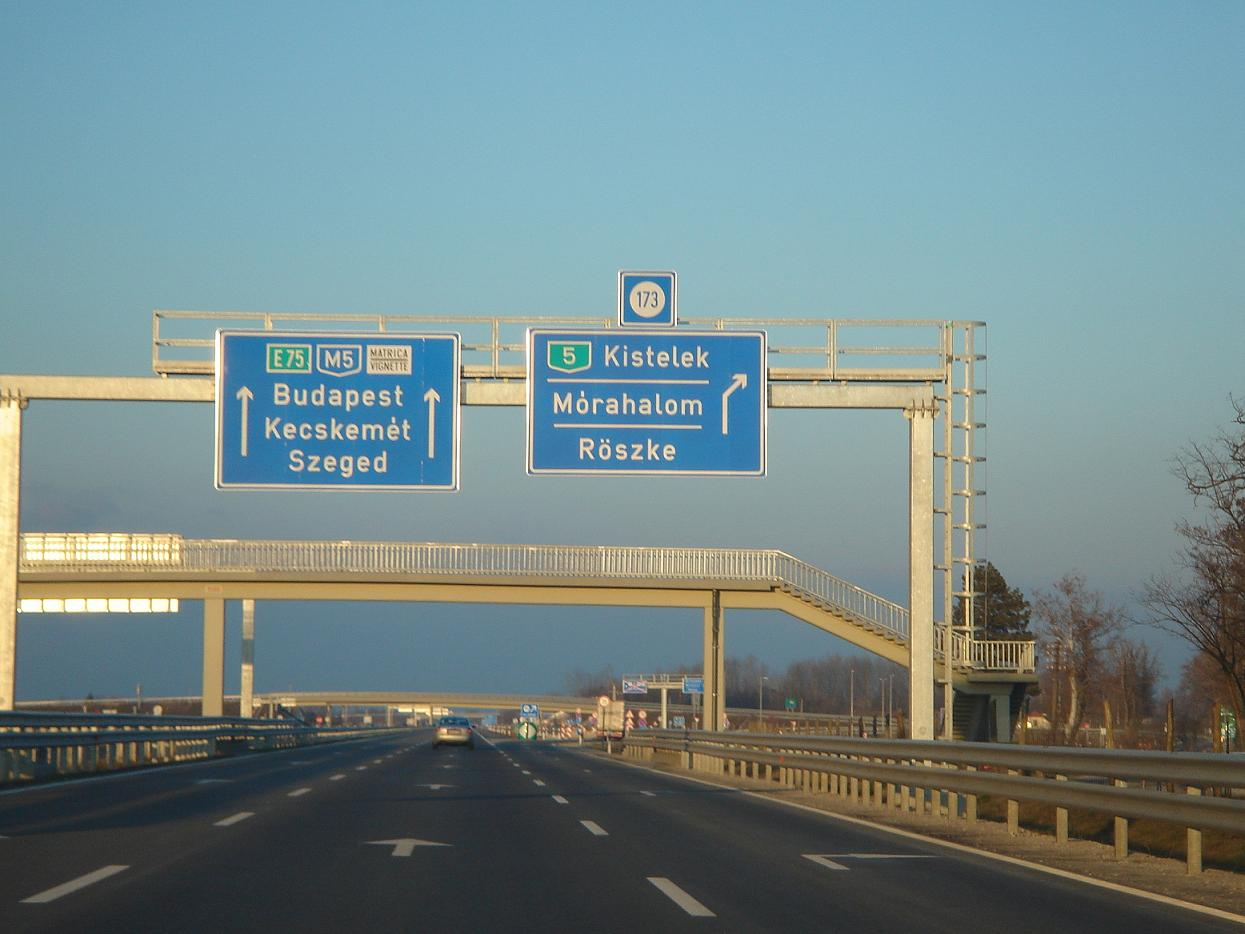
M5-ös autósztráda Röszke mellett

A vármegye földrajzi helyzete miatt jelentős a nemzetközi átmenőforgalom. A két legnagyobb forgalmú határátkelőhelye Röszke (Szerbia felé) és Csanádpalota, illetve Nagylak (Románia felé).

### Autópályák
A megye autópályás közlekedését elsősorban az M5-ös autópálya határozza meg, ami Budapest felől érkezve egészen Röszkéig tart, ott lépi át a határt Szerbia felé. Ez az egyik legfontosabb tranzitútvonal, szóval nem csak a helyiek, de a nemzetközi forgalom is szépen megpörög rajta. Az M5-ösből ágazik ki az M43-as autópálya, ami Szeged és Makó irányába halad, majd továbbvezet egészen az új nagylaki, vagyis a csanádpalotai határátkelőhöz. Ez utóbbi azért lett fontos, mert ezzel egy újabb kapu nyílt Románia felé, így a megyén áthaladó nemzetközi forgalom is megoszlik, nem csak Röszkénél dübörögnek át a kamionok.
| Út | Európai út | Érintett települések, nagyobb kereszteződések                                                    | Hossz     | Hossz     | Hossz | Hossz     | Térkép |
| Út | Európai út | Érintett települések, nagyobb kereszteződések                                                    | Teljes    | Elkészült | Épül  | Tervezett | Térkép |
| -- | ---------- | ------------------------------------------------------------------------------------------------ | --------- | --------- | ----- | --------- | ------ |
|    |            | Budapest – Gyál (M0) – Kecskemét (M8) – Szeged (M43) – Röszke / Szerbia                          | 160 km    | 160 km    | —     | —         |        |
|    |            | Szeged (M5) – Makó – Csanádpalota / Románia                                                      | 57 km     | 57 km     | —     | —         |        |
|    |            | Hollád (M7 / M76) – Kaposvár – Szigetvár (M60), majd Bóly (M6 / M60) – Tompa – Szeged (M5 / M43) | 90+131 km | 0 km      | 0 km  | 90+131 km |        |

### Főútak
A megye úthálózata az autópályákon túl is elég ütős. Az elsőrendű főutak közül az 5-ös főút viszi a prímet, ami párhuzamosan fut az M5-össel, Budapesttől Szegeden át egészen Röszkéig húzódik.
Ehhez csatlakozik a 43-as főút is, ami Szegedről indul, és Nagylakig visz, tehát ez is egy kulcsfontosságú vonal a határ irányába. A másodrendű főutak közül a legnagyobb szerepet a 47-es főút játssza, ami Szeged és Debrecen között húzódik – Szeged és Hódmezővásárhely között szinte végig négysávos, kivéve az algyői Tisza hidat, ahol még szűkebbre kell húzni a kormányt. Emellett ott van még a 45-ös főút, ami Hódmezővásárhelyt köti össze Szentesen át Kunszentmártonnal, illetve az 55-ös, ami Szegedről indul és Baján keresztül egészen Bátaszékig vezet. A harmadrendűek közül a 451-es főút köti össze Szentest Csongráddal, majd továbbmegy Kiskunfélegyháza felé, míg a 431-es Kiszombor és az országhatár között teremt kapcsolatot.
| Út | Érintett települések                                                   | Hossz   | Térkép |
| -- | ---------------------------------------------------------------------- | ------- | ------ |
|    | Kistelek – Balástya – Szeged                                           | 185 km  |        |
|    | Nagylak – Magyarcsanád – Apátfalva – Makó – Kiszombor – Deszk – Szeged | 52,1 km |        |
|    | Szentes – Hódmezővásárhely                                             | 53 km   | –      |
|    | Székkutas – Hódmezővásárhely – Algyő – Szeged                          | 215 km  |        |
|    | Mórahalom – Domaszék – Szeged                                          | 122 km  | –      |
|    | Makó                                                                   | 7,6 km  | –      |
|    | Kiszombor                                                              | 5,7 km  | –      |
|    | Nagymágocs – Derekegyház – Szentes – Csongrád                          | 70,1 km | –      |
|    | Szeged                                                                 | 6 km    | –      |

### Vasút
A vármegye összes vasúthálózatának hossza 305,16 km. Ebből hézagnélküli összehegesztett vágány 37,36%; 21 tonna tengelyterhelésre alkalmas vágány 52,70%; 100 km/h sebességre alkalmas vágány 13,71%; 80 km/h sebességre alkalmas vágány 33,72%; 60 km/h-nál kisebb maximális sebességre alkalmas vágány    52,57%.

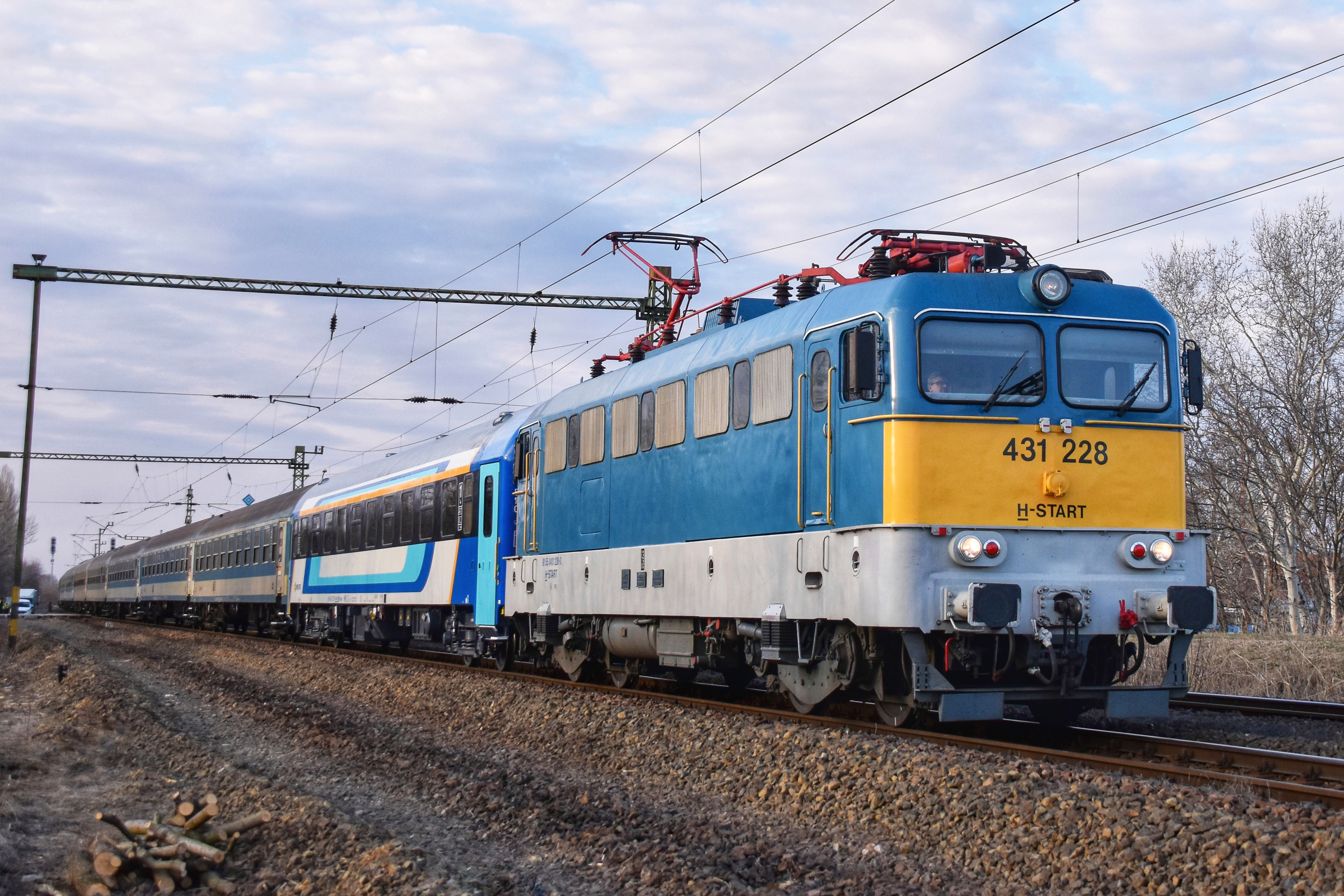
InterCity érkezik Szegedre

A vármegye egyetlen villamosított vasútvonala a 140-es számú (Budapest)–Cegléd–Szeged-vasútvonal. A vonalon 2006-ban ütemes menetrendet vezetett be a MÁV, aminek során óránként közlekednek kombinált vonatok InterCity és gyorsvonati kocsikkal Budapest és Szeged között. Jelentős forgalmat bonyolít le a 135-ös számú Szeged–Kötegyán-vasútvonal is, ahol a 2007/2008-as menetrendváltás óta járnak ütemes menetrend szerint a vonatok. Jelentős vasútvonal még az észak-dél irányú 130-as.
Tiszatenyő–Hódmezővásárhely–Makó-vasútvonal. Szolnok-Szentes közötti szakaszán napi 1 pár közvetlen sebesvonat is közlekedik Budapest felé, viszont Hódmezővásárhely és Makó között a vasúti személyszállítás 2009 decemberében megszűnt. A vármegye északi részén fut a kelet-nyugat irányú Kiskunfélegyháza–Szentes–Orosháza-vasútvonal. A vármegye egyetlen nemzetközi kapcsolatot biztosító vasútvonala a Szeged-Röszke-Szabadka vonal volt, amely nemzetközi kishatárforgalmat bonyolított le a 2015-ben történt bezárásáig.

Különleges a 121-es Kétegyháza–Újszeged-vasútvonal helyzete: a szegedi vasúti Tisza-híd az 1944-es felrobbantása óta nem épült újjá, így a vonatok Újszeged állomásig járnak, a továbbutazóknak gyalog vagy tömegközlekedéssel kell eljutniuk a szegedi nagyállomásra. A vármegye szélét érinti a Orosháza-Mezőhegyes vasútvonal is Pitvaros, Ambrózfalva és Nagyér községeknél.
A trianoni békeszerződéssel több fontos vasúti kapcsolatát is elvesztette Szeged: A legjelentősebb a Szeged–Temesvár vasúti fővonal volt, de Újszentiván–Gyála–Törökkanizsa felé sincs már vasút. Az egyetlen vonal, ami átlépi a határt az Alföld–Fiumei Vasút részeként épült, egykor a békéscsabai vonal folytatását jelentő Szeged–Röszke–Horgos–Szabadka-vasútvonal. Egykor Zentára is indultak Szegedről vonatok a Horgos–Zenta-vasútvonalon keresztül. A megye vasúthálózatának Apátfalva-Nagyszentmiklós felé volt kapcsolata Araddal és Temesvárral is. Megszűnt nagyvasúti vonal az 1972-ben bezárt Fábiánsebestyén–Árpádhalom-vasútvonal. A vármegyében több kisvasút működött. Nagy részük gazdasági célú volt, legismertebb és legjelentősebb a személyforgalmat is ellátó Szegedi Kisvasút volt.

### Légi közlekedés
A vármegye légi közlekedését alapvetően az határozza meg, hogy a térségben nem található menetrendszerinti járatokat kiszolgáló, nemzetközi vagy regionális repülőtér. Területén ugyanakkor több kisebb, sportcélú vagy mezőgazdasági repülőtér is működik, például Szatymaz, Hódmezővásárhely vagy Pusztaszer környékén. Ezek a repterek leginkább vitorlázó- és motoros kisgépes repülésre, valamint pilótaképzésre, mezőgazdasági permetezésre vagy hobbicélú repülésekre alkalmasak, és nem nyitottak a kereskedelmi utasforgalom előtt. A helyi repülőklubok és sportegyesületek aktív életet élnek, így a repülés iránt érdeklődők számára biztosítottak az alapvető feltételek.
A megye légtere időről időre katonai kiképzési célokra is használt, különösen Szentes és térsége felett. A Magyar Honvédség vadászrepülői – mint például a Gripenek – gyakorló repüléseket hajtanak végre, ami jelentős hanghatással járhat, és ezt a lakosság számára előre is szokták jelezni. Ez a típusú légi forgalom azonban nem rendszeres, hanem időszakos jellegű, és nem jár le- vagy felszállással a megye területén.

### Hidak
Csongrád-Csanád vármegye nagyobb folyóin 9 állandó híd található, ebből 7 a Tiszán, és 2 a Maroson.
- Vasúti híd (147-es vonal)
- Közúti híd (451-es főút)
- Algyői vasúti híd (135-ös vonal)
- Algyői közúti híd (47-es főút)
- Szeged, Móra Ferenc híd (M43-as autópálya)
- Szeged, Bertalan híd
- Szeged, Belvárosi híd
- Makó, Közúti híd (43-as főút)
- Makó, Vasúti híd (121-es vonal)

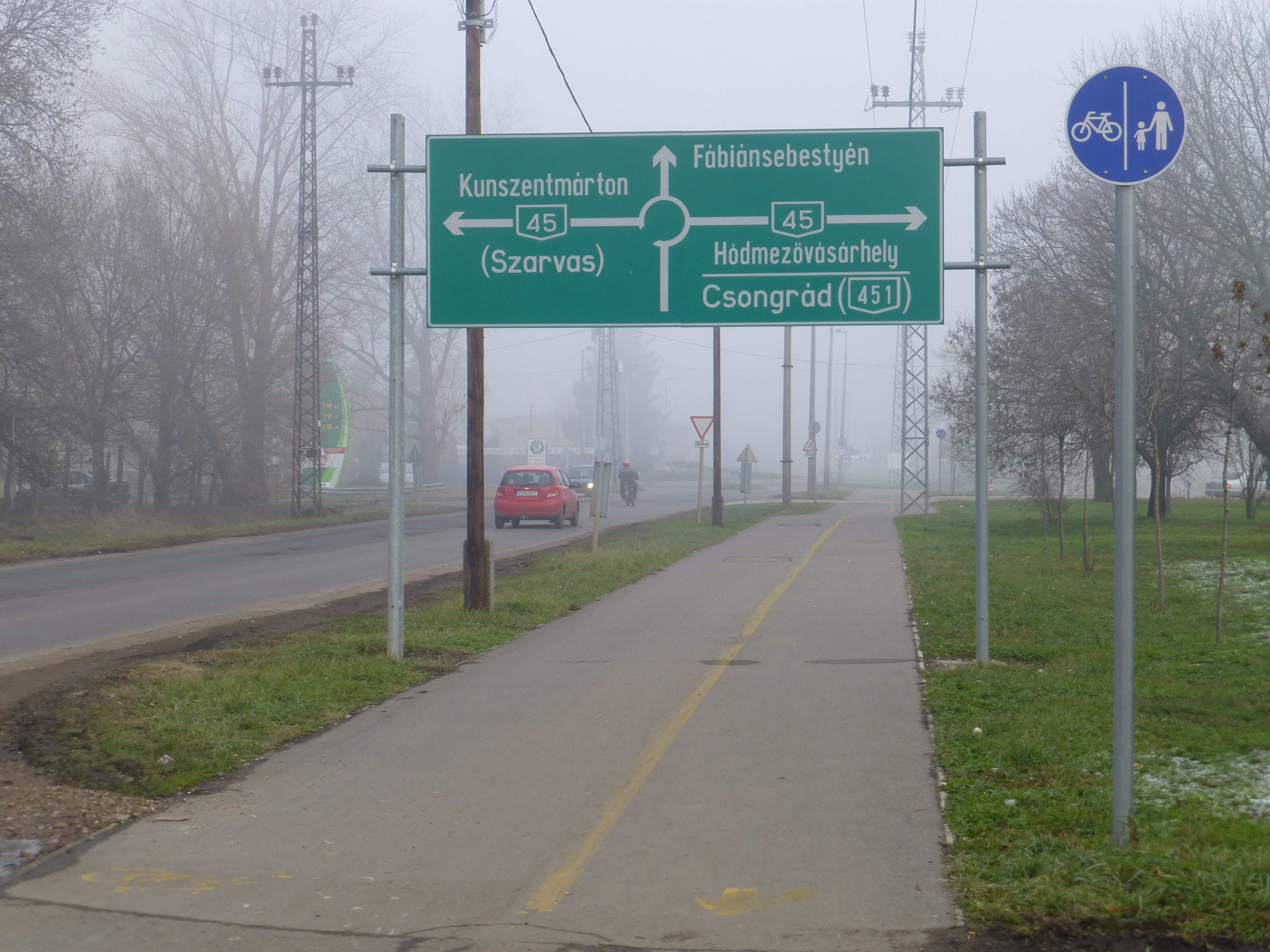
45-ös főút Szentesnél

2010 augusztusára felépült egy új híd a Tiszán az M43-as autópálya részeként. Távoli terv a szegedi vasúti Tisza-híd újjáépítése.
A második világháború idején a Szegedi vasúti híd kiemelt hadászati jelentőséget nyert. Ezen a vonalon szállították a német csapatok utánpótlását a balkáni frontok irányába, illetve a román olajat a Harmadik Birodalom felé. A híd jelentőségével tisztában volt az angolszász hadvezetés is, ezért 1944 nyarán elrendelték megsemmisítését. A bombázók első, júliusi akciója még nem okozott jelentős károkat. 1944. augusztus 24-én Liberátorok több hullámban intéztek bombatámadást az átkelőhely ellen és tönkretették a felvezető viaduktot. A harmadik, szeptember 3-i támadás során a hídszerkezet 8 közvetlen találatot kapott, a szegedi parthoz legközelebbi pillér kimozdult a helyéből és a folyó irányában bedőlt. A gyorsan közeledő Vörös Hadsereg elől hátráló németek 1944. október 9-én a híd megmaradt nyílásait is felrobbantották. A háborút követő zűrzavarban egy sebtében fából ácsolt szerkezetet építettek a romos pillérek mellé, amelyen már 1944. november 12-én elindulhatott a forgalom. A fahíd azonban csak 2 évig szolgált. 1946-ban a jeges árvíz annyira tönkretette a szerkezetet, hogy a vasúti forgalmat be kellett szüntetni. Az utolsó vonat 1946. december 6-án kelt át Szegednél a Tiszán. 1947. január 1-jétől a közúti forgalmat is megszüntették. A Magyarcsanádot Nagycsanáddal összekötő, Maroson átívelő híd tervei jelenleg már kész vannak, de egyelőre pénzügyi forrást nem kapott a projekt, és nem szerepel egyetlen infrastrukturális tervben sem. Ez a híd is a második világháborúban semmisült meg, de pillérei ma is állnak. Eredetileg a Hódmezővásárhely-Makó-Nagyszentmiklós vasútvonal hídja volt. A Magyarcsanádi közúti híd is megsemmisült, már mindkét hídnak csak a pillérei látszanak. A tiszai átkelést egy időszakos pontonhíd is segíti Csongrád és Csépa között, valamint két komp üzemel: Mindszentnél és Tápénál. Egykor komp működött a Hármas-Körösön is Szentes zalotai határrésze és Szelevény között.

### Határátkelők

#### Magyar-szerb határátkelők
- Röszke – Horgos
- Tiszasziget – Gyála
- Kübekháza – Rábé

#### Magyar-román határátkelők
- Kiszombor – Csanád
- Nagylak – Nagylak

## Híres szülöttei
- Dugonics András (Szeged, 1740. október 18. – Szeged, 1818. július 25.) piarista szerzetes, író, egyetemi tanár, az első magyar regény írója, a magyar matematikai nyelv megalkotója
- Rózsa Sándor (röszkei–szegedi tanyavilág, 1813. július 16. – Szamosújvár, 1878. november 22.) az egyik leghírhedtebb és legkegyetlenebb magyar bűnöző, rablógyilkos, korabeli megfogalmazás szerint betyár
- Dobsa Lajos (Makó, 1824. október 6. – Kosgyán, 1902. július 8.) színész, drámaíró, politikus, publicista
- Csemegi Károly (Csongrád, 1826. május 3. – Budapest, 1899. március 18.) magyar jogász, kúriai tanácselnök, a magyar büntetőjog-tudomány legkiemelkedőbb alakja, a Csemegi-kódex névadója
- Hajnal Antal (Makó, 1838. szeptember 1. – Fiume, 1907. január 17.) magyar mérnök, a fiumei kikötő tervezője, a Nemzetközi Vöröskereszt aktivistája
- Pulitzer József, eredeti neve Politzer; világszerte ismertebb nevén Joseph Pulitzer (Makó, 1847. április 10. – Dél-Karolina, Charleston 1911. október 29.) magyar születésű amerikai újságíró, lapkiadó
- Csonka János (Szeged, 1852. január 22. – Budapest, 1939. október 27.) magyar feltaláló, tiszteletbeli gépészmérnök, a magyar motor- és gépjárműgyártás úttörője
- Galamb József (Makó, 1881. február 3. – Detroit, 1955. december 4.) magyar mérnök, konstruktőr, a Ford Motor Company tervezője, a Ford T-modell egyik megalkotója
- Juhász Gyula (Szeged, 1883. április 4. – Szeged, 1937. április 6.) magyar költő. A 20. század első felében Magyarország egyik legelismertebb költője
- Bálint Nagy István (Makó, 1893. január 1. – Szeged, 1931. december 2.) magyar fül-orr-gégész, orvostörténész, a szegedi egyetem magántanára
- Tóth Endre (Makó, 1913. május 15. – Burbank, Kalifornia, 2002. október 27.) magyar filmrendező, forgatókönyvíró, filmproducer. A film noir és a western műfaj megújítója, valamint az első háromdimenziós horrorfilm (Panoptikum – A viaszbabák háza, eredeti címén House of Wax, 1953) rendezője
- Antal Imre (Hódmezővásárhely, 1935. július 31. – Budapest, 2008. április 15.) Erkel Ferenc-díjas magyar zongoraművész, televíziós személyiség, színész, humorista, érdemes művész, a Magyar Televízió örökös tagja
- Hatvani László (Csongrád, 1943. január 29. –) Széchenyi-díjas magyar matematikus, egyetemi tanár, a Magyar Tudományos Akadémia rendes tagja
- Sarusi Kis János (Csongrád, 1960. június 29. –) négyszeres világbajnok magyar kenus
- Bajnai Gordon (Szeged, 1968. március 5. –) magyar közgazdász, üzletember, volt politikus. 2007 és 2008 között önkormányzati és területfejlesztési, majd 2009-ig nemzeti fejlesztési és gazdasági miniszter a második Gyurcsány-kormányban
- L. Dézsi Zoltán (Szeged, 1970. április 8. –) televíziós szerkesztő, riporter
- Márki-Zay Péter (Hódmezővásárhely, 1972. május 9. –) magyar politikus, közgazdász, történész, marketingszakember és villamosmérnök
- Lázár János (Hódmezővásárhely, 1975. február 19. –) magyar politikus, jogász, a harmadik Orbán-kormány Miniszterelnökséget vezető minisztere és az ötödik Orbán-kormány építési és beruházási minisztere, majd építési és közlekedési minisztere
- Novák Katalin (Szeged, 1977. szeptember 6. –) magyar politikus, jogász, közgazdász, Magyarország egykori köztársasági elnöke
- Kasza Tibor (Szeged, 1978. február 23. –) magyar énekes, zeneszerző, producer, műsorvezető. A Crystal egykori frontembere
- Toroczkai László (Szeged, 1978. március 10. –) magyar politikus, pártelnök, országgyűlési képviselő, újságíró, lapszerkesztő
- Ördög Nóra (Szeged, 1981. szeptember 8. –) Junior Prima díjas magyar televíziós műsorvezető, szerkesztő, újságíró
- Péter Szabó Szilvia (Szeged, 1982. szeptember 9. –) magyar énekesnő, NOX együttes énekesnője
- Dúró Dóra (Szentes, 1987. március 5. –) magyar politológus, nemzeti radikális politikus
- Barát Enikő (Makó, 1988. január 5. –) magyar táncművész, táncpedagógus, B. E. Belle álnéven publikáló, Az Év Könyve díjas magyar írónő

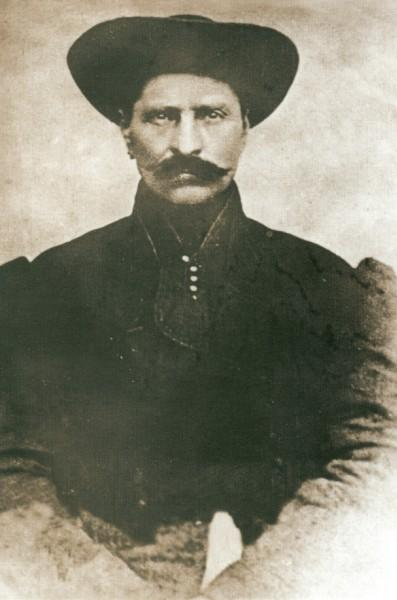
Rózsa Sándor
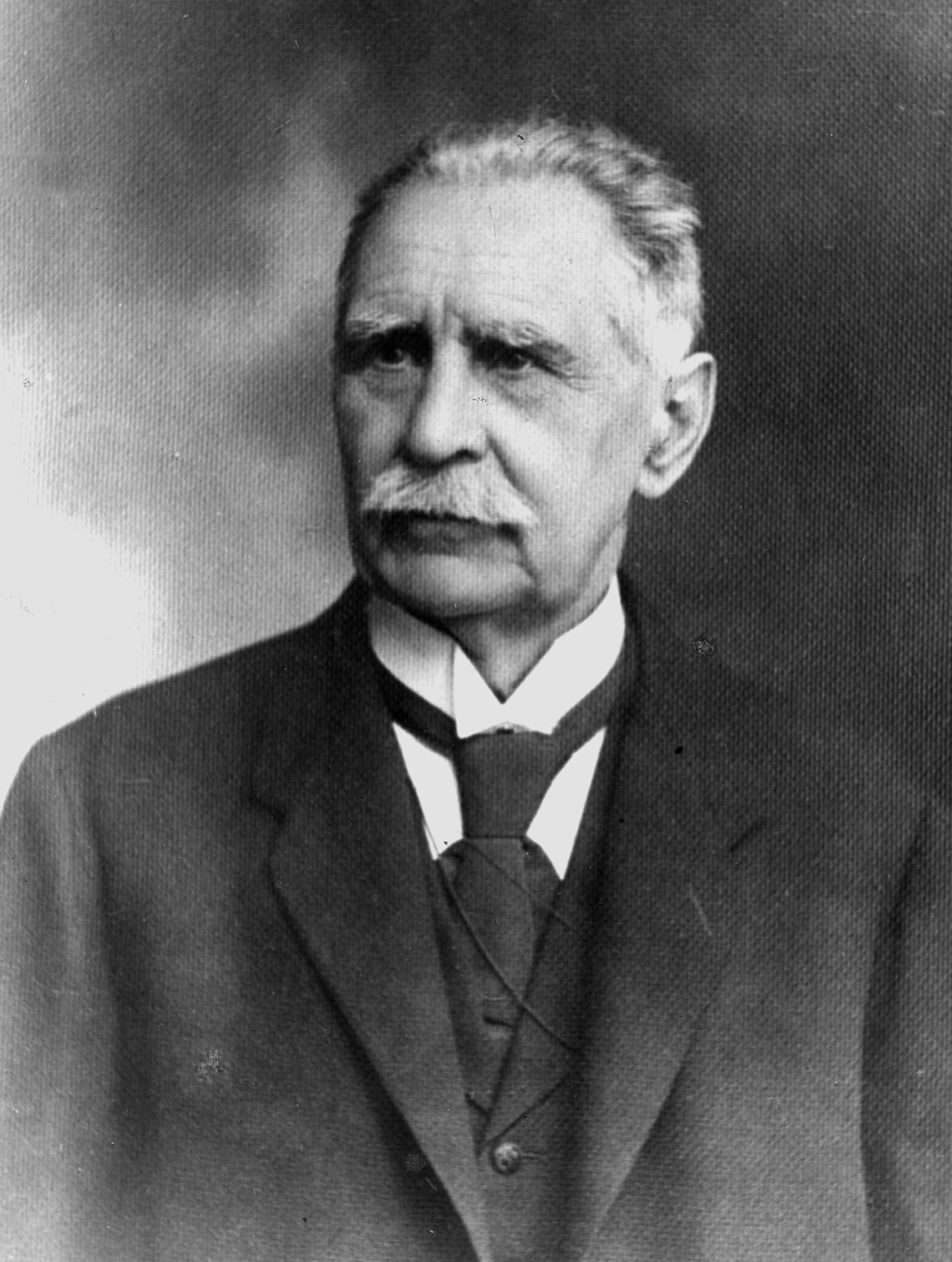
Csonka János
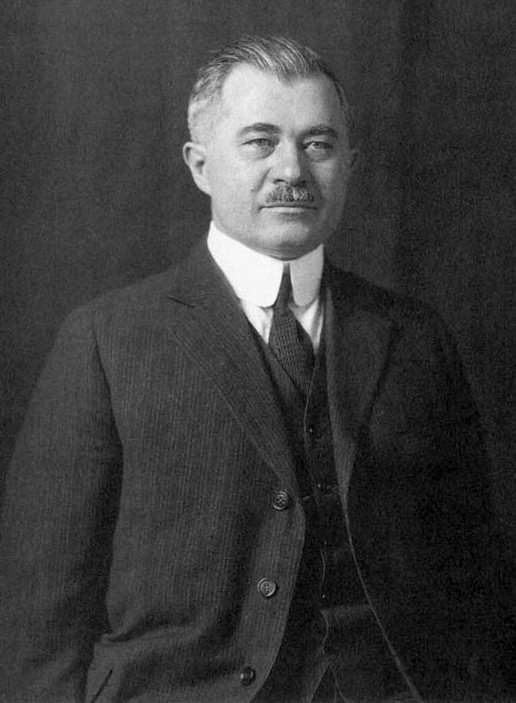
Galamb József
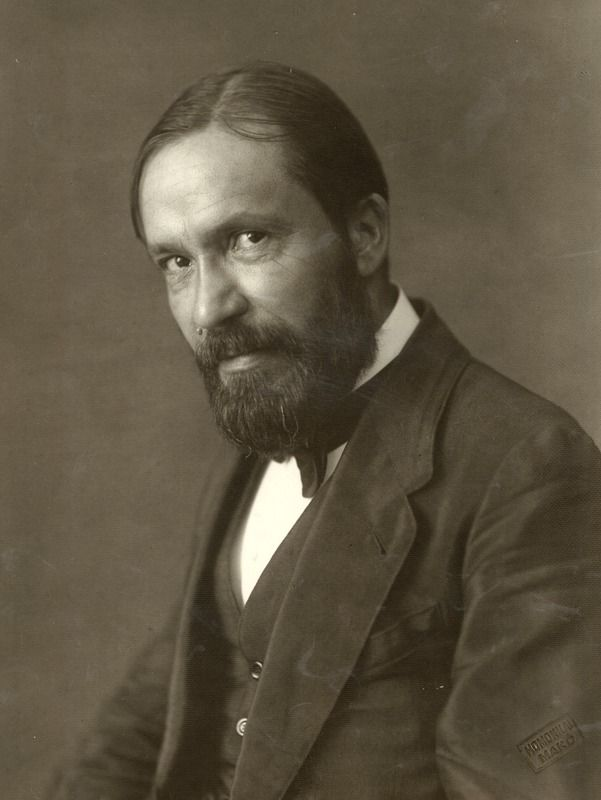
Juhász Gyula
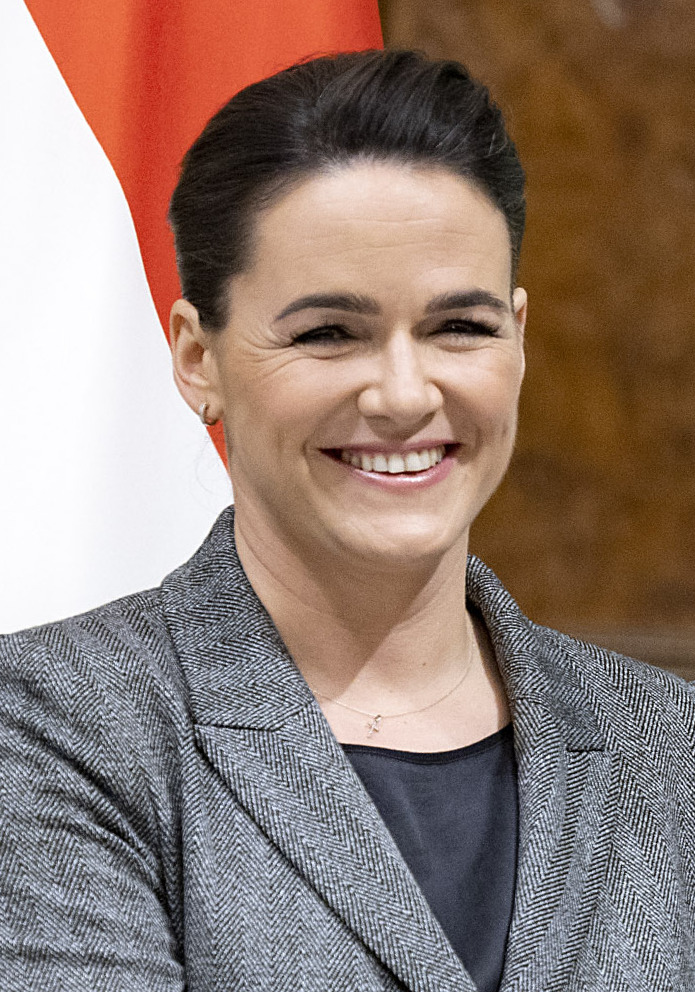
Novák Katalin

## Kultúra
Szeged Magyarország egyik legjelentősebb kulturális, közoktatási és tudományos központja. A Szegedi Tudományegyetem mellett országos jelentőségű tudományos kutatóhelyek találhatóak itt.
Múzeumok és kiállítóhelyek
A vármegye híres múzeumai és kiállítóhelyei között megemlítendő a szegedi Móra Ferenc Múzeum, a hódmezővásárhelyi Tornyai János Múzeum, Alföldi Galéria és az Emlékpont, a 2005-ben az Év Múzeumának választott makói József Attila Múzeum, valamint a szentesi Koszta József Múzeum.
Lásd még:
- Csongrád-Csanád vármegyei múzeumok listája
- Csongrád-Csanád vármegyei fesztiválok és rendezvények listája

### Turizmus
Csongrád-Csanád turisztikai kínálata elsősorban természeti, történelmi és fürdőkultúrához kötődő értékeken alapul. A megye síkvidéki jellegéből adódóan jelentős a vízparti és vízi turizmus: a Tisza és a Maros folyók mentén horgászat, kajakozás, kenutúrák és kerékpáros túraútvonalak biztosítanak lehetőséget a szabadidő aktív eltöltésére. A Tisza menti ártéri erdők természetvédelmi és ökoturisztikai szempontból is fontosak, különösen a tiszavirágzás időszakában.
A térség több kiemelt történelmi emlékhellyel is rendelkezik. Az Ópusztaszeri Nemzeti Történeti Emlékpark a magyar honfoglalás emlékhelye, benne a Feszty-körképpel és számos szabadtéri néprajzi bemutatóval. A megye területén számos középkori eredetű építmény – például monostorromok, templomok és kastélyok – található, mint például az óföldeáki erődtemplom, a csongrádi monostorrom.
A fürdőturisztika jelentős szerepet játszik a megye gazdaságában. Számos település rendelkezik termál- vagy gyógyfürdővel, például Szeged, Makó, Mórahalom, Szentes, Csongrád, Kistelek és Algyő. A gyógyvizek különböző ásványianyag-összetétele miatt eltérő terápiás hatásokkal bírnak, melyeket reumatológiai, mozgásszervi és bőrgyógyászati kezelésekre használnak. Makón található a Makovecz Imre által tervezett Hagymatikum fürdő, amely a megye egyik építészeti és turisztikai látványossága.
Szeged városa a megye kulturális központja és ékköve, ahol a szecessziós belváros, a Dóm tér, valamint a múzeumok és színházak jelentős szerepet játszanak a városi turizmusban. A város emellett fesztiváljairól is ismert, mint például a Szegedi Szabadtéri Játékok. A kisebb városok és falvak is rendelkeznek turisztikai látványosságokkal: például a bivalyrezervátumok, tájházak, skanzenek és tanösvények jellemzőek a vidéki térségekre. A családi kikapcsolódást szolgálja például a csongrádi Csillagösvény Élménypark, amely interaktív, szabadidős és ismeretterjesztő elemeket ötvöz.
A megye épített öröksége szintén jelentős: egyes templomok és történelmi épületek – köztük román, gótikus és barokk stílusúak – országos védelem alatt állnak. A műemlékek közé tartoznak többek között középkori templomromok, 18–19. századi polgárházak és kúriák is. A megye településeinek kulturális intézményei – múzeumok, könyvtárak és művelődési házak – aktív szerepet vállalnak az örökségvédelemben és a helyi identitás megőrzésében.
Lásd:
- Csongrád-Csanád vármegye turisztikai látnivalóinak listája
- Dél-Alföld turisztikai régió
- Csongrád-Csanád vármegyei fesztiválok és rendezvények listája

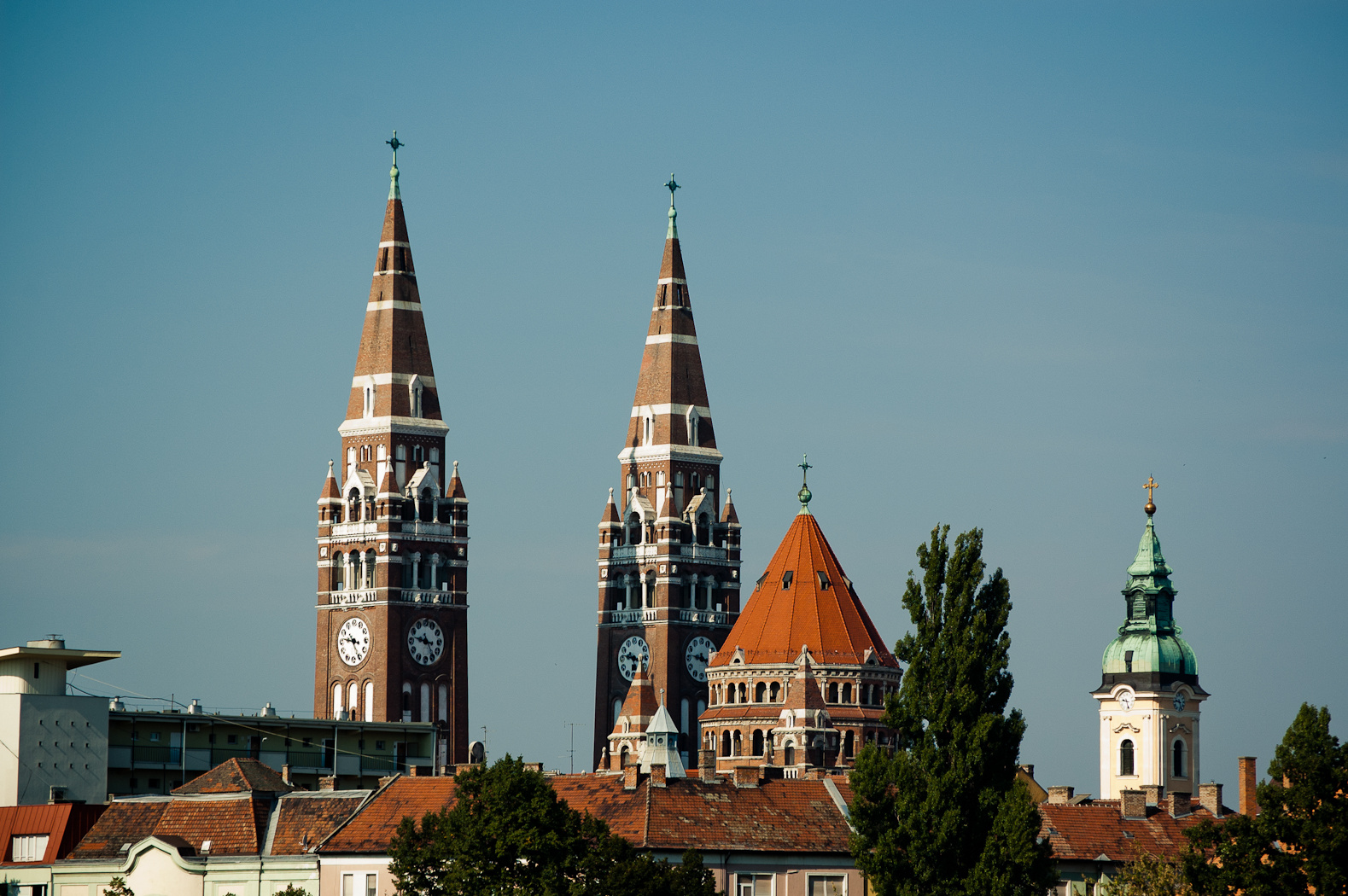
Szeged, a vármegyeszékhely
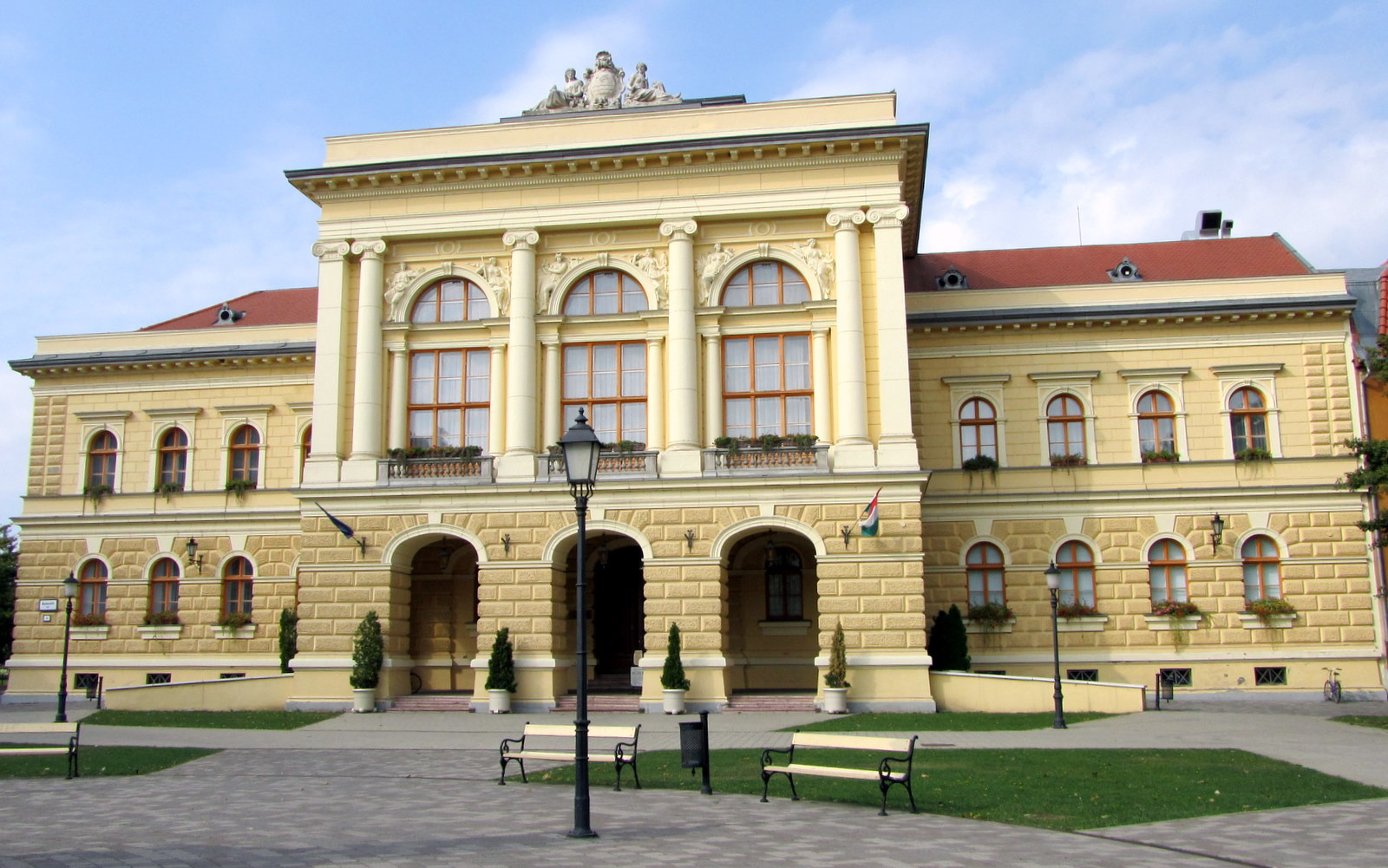
A vármegyeháza Szentesen
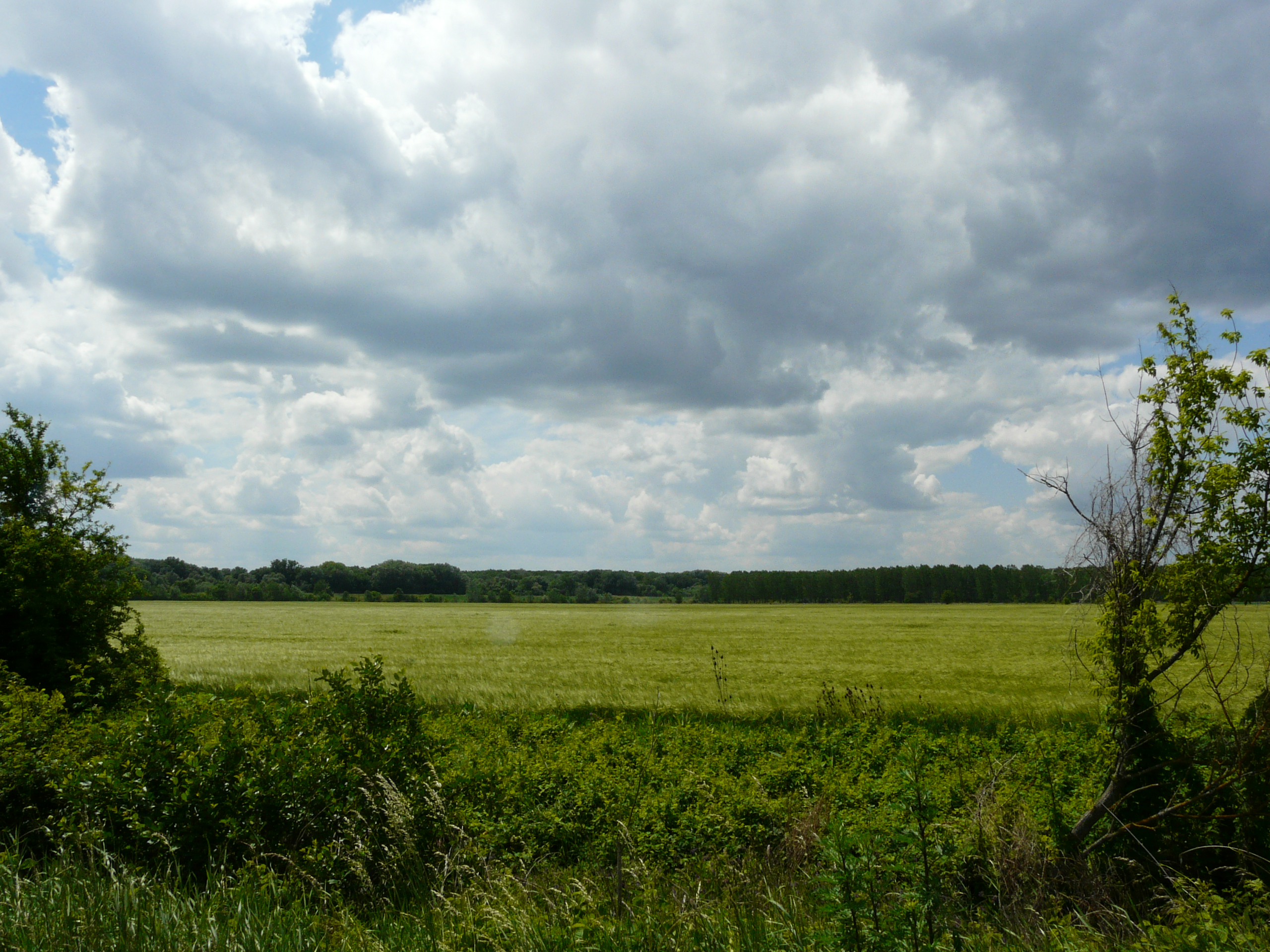
A Tápairét
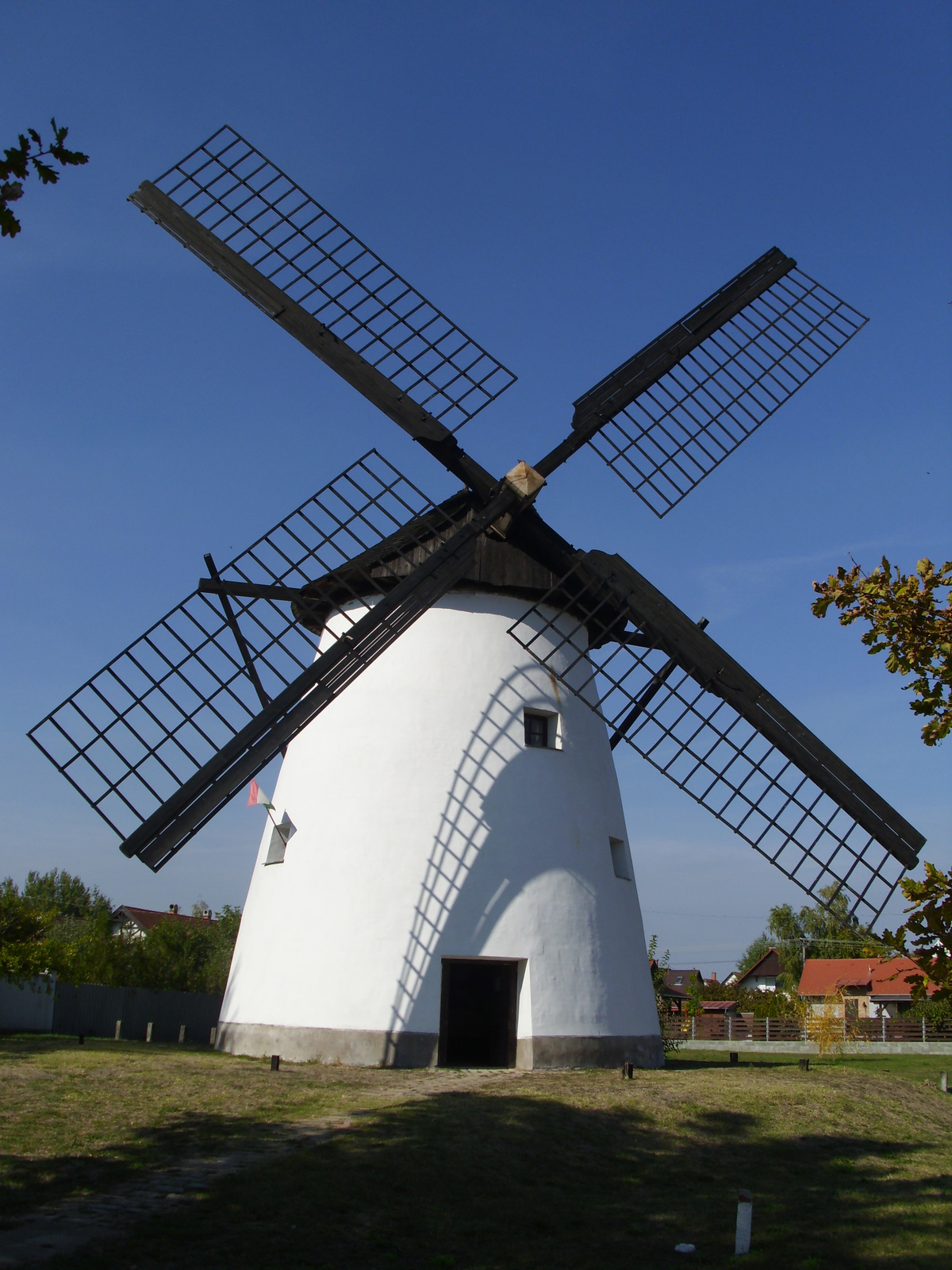
Szélmalom, nem messze Szegedtől
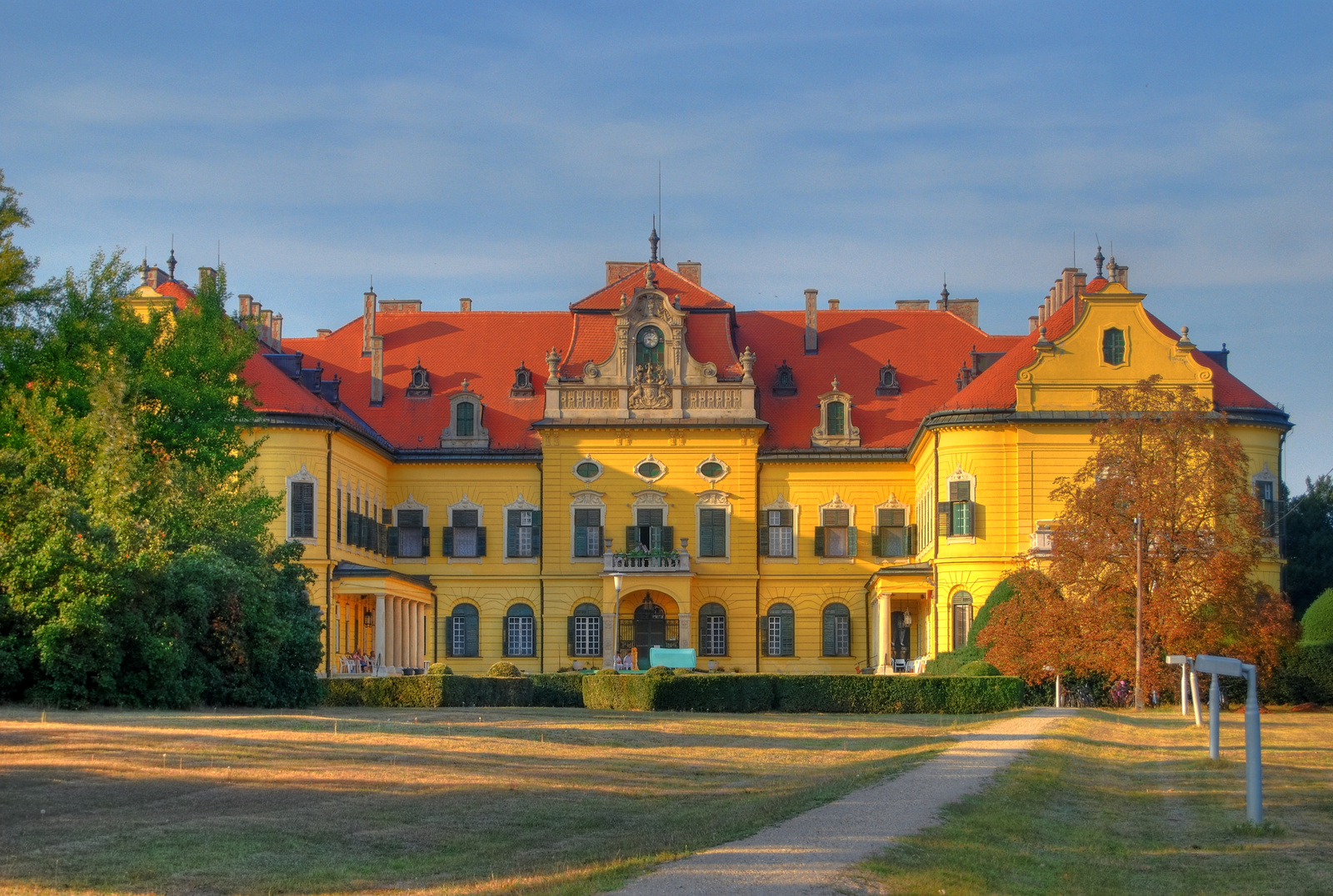
Károlyi-kastély Nagymágocson
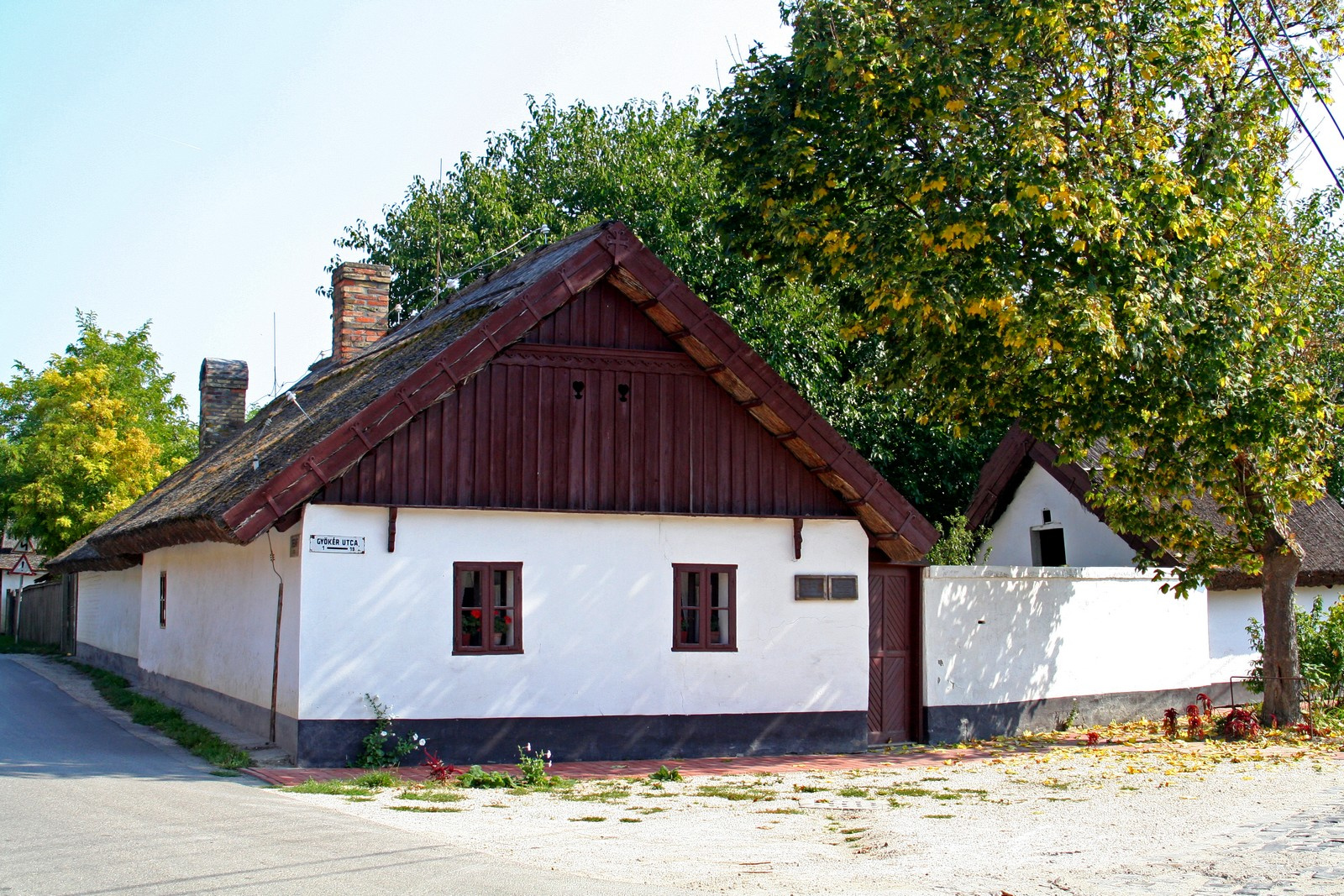
Hagyományos parasztház Csongrádon
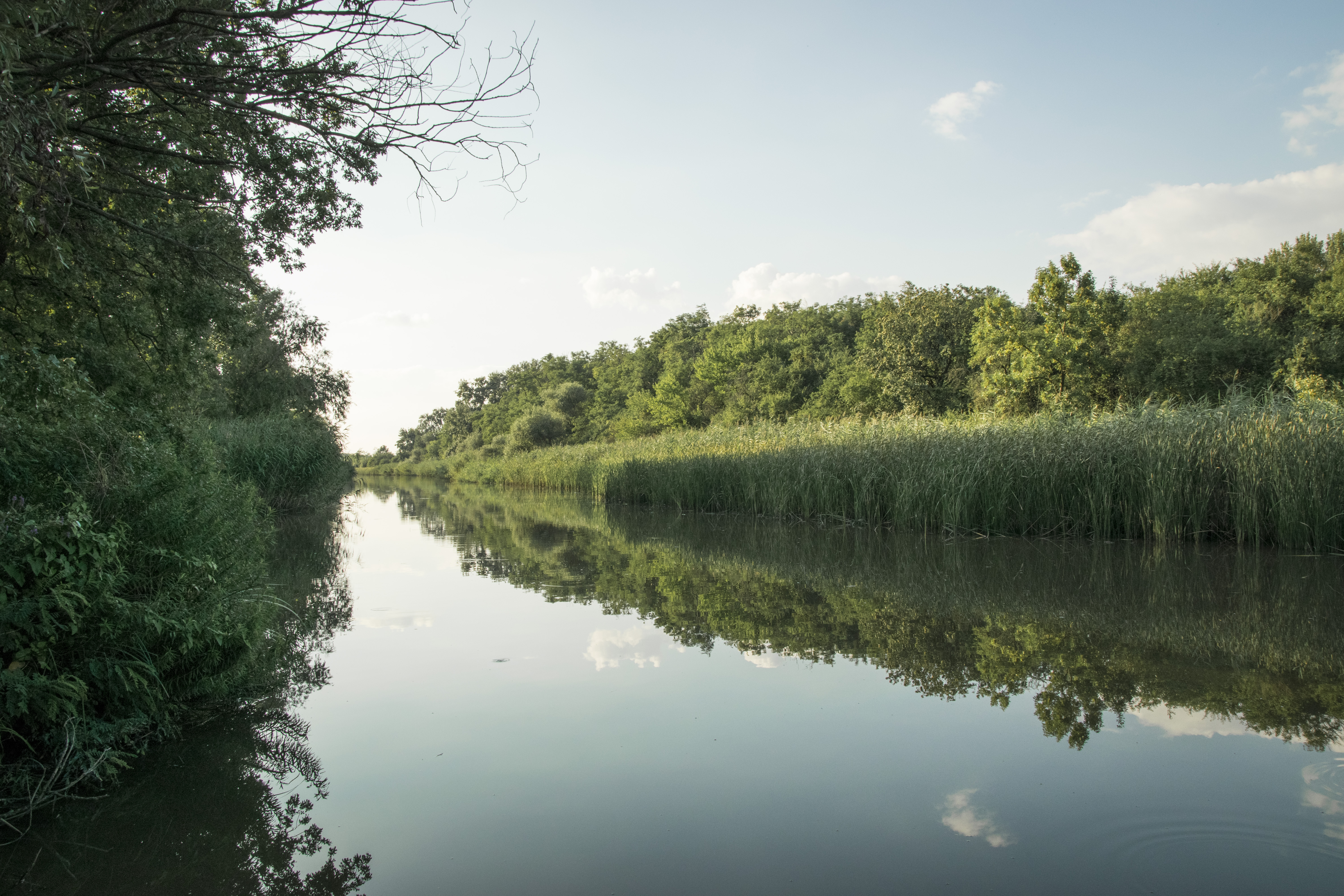
Kurca partja
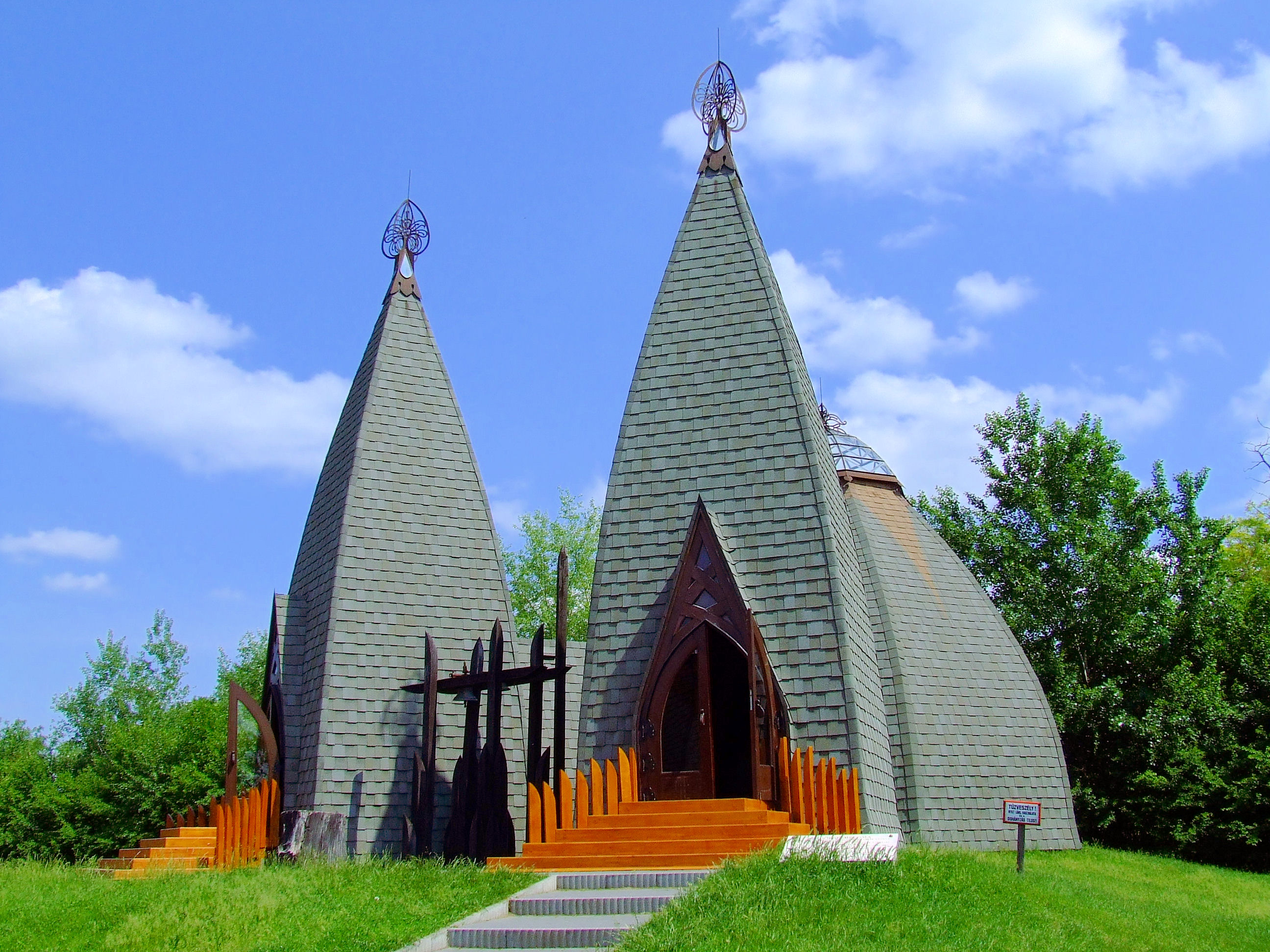
Erdők temploma Ópusztaszeren

## Települései
Csongrád-Csanád vármegyének viszonylag kevés települése van, megyei jogú városa ellenben kettő is. A Dél-Alföld és az ország legkevesebb településsel rendelkező és a Dél-Alföld legkevesebb várossal rendelkező megyéje. A népesség 74%-a városokban lakik, főként Szegeden és Hódmezővásárhelyen.

### Városok
(Népesség szerinti sorrendben, a Központi Statisztikai Hivatal adatai alapján):
| Sorszám | Település        | Lakónépesség                   | Járás                   |
| ------- | ---------------- | ------------------------------ | ----------------------- |
| 1.      | Szeged           | 157 930 fő (2024. jan. 1.) +/- | Szegedi járás           |
| 2.      | Hódmezővásárhely | 41 781 fő (2024. jan. 1.) +/-  | Hódmezővásárhelyi járás |
| 3.      | Szentes          | 24 905 fő (2024. jan. 1.) +/-  | Szentesi járás          |
| 4.      | Makó             | 21 759 fő (2024. jan. 1.) +/-  | Makói járás             |
| 5.      | Csongrád         | 15 409 fő (2024. jan. 1.) +/-  | Csongrádi járás         |
| 6.      | Sándorfalva      | 8146 fő (2024. jan. 1.) +/-    | Szegedi járás           |
| 7.      | Kistelek         | 7072 fő (2024. jan. 1.) +/-    | Kisteleki járás         |
| 8.      | Mórahalom        | 6341 fő (2024. jan. 1.) +/-    | Mórahalmi járás         |
| 9.      | Mindszent        | 6210 fő (2024. jan. 1.) +/-    | Hódmezővásárhelyi járás |
| 10.     | Csanádpalota     | 2479 fő (2024. jan. 1.) +/-    | Makói járás             |

### Községek, nagyközségek
| - Algyő - Ambrózfalva - Apátfalva - Árpádhalom - Ásotthalom - Baks - Balástya - Bordány - Csanádalberti - Csanytelek - Csengele - Derekegyház - Deszk | - Domaszék - Dóc - Eperjes - Fábiánsebestyén - Felgyő - Ferencszállás - Forráskút - Földeák - Királyhegyes - Kiszombor - Klárafalva - Kövegy - Kübekháza | - Magyarcsanád - Maroslele - Mártély - Nagyér - Nagylak - Nagymágocs - Nagytőke - Óföldeák - Ópusztaszer - Öttömös - Pitvaros - Pusztamérges - Pusztaszer | - Röszke - Ruzsa - Szatymaz - Szegvár - Székkutas - Tiszasziget - Tömörkény - Újszentiván - Üllés - Zákányszék - Zsombó |